# Catedral de Girona
La catedral de Girona, dedicada a Santa Maria, és una església catòlica i seu del Bisbat de Girona. És el temple cristià més gran de la província. Els bisbes de la diòcesi de Girona són documentats genèricament l'any 516. Segons alguns documents del segle vii el seu culte era equiparable a les diòcesis de Toledo i Sevilla. Durant l'ocupació musulmana entre els anys 715 i 785 va ser transformada en mesquita. La major particularitat és que té la nau gòtica més ampla del món, de 22,98 metres, que és alhora la nau més ampla de qualsevol estil llevat de la de basílica de Sant Pere del Vaticà, que en fa 25. Situada estratègicament al nucli central de la ciutat antiga, conegut com la Força Vella, coincideix amb el traçat urbà de Gerunda, assentament d'època romana del qual encara en romanen mostres de muralla a l'actual plaça de la catedral.

## Història
La catedral de Girona, dedicada a la Mare de Déu, és el fruit de diverses èpoques i estils constructius. L'edifici, que s'alça molt per damunt de les construccions veïnes, constitueix juntament amb l'agulla de Sant Feliu un dels símbols més representatius de la ciutat. L'any 834, la seu va rebre de Lluís el Pietós un precepte d'immunitat amb la cessió de drets fiscals i adquisició de patrimoni. Això, unit a la consagració d'un nou temple pel bisbe Wigo l'any 908, fa suposar l'existència d'una catedral preromànica dedicada a Santa Maria, encara que només en queda documentació i cap restes arquitectòniques.
La primera catedral romànica es va construir entre el segle x i el segle xi sobre el temple romà de Gerunda cristianitzat. Es va inaugurar el 21 de setembre de 1038 tot i que el campanar, iniciat abans del 1050, no fou acabat fins al 1132 i el claustre també fou bastit el segle xii. D'aquesta construcció romanen la Torre de Carlemany, que serveix de contrafort per a la nau gòtica, el claustre, els soterranis i la sagristia que avui és una capella.
De la catedral romànica es conserva el campanar de torre del tipus dit llombard, adossat a l'obra gòtica, de la qual fa de contrafort, així com el claustre, de planta trapezoidal. La irregularitat de la planta, poc freqüent en el romànic català, prové de l'adaptació de la línia de muralla preexisten. Té quatre galeries amb capitells ornamentats amb escenes bíbliques i temes decoratius, que presenten similituds amb els de Sant Pere de Galligants de la mateixa ciutat i els de Sant Cugat del Vallès.
L'obra gòtica, iniciada el 1312 per la capçalera, amb la construcció de l'absis, un deambulatori amb nou capelles i l'inici de les tres naus, no s'acabà fins al 1604. El 1312 començaren les obres per la capçalera, Hi treballaren els germans Enric (c. 1320) i Jaume de Faveran (1321-30), aquest mestre de la seu de Narbona, amb la col·laboració de l'escultor Guillem Cors.
Un cop acabada la capçalera gòtica, el 1347 foren aturades les obres per a enderrocar la nau romànica. Finalment, el 1357 comença una nova etapa constructiva sota la direcció dels mestres d'obres Pere Capmagre (1357-59), Francesc Saplana (1360-68) i Pere Sacoma (1368-93), que decidiren de continuar l'obra amb nau única. No fou però fins al 1417 que l'obra fou represa definitivament. La nau de la catedral de Girona, coberta amb la volta gòtica més ampla que mai ha estat feta al nostre país, mesura 22,98 m d'ample per 34 d'alçada i 50 de llarg.
La decisió de construir una sola nau deturà el ritme de les obres. El 1386 i el 1416 es feren dues reunions d'experts. En la primera, hom s'inclinà a considerar que la nau única no era prou sòlida i que calia continuar el pla de tres naus. En la segona, s'imposà la solució d'una sola nau, que fou duta endavant a partir de 1417 pel mestre Antoni Canet, que el 1424 ja havia cobert el primer tram. D'aquesta època hi ha nombroses tombes, com les de Ramon Berenguer II i la comtessa Mafalda, obra de Guillem Morei (segle xiv), o la del bisbe Bernat de Pau, una de les obres mestres del gòtic d'arreu del món, atribuïda a Mercadant de Bretanya (segle xv).
Les obres de la nau no es van acabar fins al segle xviii, en ple barroc, tot i que es va mentenir l'estil gòtic inicial. La façana barroca s'inicià el 1680 segons projecte de Gavina, modificat per Soriano. El 1707, les obres s'aturaren en el rosetó. La façana es continuà a partir del 1730 segons projecte de Pere Costa i Cases. Els dos anys següents, els escultors locals Josep M. Bohigas, Antoni Casamor, Jaume Busquets i Domènec Fita crearen les escultures monumentals que es varen instal·lar a les fornícules buides. El campanar és d'estil renaixentista. El 1975, hom acabà la portada lateral dels Apòstols amb un criteri historicista dubtós.
La façana principal, barroca, és rematada per una cornisa, sobre el costat dret de la qual s'alça el campanar vuitavat. L'escalinata monumental de noranta graons que hi mena (1690-1694) forma amb l'esmentada façana un dels espais urbans barrocs més singulars d'Europa. A la capella de l'esperança hi ha la Llitera de la Mare de Déu d'Agost, barroca, esculpida entre 1773 i 1775 per Lluis Bonifaç.

## Catedral romànica

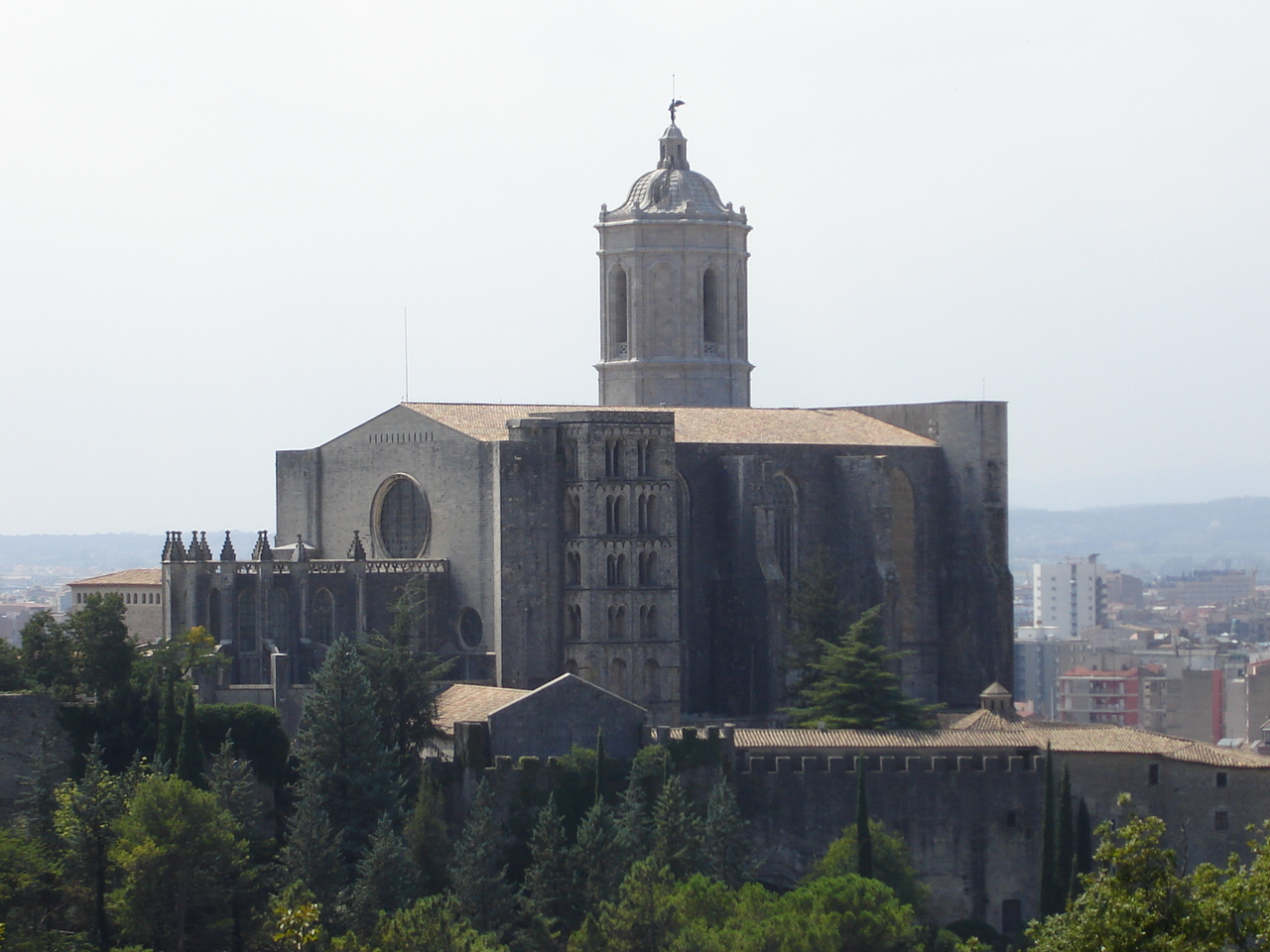
Vista de la catedral on es veu la Torre de Carlemany romànica.

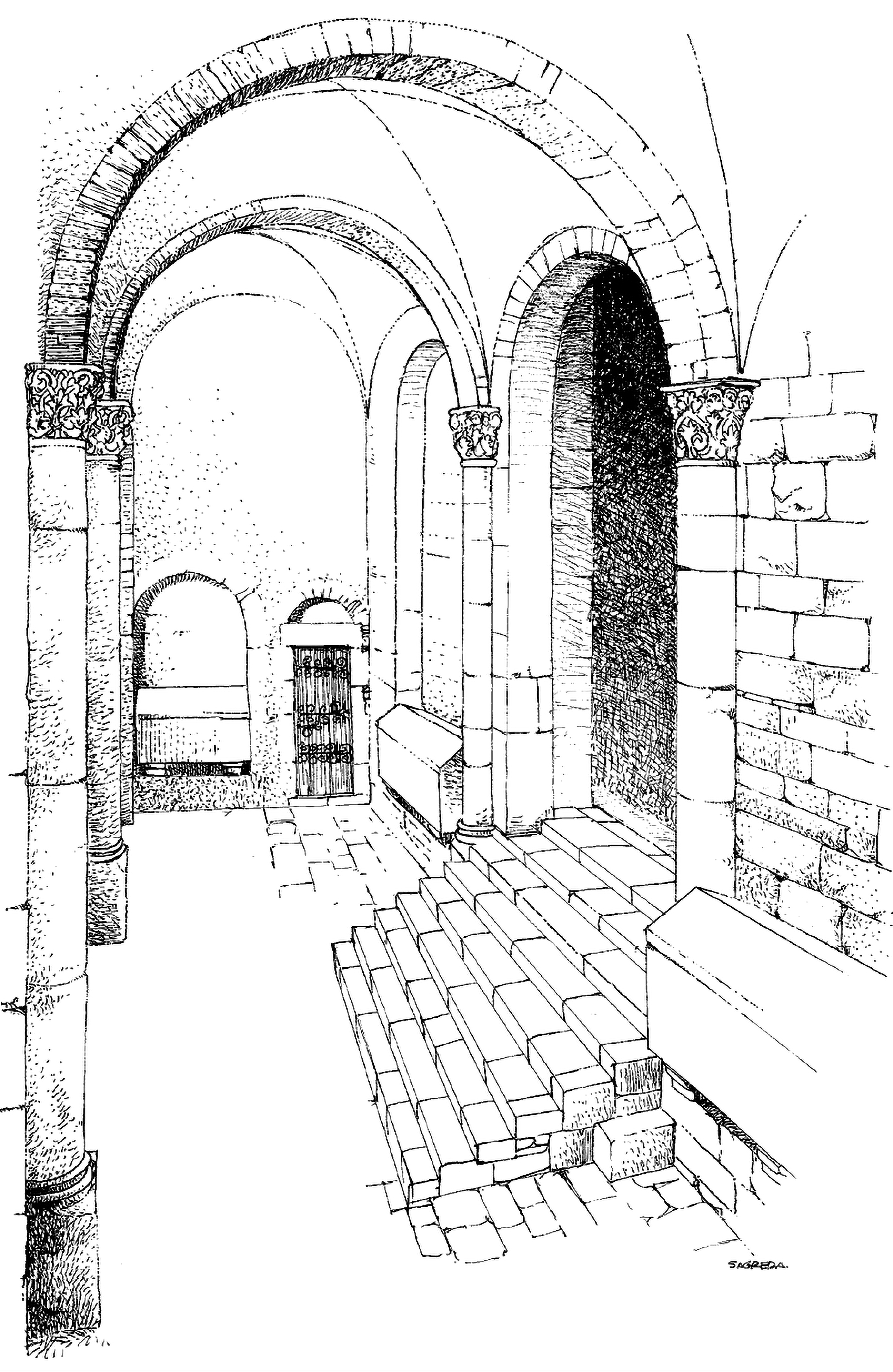
Galilea Romànica Catedral Girona (1082-1385)

L'any 1010 és documentada la construcció d'un nou edifici sobre la seu preromànica mig derruïda, sota el mandat del bisbe Pere Roger fill del comte de Carcassona Roger I de Carcassona i cunyat del comte de Barcelona Ramon Borrell. La catedral romànica constava d'una nau amb volta de canó, amb transsepte i tres portes d'entrada amb una mena de nàrtex de doble pis tocant a la façana principal, esmentat documentalment amb el nom de galilea, era de planta rectangular amb dues dependències quadrades que corresponien, segons les darreres intervencions arqueològiques de l'any 1999, a les capelles del baptisteri i la del sant Sepulcre, sobre aquesta darrera es va construir el nou campanar al segle xiv. La galilea servia com lloc d'enterrament i per superar el desnivell entre la primera esplanada i el temple. L'escalinata tenia, com l'actual, tres replans, encara que era més estreta i més curta.
Gràcies a l'aportació econòmica dels comtes Ramon Borrell i la comtessa Ermessenda, es va procedir a la dedicació el 1038. Les obres van continuar: l'any 1050 el campanar ja es trobava aixecat fins al tercer cos i fou acabat durant el primer terç del segle xii. La comtessa Ermessenda va destinar una deixa testamentària per al cobriment del dormitori de la canònica, que es transforma en sagristia més tard. Ja es va esmentar aquesta canònica l'any 1038 en l'acta de consagració.
Hi ha vestigis del temps romànic, com la torre dita de Carlemany, el claustre, l'ara de l'altar major, la cadira episcopal i el tapís de la Creació.

### Campanars romànics

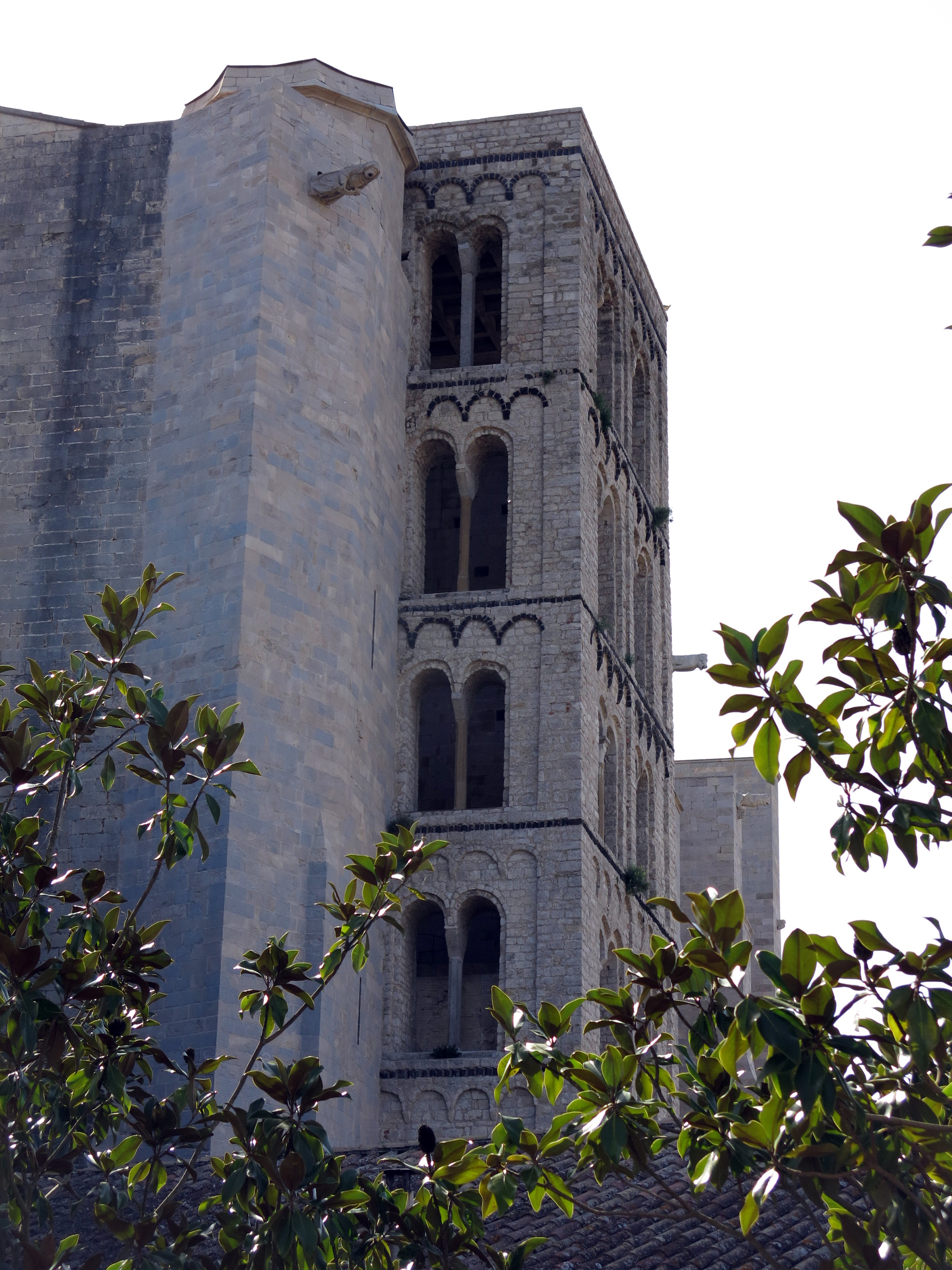
L'anomenada torre de Carlemany, campanar romànic de la catedral

La catedral romànica disposava de dos campanars: el cloquer vell, desaparegut al segle xiv i situat aproximadament en el mateix emplaçament que l'actual campanar, i el campanar conegut com a «torre de Carlemany». Ambdós s'iniciaren a la primera meitat del segle xi i eren semblant als campanars de Sant Pere de Vic o Sant Miquel de Cuixà.
La torre de Carlemany presenta una planta quadrada, amb set nivells separats per frisos amb arcuacions longobards als seus dos primers pisos totalment cecs sense finestres però amb una estreta i llarga espitllera oberta al centre dins la lesena central, el tercer té a cada cara dues finestres més grans d'obertura única amb arc de mig punt i amb rebaix perimetral, a partir del quart dues finestres geminades amb columneta central i capitell en forma de mènsula llisa. Tots els frisos es complementen amb un rengle de dents de serra menys en el pis més baix. El coronament superior de la torre és un terrat pla, segurament deguda a les obres de restauració efectuades al campanar.
Durant la construcció de la catedral gòtica va ser escapçada i incorporada als contraforts de la part exterior del costat de l'Evangeli. La construcció d'un nou campanar a finals del segle xvi va suplir les funcions del romànic.

### Claustre

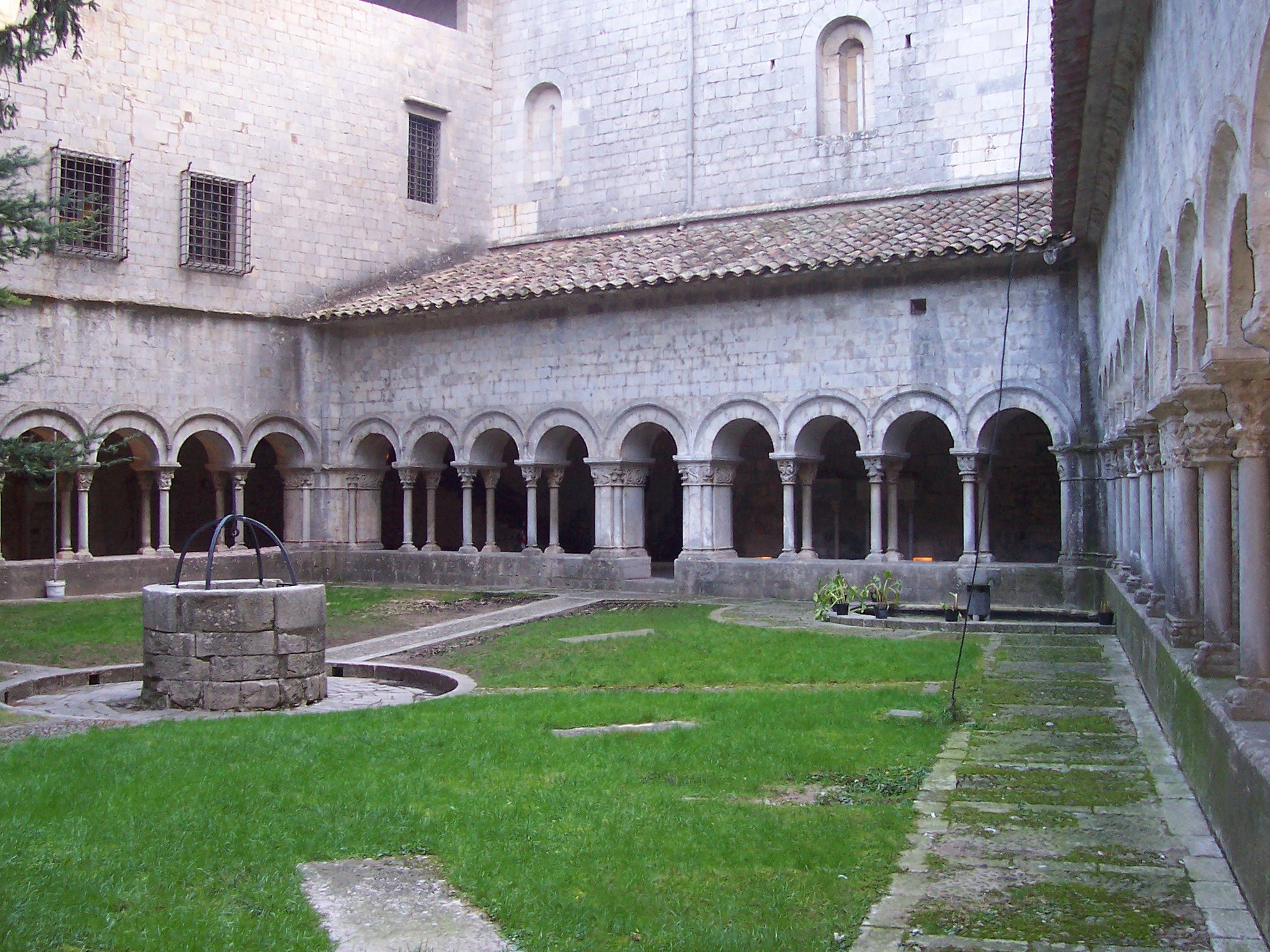
Tres galeries del claustre de la Catedral.

Dintre de l'edifici romànic de la catedral destaca el claustre de planta trapezoidal per la irregularitat del terreny, amb una iconografia medieval molt interessant. No hi ha homogeneïtat en el tipus de voltes emprades, tres són de quart de canó mentre que la nord és de mig. Les columnes aparellades i pilars intercalats suporten el carregament de les voltes mitjançant arcs de mig punt amb sostret interior i exterior. L'escultura d'alguns capitells, principalment els de l'ala sud, desenvolupa un ampli cicle veterotestamentari iniciat amb la creació d'Adam.
La iconografia de l'Antic Testament, excepcional pel seu número, es presenta en molts casos com una premonició tipològica del Nou, del qual només s'escollí un incomplet cicle cristològic. La resta de representacions són de caràcter animal i vegetal, amb algunes escenes de caça i treballa. Les figures, de cànon curt i caps grossos amb trets molt breus, recorden les dels claustres de Sant Cugat i Sant Pere de Galligants, encara que els nexes són més d'ordre compositiu que estilístic. Tots ells, però, s'inclouen dins un corrent autòcton amb influències llenguadocianes, practicat per diferents tallers a Catalunya durant la segona meitat del segle xii i principis del segle xiii.
Els capitells i els pilars són historiats amb llenguatge narratiu i elements de temes fantàstics i zoomòrfics d'ocells, simbolitzant un caràcter positiu i espiritual; si els ocells es troben mossegant-se les potes, simbolitzen l'acció d'aixecar el vol i deixar la terra. Als frisos es veuen escenes de l'Antic i Nou Testament en gran quantitat i diversitat, com la història de Samsó, la història d'Isaac i Jacob, la vida de Jesús, la creació d'Eva, etc. Hi ha representacions de feines agrícoles i en alguns relleus amb restes de policromia. Entre els escultors que van treballar al claustre es troba Arnau Cadell també autor dels capitells del claustre del monestir de Sant Cugat.
S'hi troba la capella de Nostra Senyora de Gràcia i de Bell-Ull, que en realitat és una antiga porta d'accés al claustre reformada a l'època gòtica, és al seu timpà on està la imatge de la Verge del mestre Bartomeu del segle xiii i també a sota, es troba una pintura d'una Verge amb un gran marc daurat i tallat.

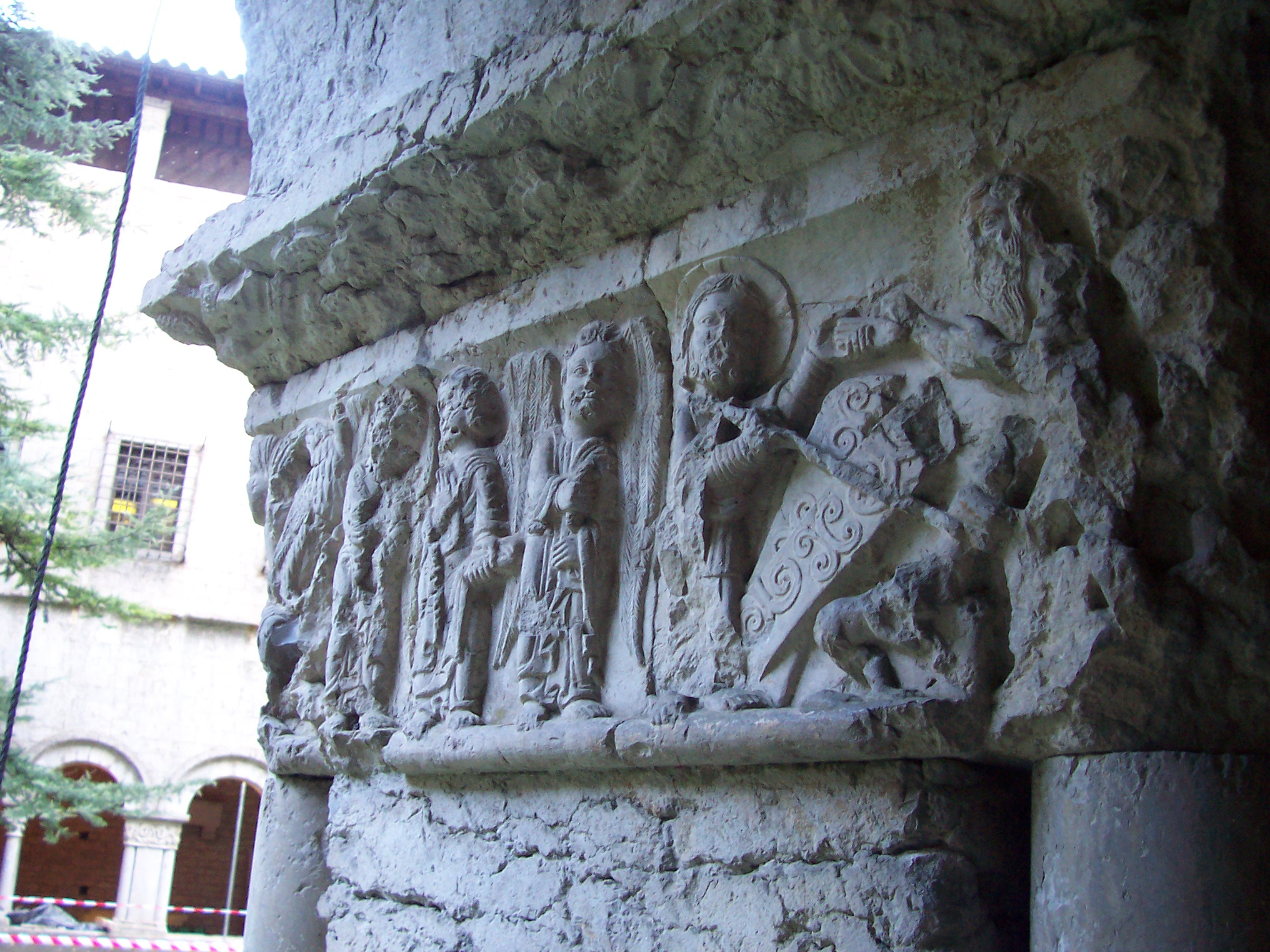
Fris representant a Jesús acompanyat per àngels, enderrocant les portes de l'infern.
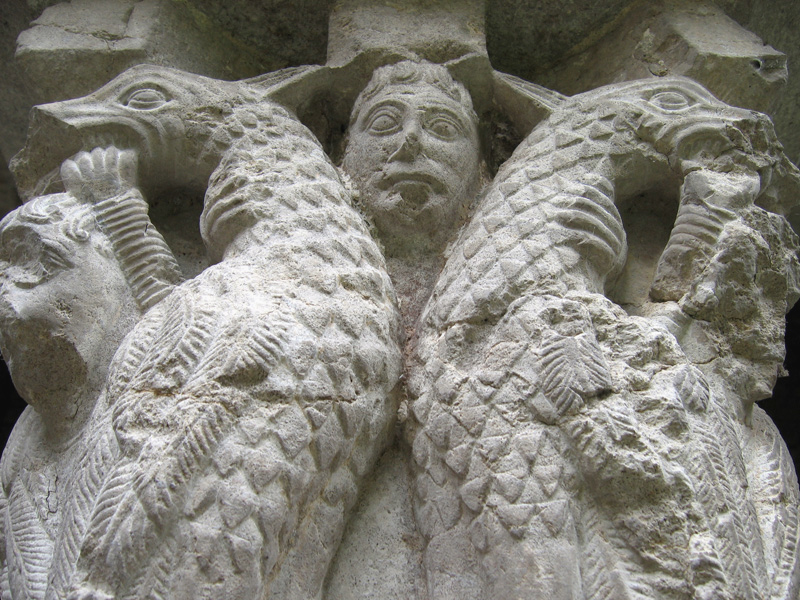
Capitell amb l'escena d'una persona que sotmet dos ocells.
Capitell inicial d'un fris amb ocell i elements vegetals.
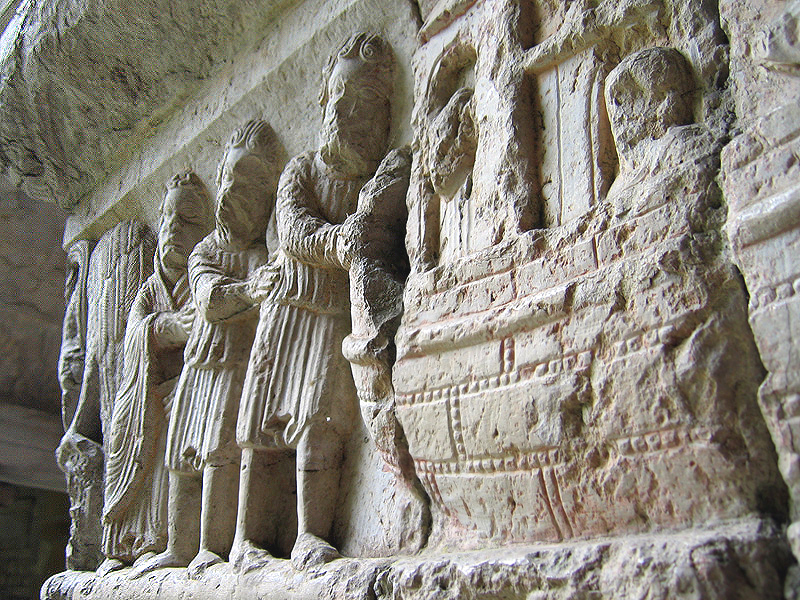
Fris representant l'embarc a l'arca, de Noè i la seva família.

#### Capella de Sant Pere
Annexa al claustre hi ha la capella romànica sota l'advocació de sant Pere, unida a la catedral i restaurada. És una capella de gran senzillesa formal i compositiva, de planta rectangular.¡, situada a l'esquerra de l'altar major. L'única nau, coberta amb volta apuntada, finalitza sobtadament en un mur llis que només té una petita finestra d'espitllera. A l'exterior la coberta és a dues aigües de teula àrab. Als murs laterals s'hi ha practicat poques obertures, amb la consegüent manca d'il·luminació natural del recinte. S'empraren carreus de pedra mitjans. La construcció pertany al nombrós grup de capelles romàniques catalanes amb solucions sòbries arcaïtzants.

#### Sepulcres del claustre

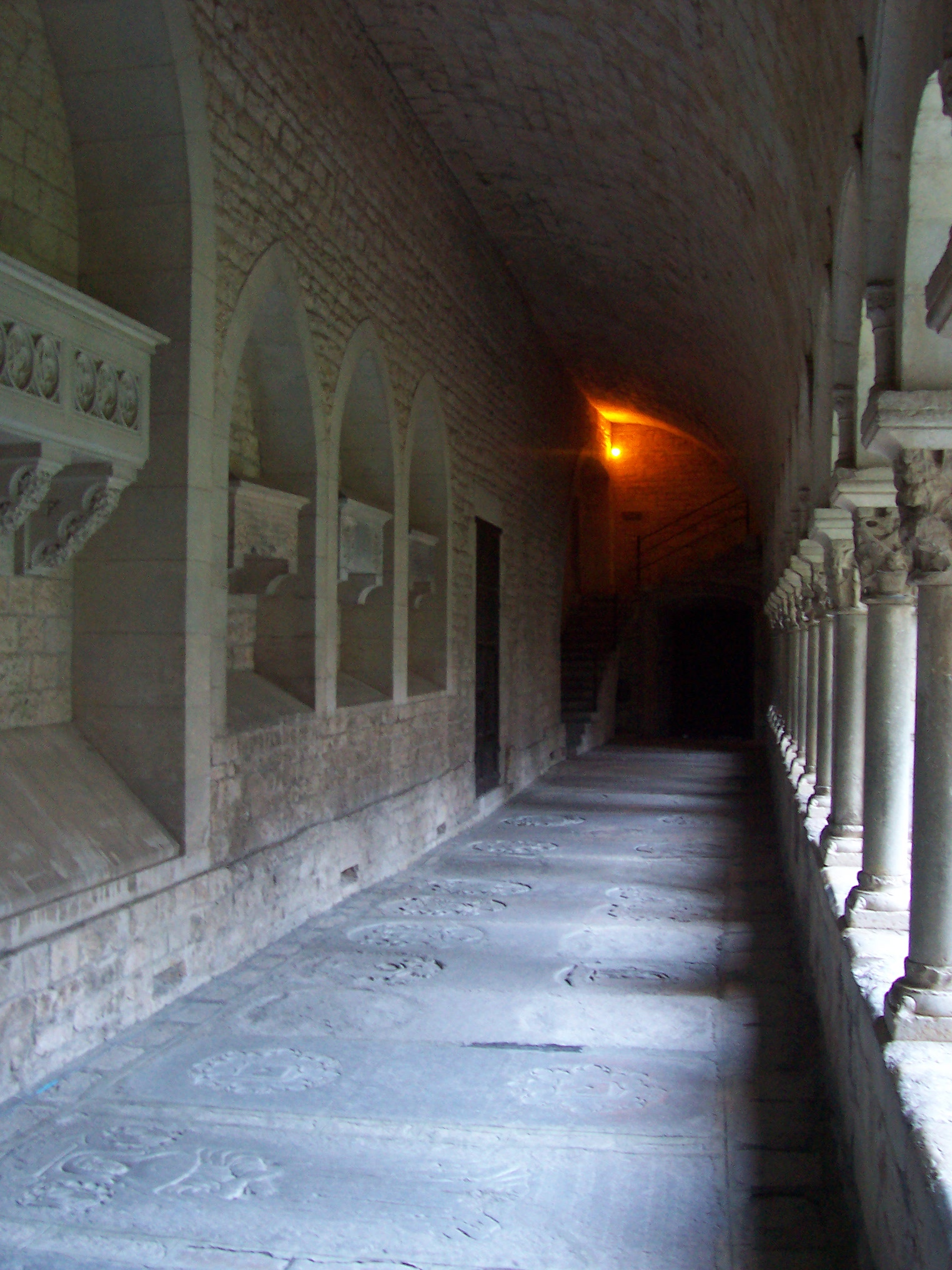
Galeria del claustre amb sarcòfags

Es troben al claustre sepulcres tant als seus murs com a terra de les galeries cobertes amb làpides gravades de famílies nobles i canonges dels segles XIV al xviii.

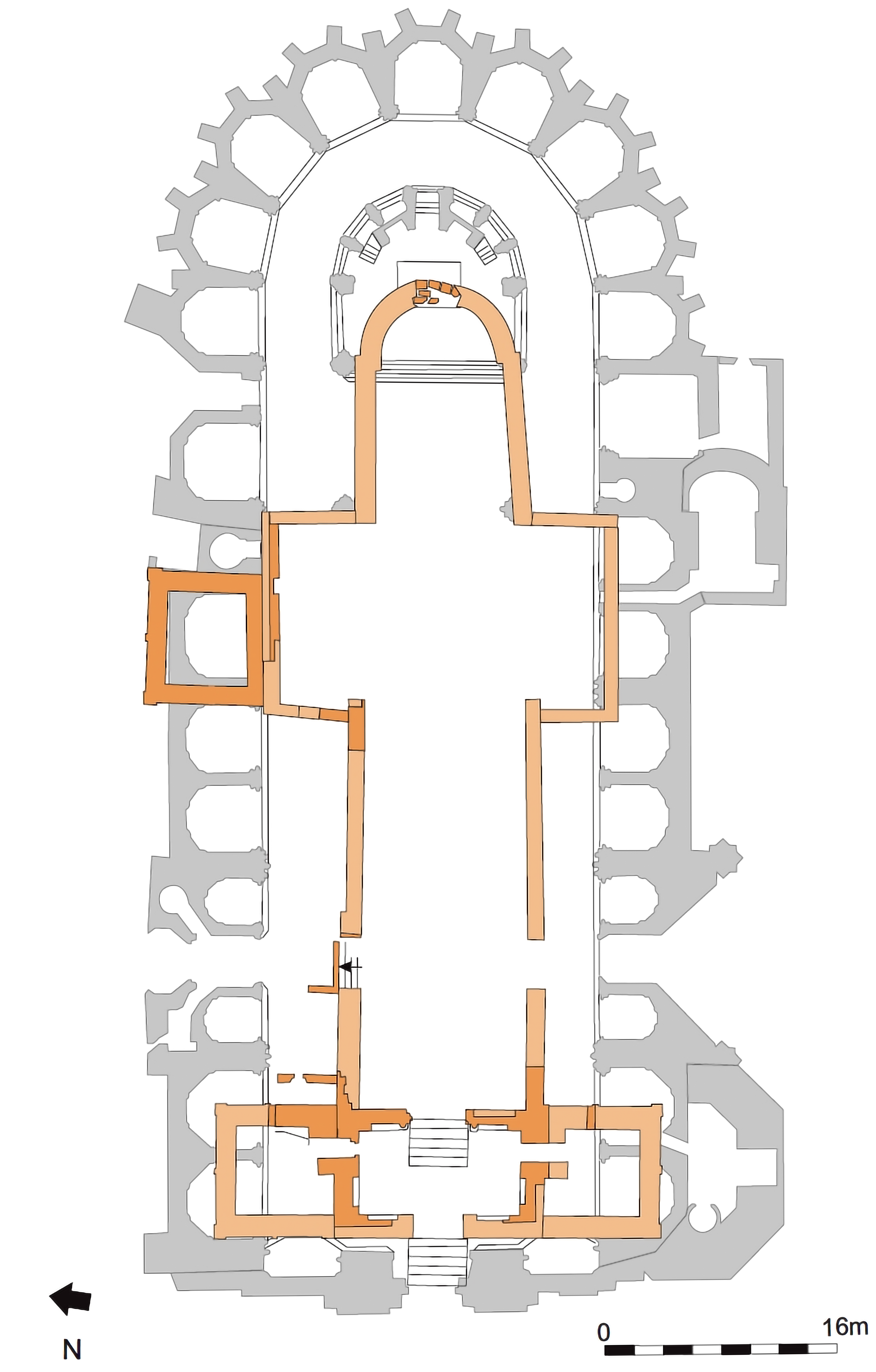
Planimetría Catedral Romànica Girona

- Planimetría Catedral Romànica GironaUn dels més importants és el sarcòfag d'Elionor de Cabrera morta cap a 1336. El sepulcre d'Elionor de Cabrera (Claustre de la Seu), està tallat en pedra i emplaçat dins d'un nínxol. A la part frontal s'observa el perfil que devien ocupar vuit imatges sota arcuacions trilobulades. La jacent té una gran senzillesa formal, malgrat el naturalisme que es detecta al cap i als peus. El cap, cobert per un tocat, té una acurada execució del rostre que en alguns punts anuncia l'obra de Guillem Morell. L'habilitat de l'escultor s'accentua en les imatges dels patges situades als peus de la vescomtessa i recolzades en els lloms de dos gossos. La delicadesa en el treball de les mans creuades damunt del pit o l'acurada atenció als detalls com els botons dels punys, ens parlen d'un artista de gran qualitat tècnica i estilística, que només trobarà continuïtat en els artistes dels darrers decennis segle xiv, que reflecteix la voluntat d'un realisme retratístic.[4] Es troben a la seva sepultura gravats els escuts d'armes de la família. Per testament redactat l'any 1333, estableix la seva sepultura a la capella que va fer construir al claustre dedicada als arcàngels Gabriel i Rafael. No se sap qui va ser l'escultor del monument funerari, que presenta una imatge jacent amb el cap damunt d'un coixí i recolzant els peus damunt de dos gossos.[12] Es va concedir a Elionor de Cabrera el privilegi de ser enterrada a la capella de Sant Rafael del claustre de la Seu l'any 1331, com a recompensa a les seves nombroses donacions en favor del capítol de Girona.[4]
- Els Sepulcres de Ramon Berenguer i Ermessenda es troben sostinguts per dues grans mènsules de pedra de Girona amb figuracions de monstres i aus fantàstiques. La caixa, revestida amb plaques de marbre, està dividida en diferents espais on es contenen els escuts comtals emmarcats per pilastres i arcs trilobulats. A la coberta tenim les estàtues jacents, també de marbre. El comte, abillat de guerrer amb casc i bavera, i un gos als peus, i Ermessenda amb un senzill vestit de l'època. Malgrat l'estil arcaïtzant, ple d'idealisme i serenor, les dues escultures es caracteritzen pel tractament estilitzat i el domini tècnic.[4] Són escultures que participen tant de les formes practicades per l'escola catalana de Cascalls i Aloi, com dels nous corrents europeus de finals del segle xiv.[4]

- El mausoleu de Guillem Ramon de Boïl, de 382x300 cm, està dominat per l'efígie d'alabastre del bisbe. Segueix la iconografia habitual d'aquest tipus d'imatges, i es troba lleugerament reclinat sobre un coixí mirant cap a l'espectador. En el frontis de l'urna funerària apareix l'epitafi. Els dos elements, urna i estàtua jacent, estan arrecerats dins un espai envoltat d'ornamentació que recorda més l'arcosoli medieval que l'arc triomfal romà emprat en els mausoleus renaixentistes. Es produeix així una simbiosi entre dos models compositius, fet també apreciable estilísticament i iconogràficament. Així, mentre el primer es defineix per una abundant utilització del modern llenguatge renaixentista de tipus decoratiu (complements arquitectònics, putti, motius fitomòrfics i grotescos, ordre composta, etc.), la concepció bàsica del conjunt sembla perllongar els esquemes tradicionals dels sepulcres medievals, sense oferir cap temàtica de reflexió humanística sobre la mort.[13] El sepulcre, començat poc després, no era acabat quan morí Boïl, el 24 de novembre de 1532, i s'enllestí més tard.[4]

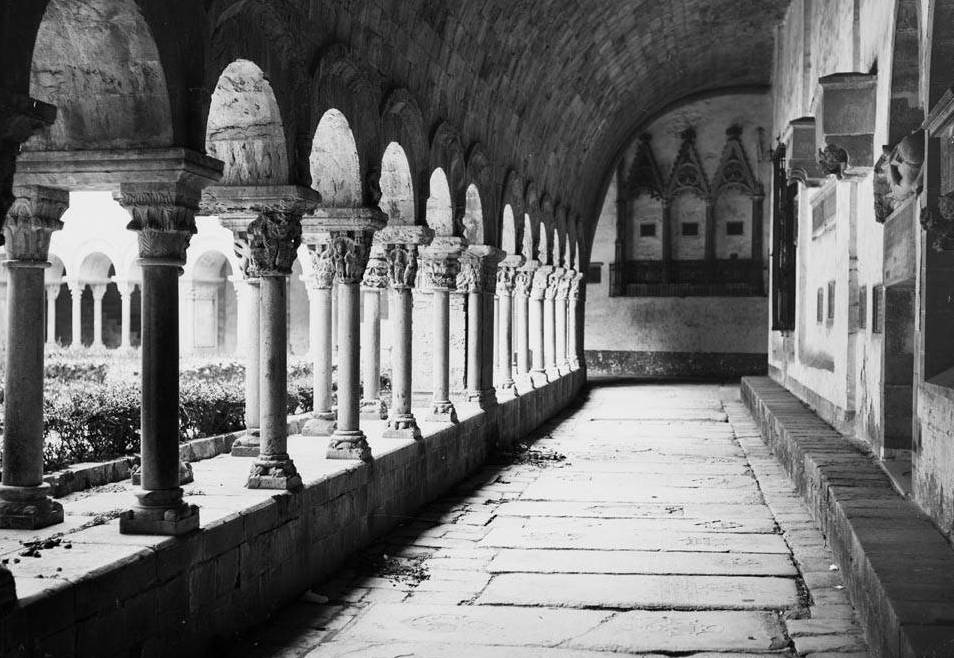
Claustre de la catedral (entre 1890 i 1910)

- En el Sepulcre d'Arnau Soler (Claustre de la Seu), trobem a la part frontal de la caixa sepulcral una inscripció on s'esmena la personalitat del difunt i la seva jerarquia eclesiàstica. L'estàtua va abillada amb les vestidures de diaca, utilitzades en el moment de la celebració de l'ofici: té el cap recolzat sobre un senzill coixí amb borles als angles, a les mans sosté un evangeli, als peus hi apareix un lleó, com a símbol de l'amistat i el valor.[13] L'estil és simple i la composició té una refinada sensibilitat i acurada atenció per part de l'artista. El modelatge sense violentes transicions i els detalls naturalistes en el rostre, mans i cabells deixen entreveure la mà d'un escultor amb perfecte coneixement dels corrents gòtics europeus, les quals s'han de tenir en consideració per al naixement de l'escultura gòtica catalana.[4] El sepulcre d'Arnau Soler es data a l'entorn de 1330. el personatge morí l'any 1326 i va ser el donant del baldaquí que abraça el retaule d'argent, i exercí el càrrec d'ardiaca de Besalú. Fou patrocinador d'obres artístiques amb un afany de prestigi personal.[4] En un primer moment, l'obra s'instal·là al pòrtic o galilea de la catedral. Al construir l'actual façana barroca el 1604, el sepulcre fou traslladat al claustre.[4]

- El Sepulcre del bisbe Guillem de Vilamarí (Capella del Sagrat Cor) respon al model d'escultura funerària creat a Catalunya als inicis del segle xiv. Arrecerada sota un nínxol o arcosoli, l'estàtua jacent duu els símbols corresponents a la seva dignitat eclesiàstica; mitra, bàcul i capa. Les mans es troben damunt del pit en actitud d'oració, en els peus apareix la figura d'un lleó, símbol de l'amistat freqüent en la iconografia funerària. L'execució dels plegatges, els trets facials i la composició general, denoten una gran senzillesa. La solució estilística emprada per l'autor s'ha d'incloure dins la diversitat de plantejaments i tradicions que conflueixen en el panorama escultòric català del moment, i en concret, com a exponent destacat de l'important grup de mestres francesos que treballen durant aquesta època al nostre país.[4] *El Sepulcre del bisbe Guillem de Vilamarí fou encarregat el 25 de setembre de 1322 a Jaume Faveran a canvi de 40 lliures barceloneses. El 20 d'abril de l'any següent, l'obra devia estar acabada, ja que el pacte establert entre les dues parts es complimentà. El document de contracte especifica que el sepulcre ha de ser de pedra, on destaqui la representació de la dignitat del càrrec del jacent i on es presenciïn els lleons.[4]

- El Sepulcre del bisbe Pere Rocabertí (Capella del Sagrat Cor): el front de la caixa sepulcral està centrat per una gran inscripció sobre el personatge difunt. Als costats dos grups de tres dones ploraneres sota arcuacions trilobulades, expressen el dolor davant la mort. El lòbul central circumscriu l'escut del bisbe, també repetit al fons i costats de l'arcosoli. En el mur d'aquest hi ha una mènsula que antigament sostenia un relleu amb l'ànima del difunt transportada cap al cel per àngels psicopompes.[4] L'estàtua jacent està executada a manera de relleu, amb un treball molt pla que accentua la rigidesa i d'idealisme de la figura. Tot això contrasta amb el graciós realisme dels tres gossos situats als peus i la profunda aflicció expressada en el rostre de les ploraneres.[4] El sepulcre del Bisbe Pere Rocabertí, malgrat no estar documentat, es considera que fou obra de Jaume de Faveran, i encàrrec del mateix bisbe. Si fos així, la cronologia se situaria entre els anys 1321 i 1330. Així i tot, aquesta obra xoca amb el realisme de les dues anteriors.[4]

## Catedral gòtica

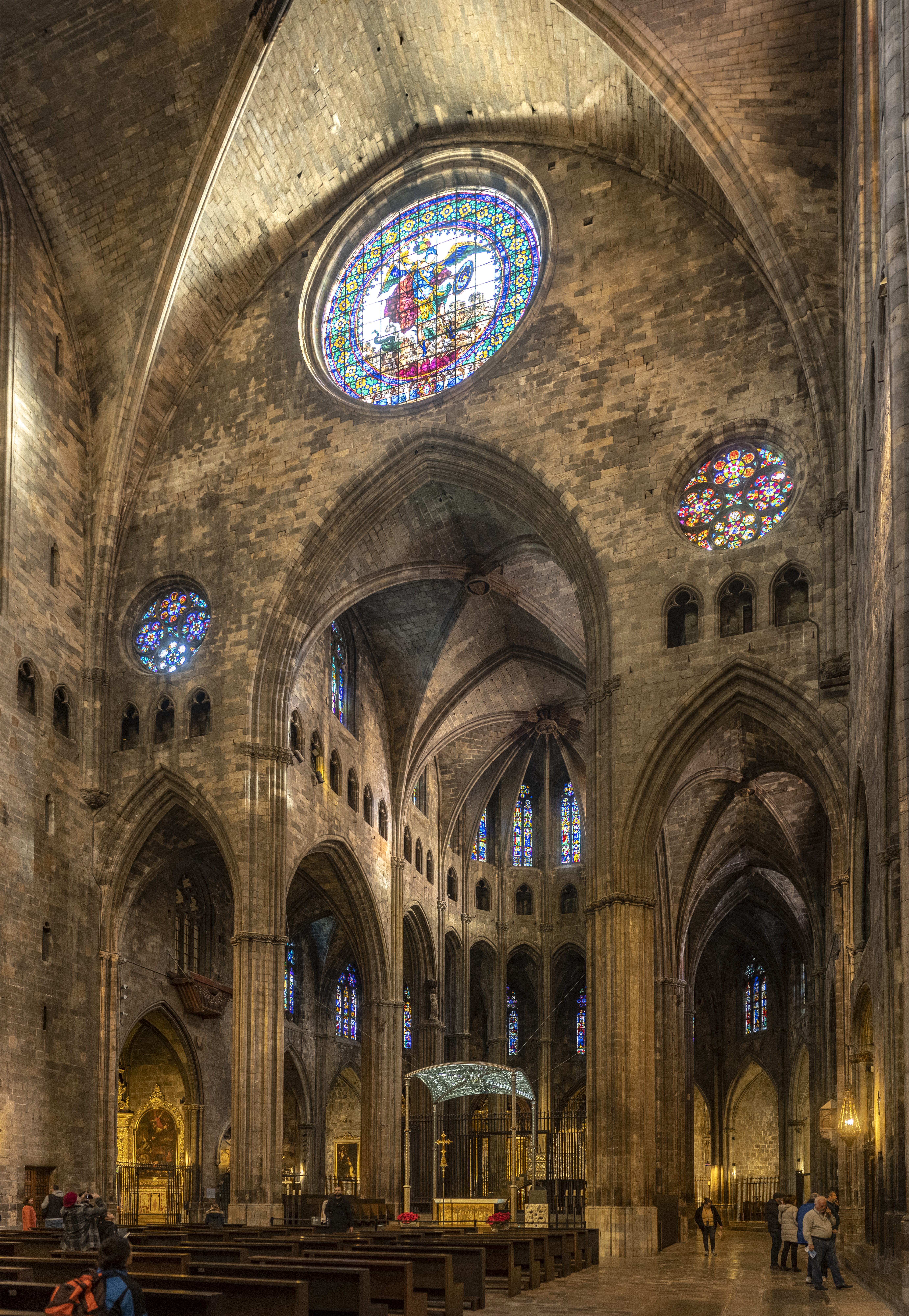
Interior de la Catedral de Girona

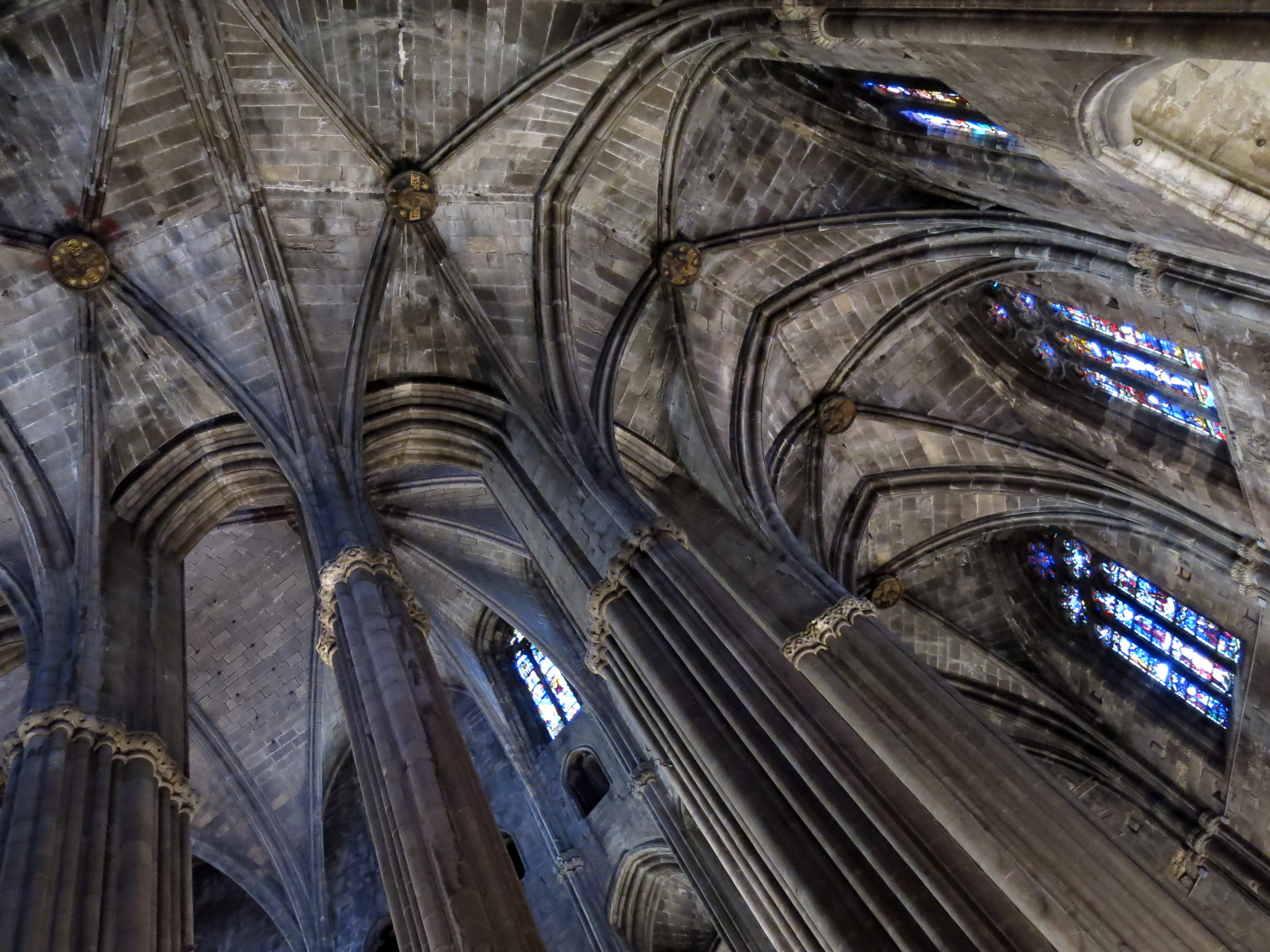
Columnes, voltes i vitralls del deambulatori

A partir del 1312 es van iniciar les obres de la catedral gòtica, el 29 d'abril el capítol de Girona va ordenar l'edificació d'un nou absis amb girola i nou capelles, així com la construcció de la sagristia a l'antic dormitori canonical.
L'altar major es va consagrar el 12 de març de 1347 i es va procedir a l'enderrocament de la capçalera romànica. Els mestres d'obra varen ser Enric de Narbona, a la mort d'aquest, Jaume de Faveran (1321-1330) i Guillem de Cors fins que el succeí Pere Campmagre entre 1357 i 1359. Va ser el mestre major Pere Saplana fins que el va substituir Pere Sacoma a partir de 1368. El nou mestre major fou molt actiu, car es van començar les obres de la porta dels Apòstols i la torre-campanar sobre la capella del Sant Sepulcre. Se'n té una prova gràfica en la taula de La Pietat pintada per Pere Mates cap a 1550 i que reprodueix en el seu fons la imatge de la ciutat de Girona amb la catedral, on s'aprecia sobre la teulada un campanar que sembla el fet pel mestre d'obres Pere Sacoma i que aixecà entre 1379 i 1381, amb la figura d'un àngel com a coronament, que en realitat representava a la Fe, amb els ulls embenats. Més tard, durant l'edificació dels darrers trams de la nau gòtica, es va destruir el campanar ubicat sobre l'atri de la porta principal.
Al primer projecte, es va pensar fer la construcció amb la planta de tres naus, però el 1386 es va plantejar la possibilitat de canviar a una nau única. Van ser cridats a consulta mestres de Barcelona, com Bernat Roca de la Catedral de Barcelona i Pere Arvei mestre de la Llotja de Barcelona, que van decantar-és per les tres naus, mentre que el mestre de Girona, Pere Sacoma, era a favor de la nau única.
El 1416 es va fer una nova consulta amb els dotze mestres d'obres més importants de Catalunya, i amb opinions de tota mena. Finalment el bisbe Dalmau de Mur juntament amb el capítol de la catedral, van decidir l'any 1417 decantar-se per la construcció d'una sola nau, nomenant l'escultor Antoni de Canet, que havia participat en la consulta: mestre maior i patro sense revocar però el mestratge de Guillem Bofill.
Sota la direcció de Berenguer Cervià a partir de 1434, es va encarregar a l'escultor Antoni Claperós les escultures dels apòstols per la porta del mateix nom, que es van col·locar cap a 1460. Es va construir la primera capella dels peus, al costat de l'evangeli, del bisbe Bernat de Pau.
Amb motiu de la Guerra Civil Catalana entre 1460 i 1472 les obres es paralitzaren. Sota el mestre d'obres Joan Balcells (1577-1583), s'accelerà l'acabament de la seu, seguint el model gòtic, la darrera pedra de la nau de 22,98 metres d'amplada per trenta-quatre d'alçada, va ser col·locada el 1604 en temps del bisbe Francisco Arévalo de Zuazo.

### Campanar nou

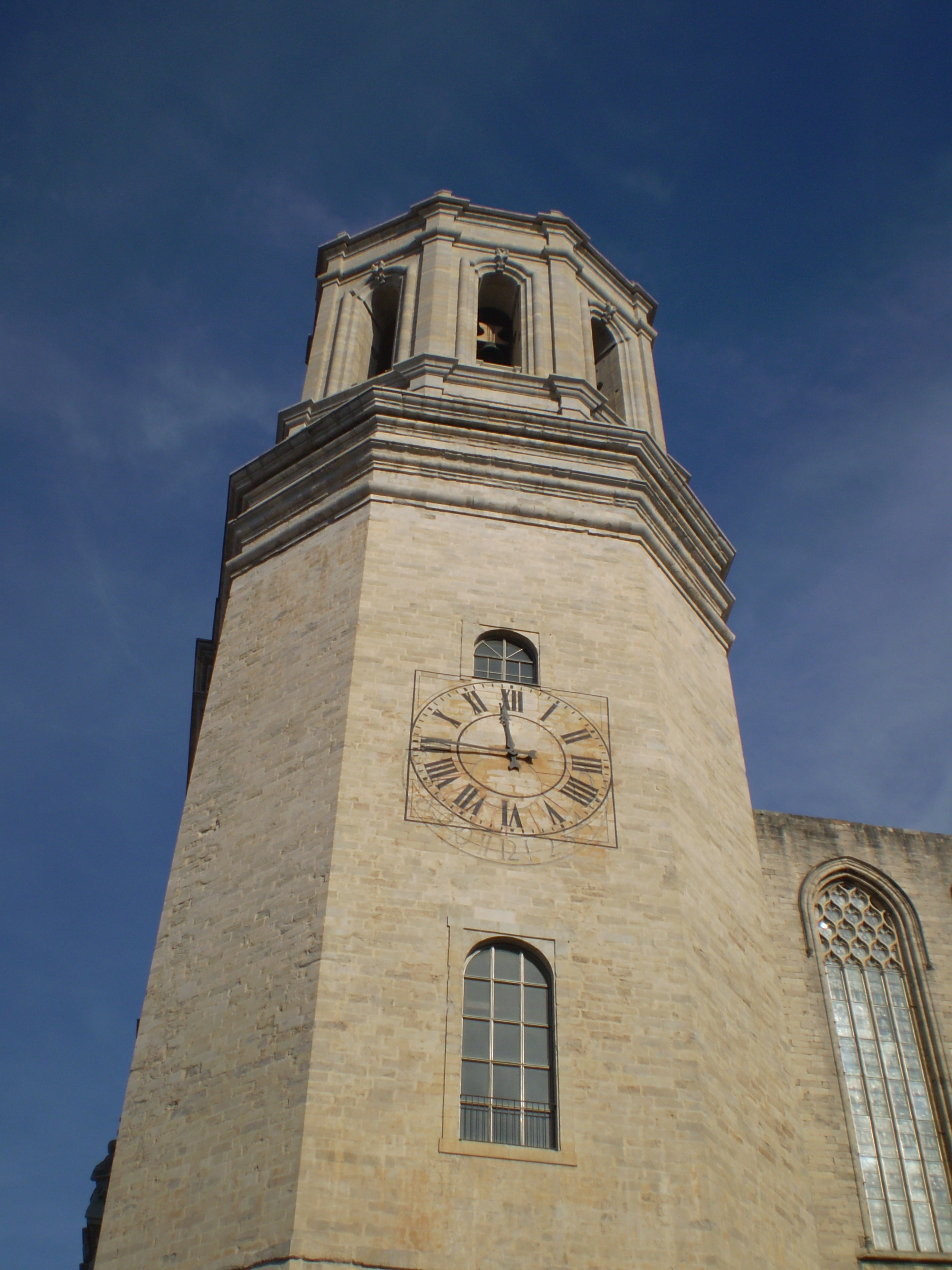
Fotografia del campanar nou.

És de planta vuitavada de torre prismàtica adossat a la catedral i amb escala helicoidal, l'alçada de la torre és de seixanta-set metres.
L'any 1580 és comença l'obra del nou campanar, però no va ser fins al segle xviii quan es va decidir de terminar-lo, quan es va encarregar a l'arquitecte Agustí Soriano un nou projecte de dimensió més reduït. Va començar el 1757 i l'any 1764 ja hi havia l'àngel giratori al cim, el qual va substituir l'àngel original, obra de Guillem Morell del 1383, situat a l'entrada provisional de la catedral. Durant la guerra del Francès l'àngel de la Catedral de Girona va ser decapitat. El 6 de juny del 1968 se'n col·locà un de nou, encarregat a l'escultor banyolí Ramon Maria Carrera i Savall, el calderer Pere Mulleras i el fonedor Francesc Xavier Alberch. L'anterior es conserva al Museu d'Història de Girona
El campanar allotja sis campanes, la més antiga és de l'any 1574 i és dita La Beneta o Bombo.

### Les campanes

#### Antigues
Al llarg del temps, la catedral ha acollit moltes campanes, la majoria refoses o destruïdes durant les guerres. Fins a l'any 1936 tenia 11 campanes, de les quals avui dia només se'n conserven 2, la dels quarts i la de les hores, salvades per al seu ús civil. Les altres 9 campanes antigues eren: l'Assumpta, la Capitular, la Dominical, la Quotidiana, la Narcisa, la Bramamorts, la Peixatera, la campana de les Excomunions "Vedada", i la Petita o de l'Oració. A part d'aquestes hi havia moltes altres campanes repartides per l'edifici que tampoc es varen conservar: les matraques, el carilló o roda de campanes, "la Cloca" d'avisar els campaners (original del campanar del sepulcre fosa el 1340) i altres campanetes d'ús intern. Les dues campanes internes del rellotge encara es conserven a l'interior d'una finestra a la paret del campanar per la part de dins de la nau.

#### Noves i conjunt actual
Un cop acabada al Guerra el campanar només disposava de la campana dels quarts, tocada exclusivament per a aquesta funció i el Seny Major, per al toc d'hores i els esdeveniments litúrgics. L'any 1940 es fongué la campana litúrgica major; l'any següent se'n posaren tres més. Des de l'any 2003 les quatre campanes noves estan en una estructura de fusta a l'interior de la cel·la. La campana Major, coneguda com a "Bombo o Beneta", és la cinquena campana més gran de Catalunya. Està situada a la part més alta del campanar principal. Fosa el 1574, és anterior al campanar actual i cal dir que és 30 cm més ample que les finestres. El seu so és oïble des de tota la ciutat de Girona. Hi ha la llegenda que aquesta campana sona sola tres vegades quan s'ha de morir un canonge. Actualment s'utilitza per a anunciar les hores del rellotge i per a diversos tocs religiosos. La campana dels quarts anuncia únicament aquest toc les 24 hores del dia; emet 240 campanades cada dia. Està situada a la llanterna de la torre sota l'Àngel.
| Nom popular                   | Nom Real                        | Fonedor                                | Any  | Boca (cm) | Massa (kg) |
| ----------------------------- | ------------------------------- | -------------------------------------- | ---- | --------- | ---------- |
| La Quotidiana                 | Sants Germà, Just, Paulí i Sici | Barberí (Olot, Girona)                 | 1941 | 84        | 343        |
| La Dominical                  | Santíssim Salvador              | Hijo de Esteban Barberí (Olot, Girona) | 1941 | 105       | 670        |
| La Capitular                  | Sant Narcís                     | Hijo de Esteban Barberí (Olot, Girona) | 1941 | 118       | 951        |
| L'Assumpta                    | Santa Maria                     | Hijo de Esteban Barberí (Olot, Girona) | 1946 | 140       | 1589       |
| Campana dels Quarts           | -                               | SERVA (Girona)                         | 1712 | 80        | 296        |
| El Bombo o Beneta             | Santa Maria i Sant Benet        | Antoni Sever (Girona)                  | 1574 | 190       | 4800       |
| Campana interior dels Quarts  | -                               | Bartholomeo Marro (Girona)             | XVI  | 17        | 3          |
| Campana interior de les Hores | -                               | Bartholomeo Marro (Girona)             | XVI  | 30        | 16         |

#### El suïcidi de l'Assumpta
Hi ha diferents versions d'aquesta història "totes certes". El dia 20 de juny del 1946 se celebrà a Girona la Processó de Corpus Christi. Un grup d'escolanets varen rebre la tasca de pujar al campanar i fer brandar les quatre campanes noves mentre la processó sortia per la porta principal, baixava per les escales i pujava pel carrer cap a la plaça dels Apòstols. Mentre la plaça es començava a emplenar la campana major de 14 cm i 1500 kg penjada a la finestra que mira cap a la plaça es va precipitar. Hi ha la teoria de que els escolans no tenien experiència campanera i feien un mal ús de la campana, o que la fusta del jou no estava en bon estat... La campana es va endur la barana, la cornisa i va caure a la plaça des d'una alçada d'uns 50 metres, produint un xiulet d'uns 4 o 5 segons seguit d'un tro que va trencar alguns vidres de les cases properes. La campana va quedar completament esmicolada; per sort no hi va haver víctimes ni ferits. Cal destacar que la plaça actuà com una caixa de ressonància i sota el punt d'impacte hi ha una cisterna que va potenciar el terrabastall. El fet va desencadenar una situació de pànic, ja que la gent de la processó i els soldats es van pensar que es tractava d'un atac aeri.
El metall de la campana va ser recollit i portat a Olot, la campana es va refondre i va ser batejada el dia de Sant Narcís del Mateix any. A l'epigrafia figura aquest fragment traduït del llatí: «[…]vaig ser destruïda per un desgraciat esdeveniment el dia 20 de juny de 1946. Vaig ser fabricat amb el mateix metall i després solemnement beneïda i oferida el dia 28 d'octubre del mateix any.»

### Façana principal

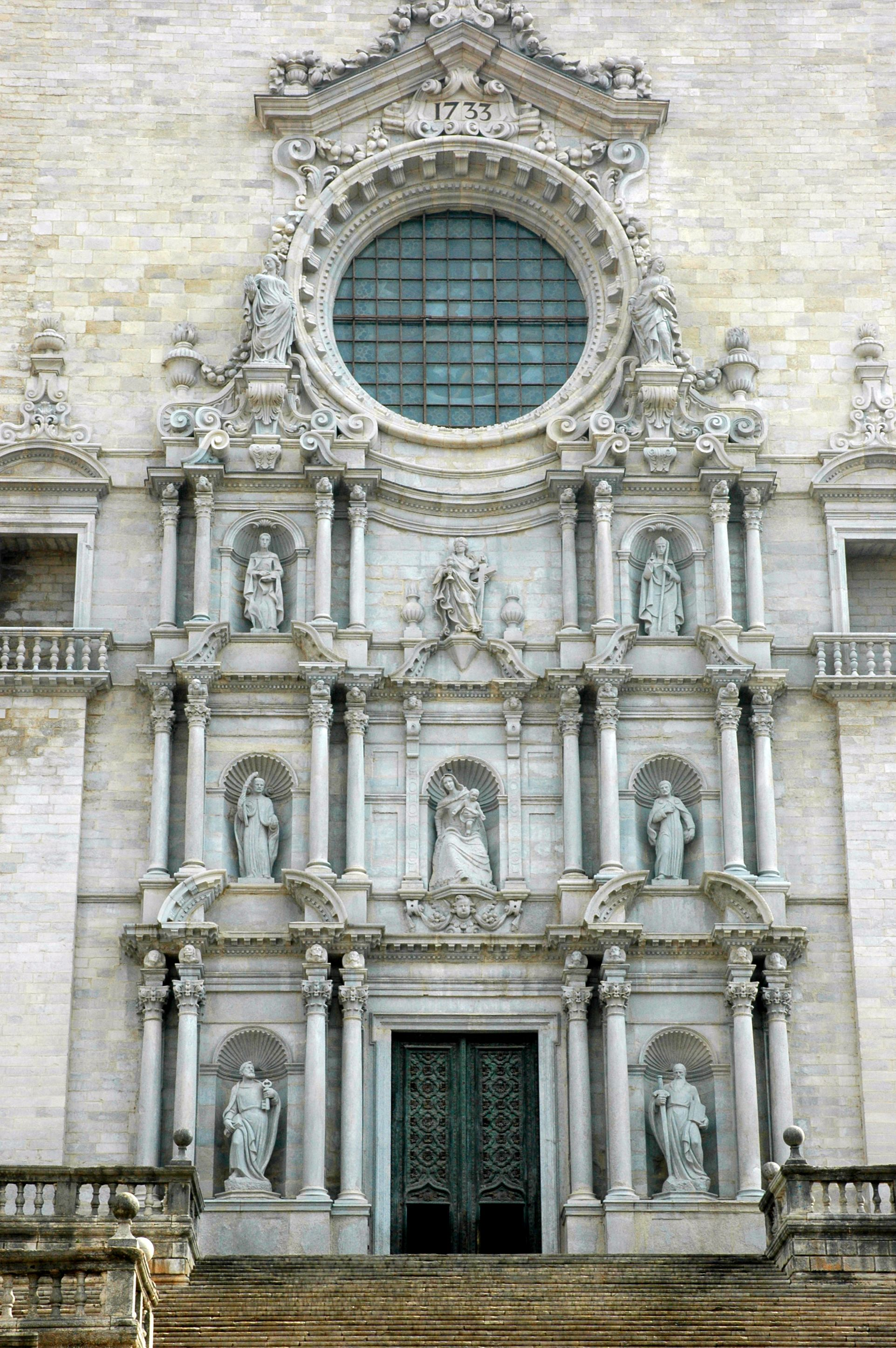
Façana principal de la Catedral.

La façana és d'estil barroc amb unes mides de quaranta-un metres d'alçada per dinou metres d'amplada i amb aspecte de retaule dividit en tres carrers horitzontals i de tres cossos verticals, a l'últim es va afegir per Bartomeu Soriano, una balconada a cada banda amb balustrada. Per rematada es troba una gran rosassa del 1733 amb el vitrall del mestre Francesc Saladriga que representava l'Assumpció. Les escultures de les virtuts de l'esperança, la fe i la caritat són de Pere Costa i Cases i segurament també l'ornament del voltant de la rosassa. A la part alta de la façana hi ha una galeria de finestrals en forma d'arcs.
El setembre de l'any 1606 es va col·locar la primera pedra de la façana, però les obres es van alentir i no va ser fins a l'any 1680 quan amb una nova benedicció de primera pedra es van reprendre amb l'acceptació del projecte presentat per l'escultor barceloní N. Gavina, el qual va seguir fins a la direcció del mestre d'obres Bartomeu Soriano que cap a l'any 1695 va modificar la traça de Gavina canviant les pilastres laterals adossades per fer-les acabar amb un balcó a cada banda. Novament el 1730 es van abandonar els projectes anteriors per acceptar el presentat per Pere Costa i Cases. Hom pot veure una data esculpida el 1733 sobre la rosassa, tot i que les obres no s'acabaren fins al segle xx durant el bisbat de Josep Cartañà i Inglés els anys 1958/1960.
El rosetó està coronat per un frontó peraltat i sense base, l'envolta una abundant decoració de tipus vegetal i dues escultures que representen l'Esperança i la Caritat. Respectant la simetria dels elements fins ara esmentats s'obren set senzilles obertures, darreres articulacions plàstiques d'aquesta façana, acabada en una sòbria cornisa doble. Tant la condició tipològica, inspirant-se en l'estructura d'un retaule, com la utilització d'un vocabulari determinat (frontons partits, balcons amb balustrada i decoració del rosetó) representa les formes barroques.
La distribució de la iconografia de la façana és: 
- Primer tram, a cada costat de la porta les escultures de sant Pere i sant Pau de l'artista Josep Maria Bohigas de l'any 1962.
- Segon tram, dintre de tres fornícules, al centre la Verge Maria i el Nen Jesús, de l'escultor Jaume Busquets de l'any 1962; a la seva dreta sant Josep i a l'esquerra sant Jaume de l'escultor Antoni Casamor de l'any 1961.
- Tercer tram, també dintre de dues fornícules hi ha sant Joan Evangelista i sant Narcís, creades per Domènech Fita l'any 1960.

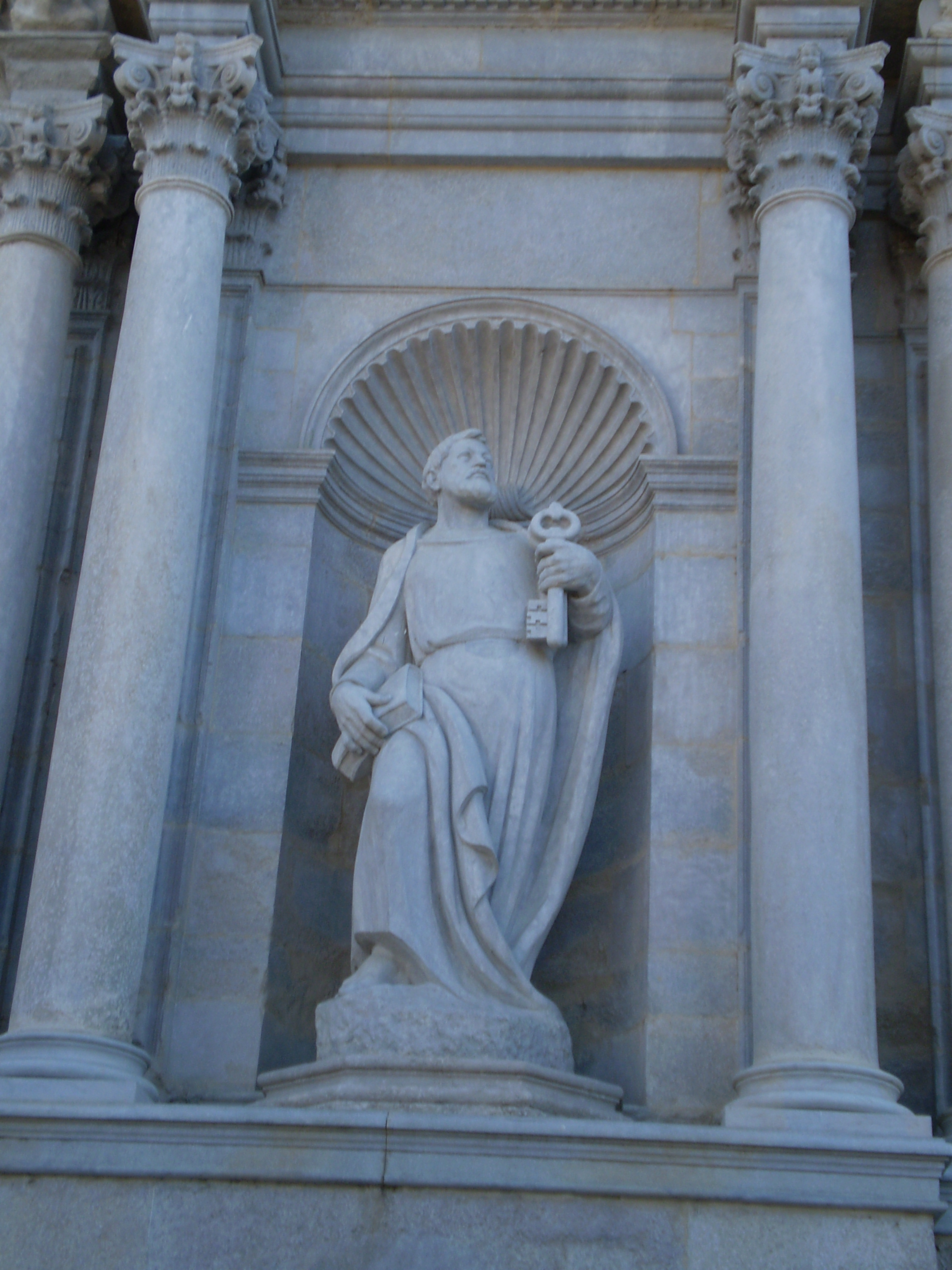
Escultura de sant Pere de Josep Maria Bohigas.
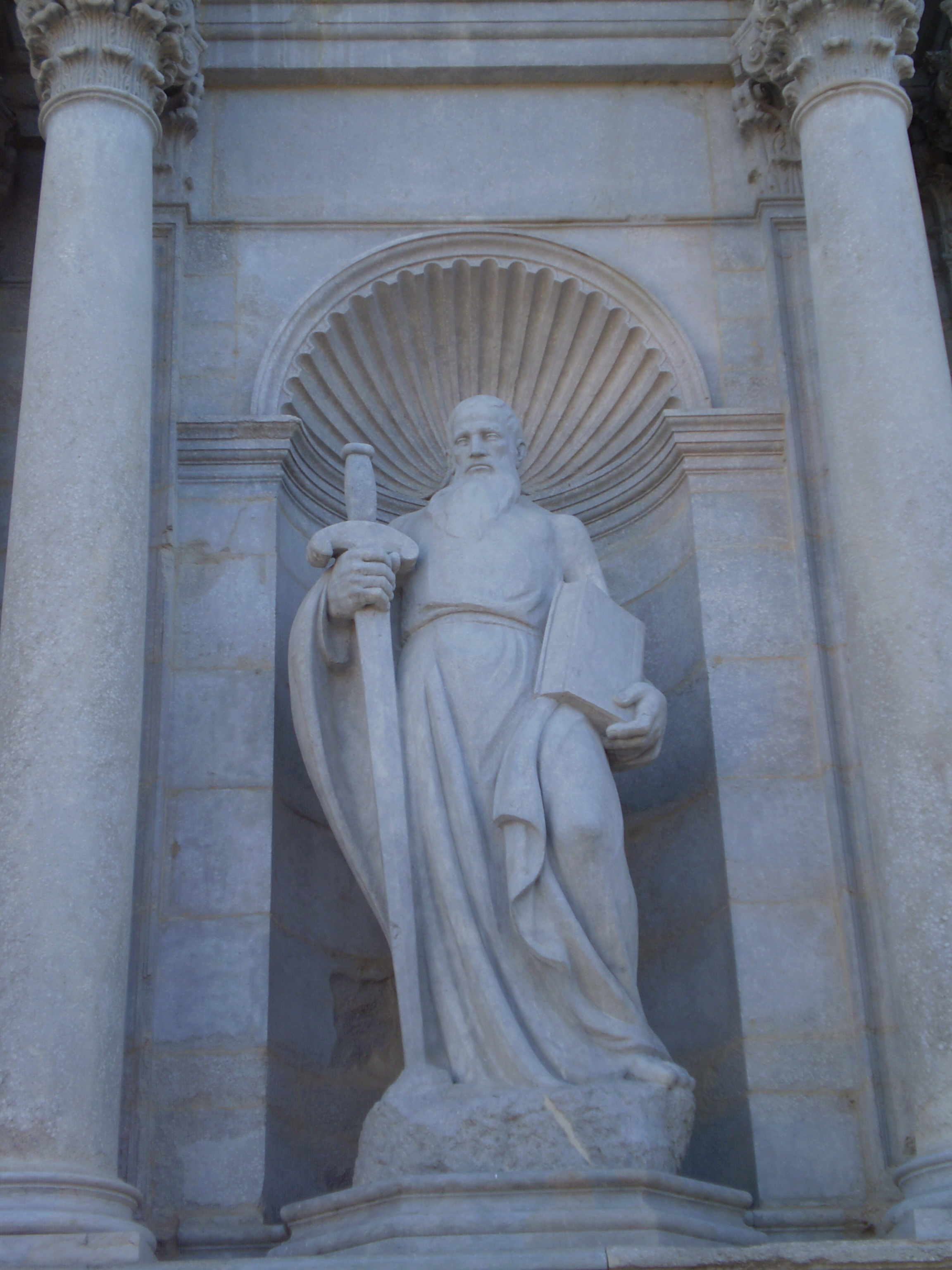
Escultura de sant Pau de Josep Maria Bohigas.
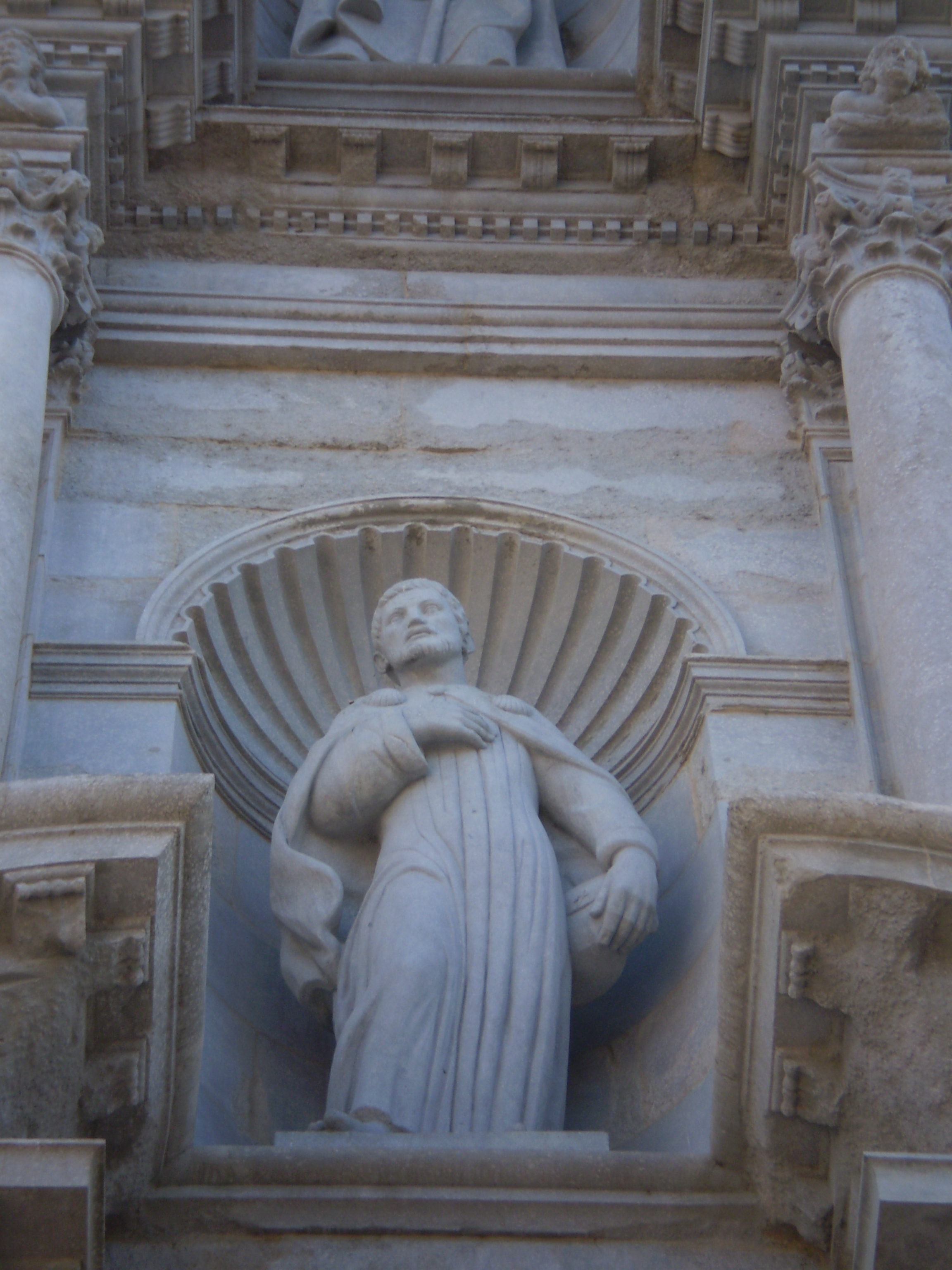
Escultura de sant Josep d'Antoni Casamor.
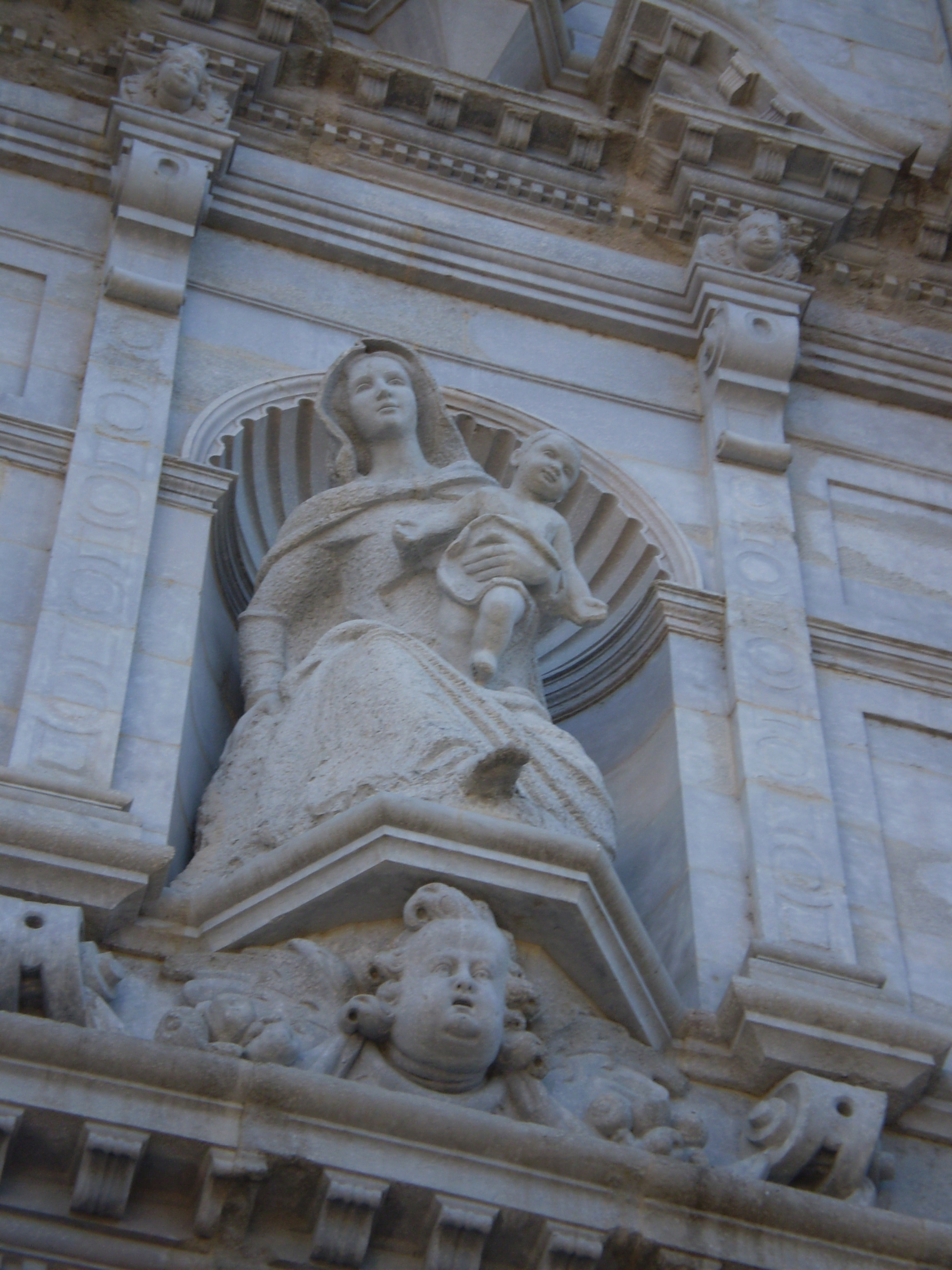
Escultura de la Verge Maria i el Nen Jesús de Jaume Busquets.
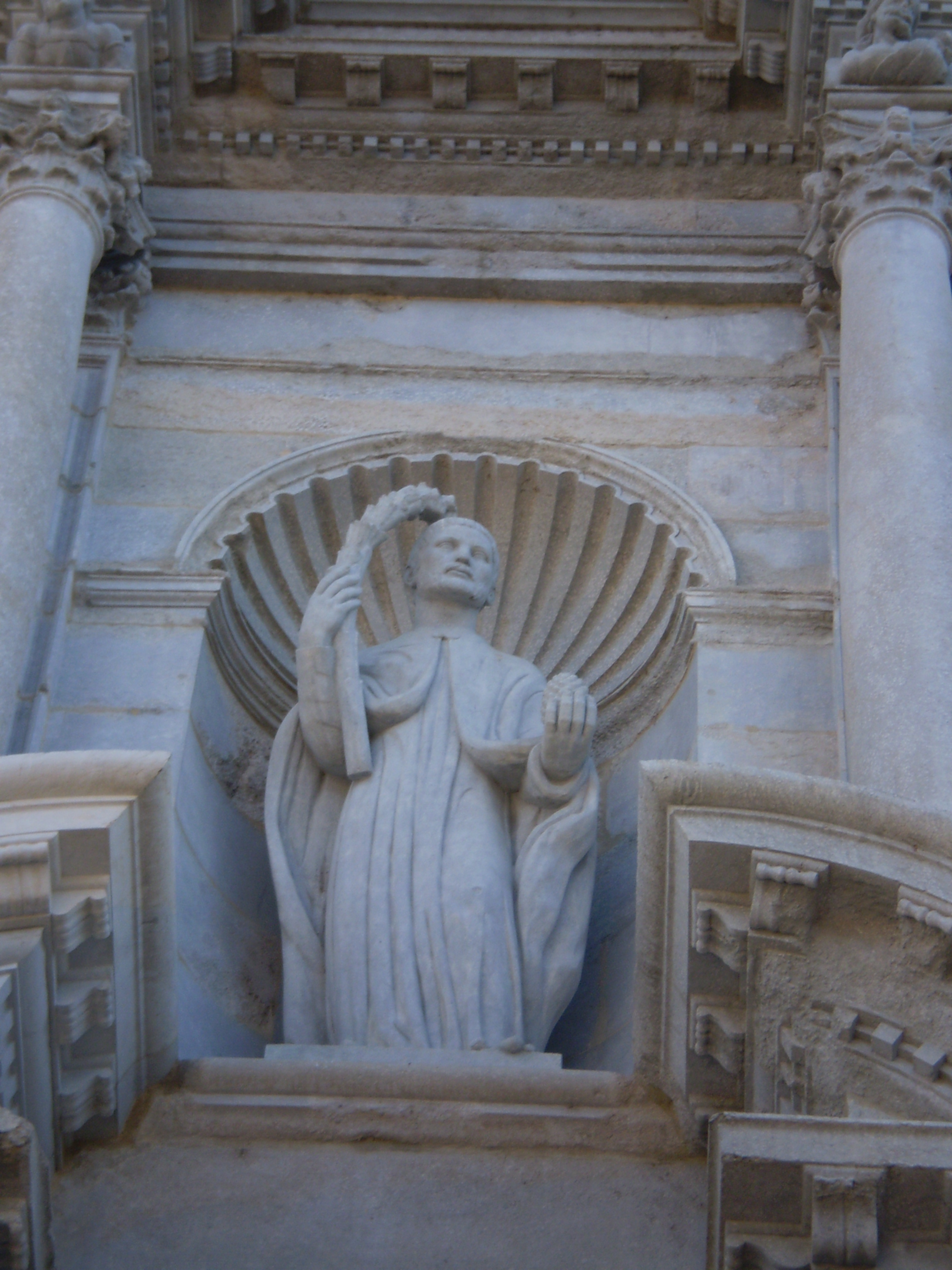
Escultura de sant Jaume d'Antoni Casamor.

Per accedir a la porta d'entrada al temple hi ha una gran escalinata construïda per bisbe Pontich entre 1685 i 1699 de noranta graons distribuïts en tres trams i balustrada de pedra als seus costats. Aquesta escalinata ha cridat sempre l'atenció, com ho han expressat grans viatgers als seus llibres, encara que no es posen d'acord vers el nombre de graons, com per exemple:
- el francès Étienne de Silhouette a principis del segle xviii:

| «                                                 | No s'hauria de deixar de veure la catedral dedicada a la Santa Verge; es puja a ella per una gran escala. | » |
| — Etienne de Silhouette, [Traducció del castellà] | |   |

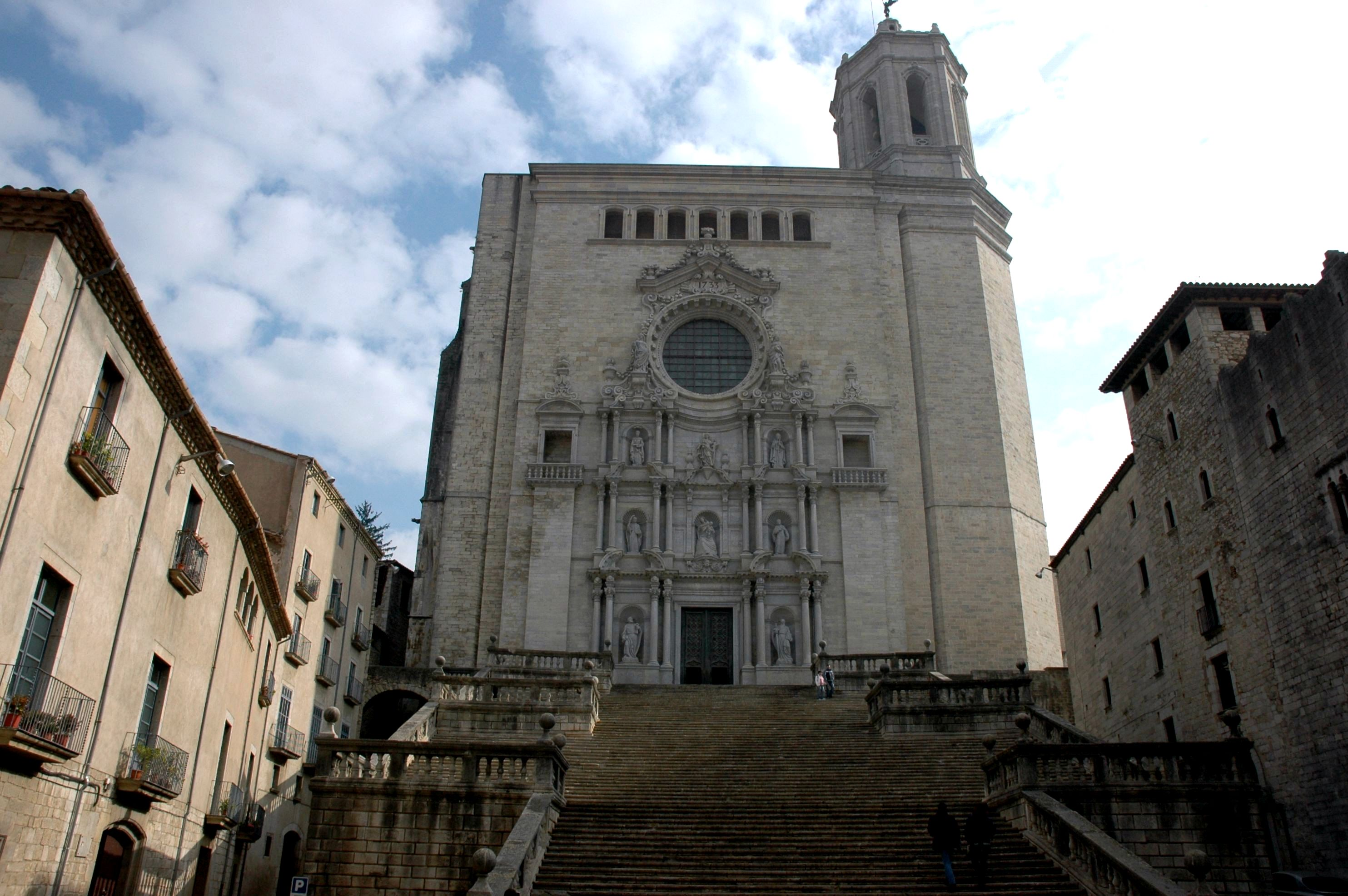
Escalinata de la façana principal

- Més tard el valencià Antonio Ponz:

| «                                               | Per pujar al temple hi ha una escala magnífica, igual a l'amplària i consta de vuitanta-sis graons, amb tres replans espaiosos i baranes, tot de pedra llaurada. | » |
| — Antonio Ponz Piquer, [Traducció del castellà] | |   |

- El sevillà Diego Alejandro de Gálvez, l'any 1755:

| «                                                     | La Sta. Església Catedral […] està construïda al lloc més alt de la ciutat. Per pujar-hi, hi ha vuitanta-vuit graderies repartides en tres pujades i en al mig dos espaiosos altiplans o replans […] és obra molt bella i de gran sumptuositat. | » |
| — Diego Alejandro de Gálvez, [Traducció del castellà] | |   |

- El castellà Francisco de Zamora el 1790:

| «                                            | Vam anar a veure la catedral, l'escala de la qual, magnífica, de noranta-sis graons, amb els seus grans replans, és excel·lent. | » |
| — Francisco Zamora, [Traducció del castellà] | |   |

- El gran viatger Alexandre Laborde, al Voyage pittoresque et historique en Espagne(Viatge pintoresc i històric a Espanya) (1807-1818, 4 volums), la va qualificar de:

| «                                             | Majestuosa i superba | » |
| — Alexandre Laborde, [Traducció del castellà] |                      |   |

### Porta dels Apòstols

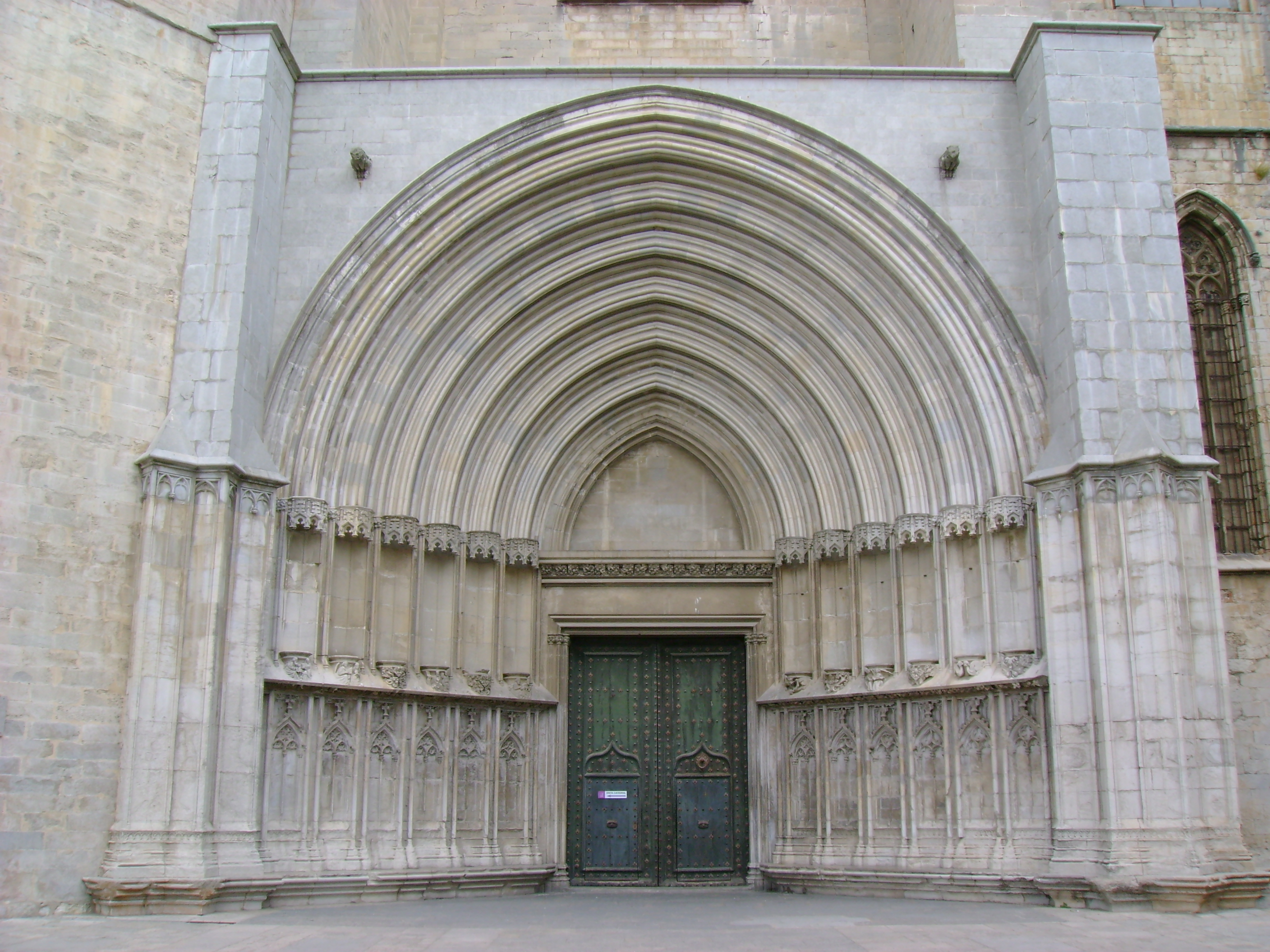
Porta dels Apòstols.

L'estructura està formada per la gradació d'arquivoltes apuntades (construïdes l'any 1975), foren decorades amb les imatges dels dotze apòstols i al seu timpà hi havia un relleu de l'Assumpció fet per Joan Claperós.
Situada al costat sud de la catedral, surt documentada per primera vegada el 1370 sota la direcció de Berenguer Aixuli i més tard del mestre d'obres Pere Sacoma. Les mènsules van ser treballades per Guillem Morell l'any 1381, i havien de sostenir les figures dels apòstols.
Aturades les obres durant un temps fins que sota el mestratge de Berenguer de Cervià el 1434, es van encarregar les imatges a l'escultor Antoni Claperós i van ser col·locades a la dècada dels seixanta del mateix segle.
Durant la guerra del 1936, es van perdre deu de les dotze figures dels apòstols, ja fos per l'acció de constants actes vandàlics, ja fos per l'esmicolament de les figures en ésser desplaçades per la comissió de patrimoni de la Generalitat de Catalunya. Actualment solament es conserven les de sant Pere i sant Pau i es troben al cancell de les aules capitulars. L'any 1975 es va acabar el cos de la part superior de les arquivoltes de la porta.

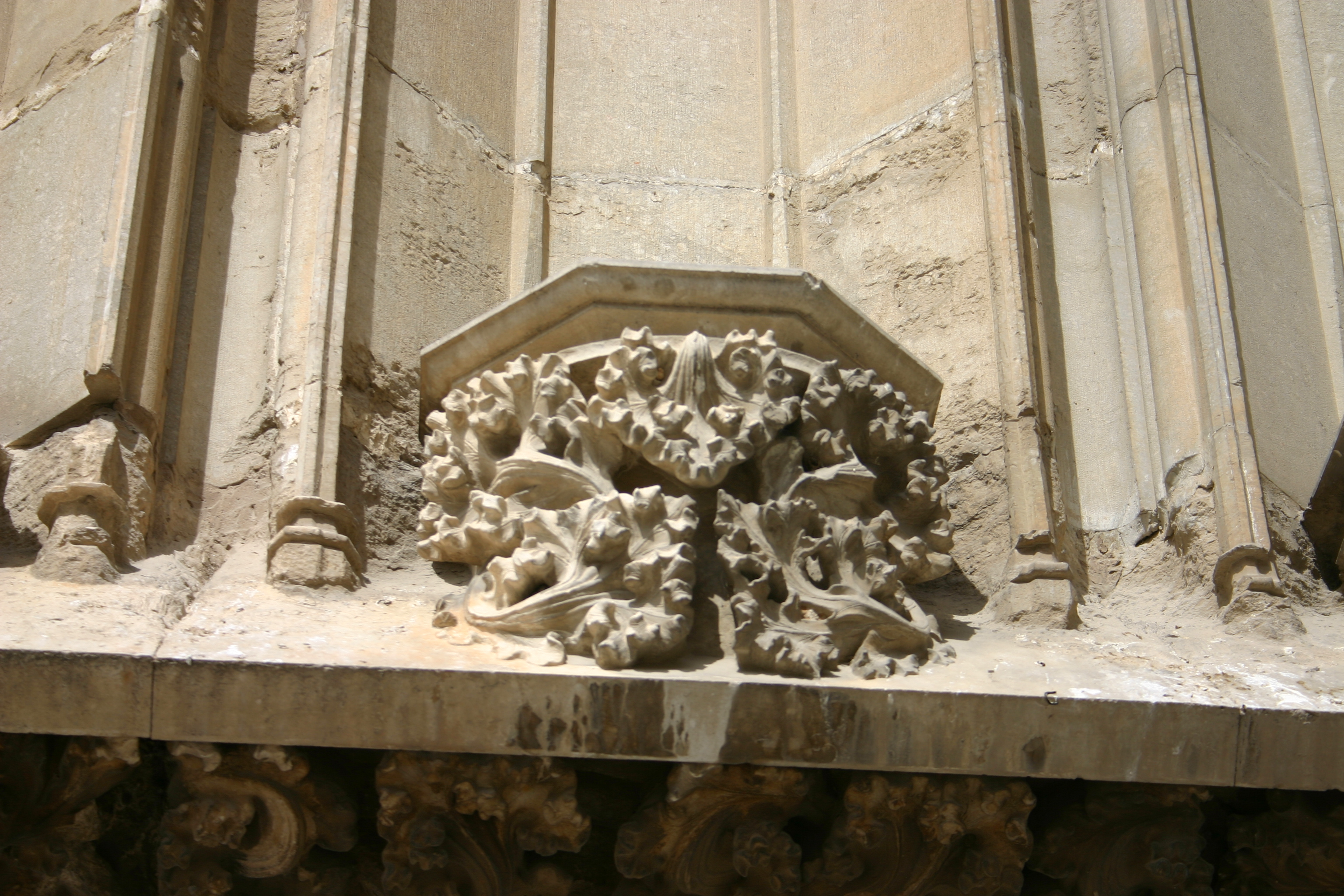
Mènsula amb fulles a la porta dels Apòstols.
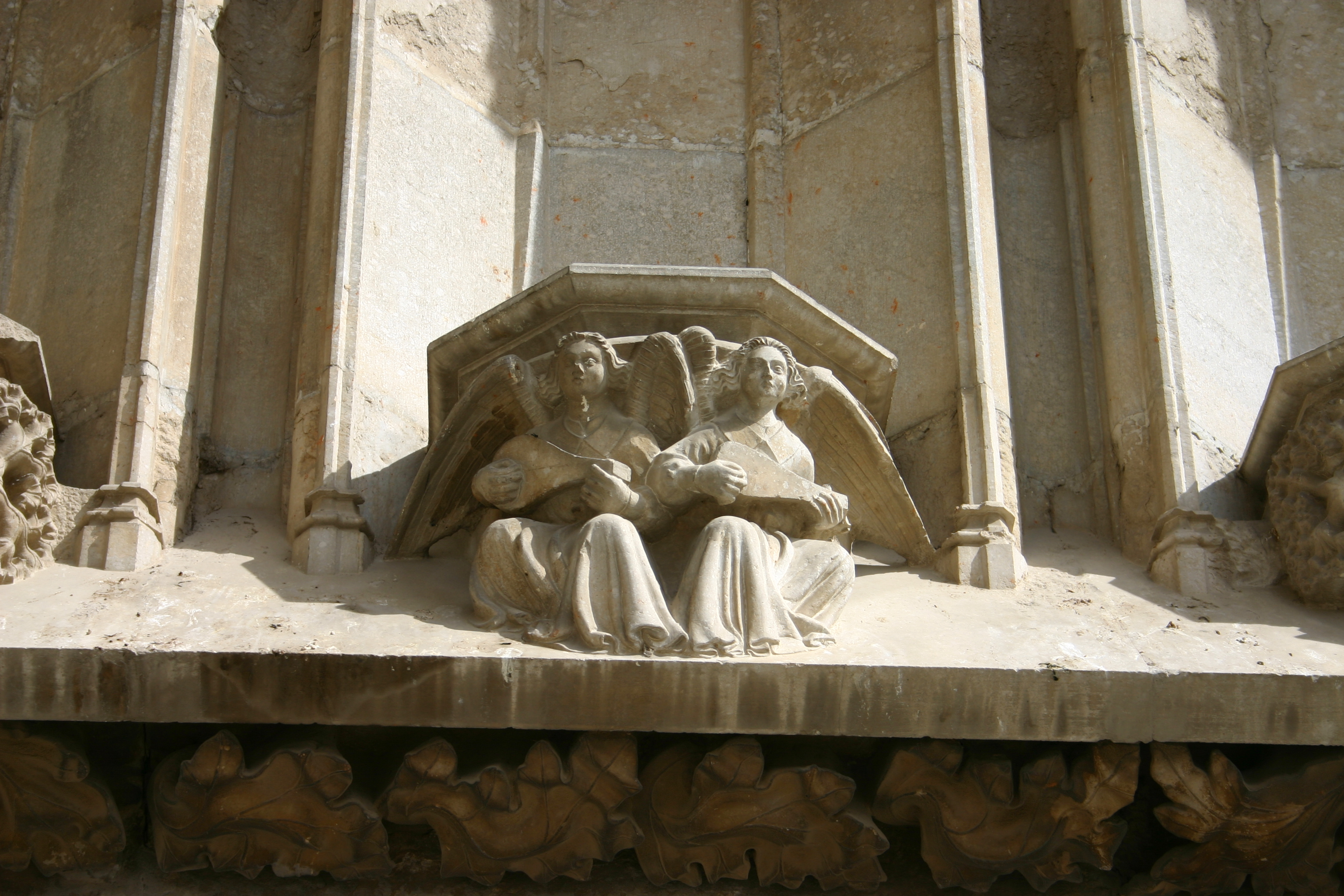
Mènsula amb àngels músics a la porta dels Apòstols.
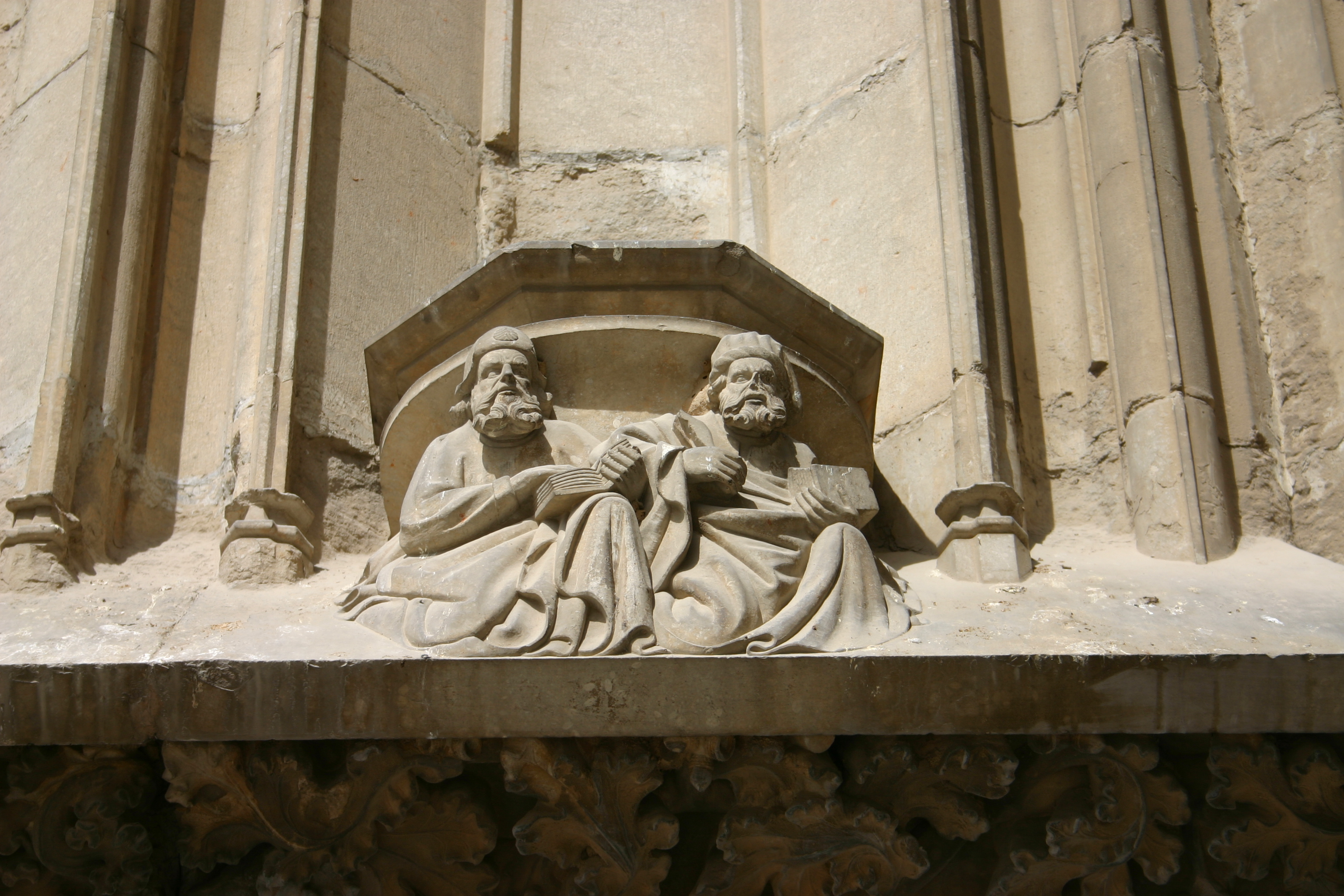
Mènsula amb pares de l'església a la porta dels Apòstols.

### Porta de Sant Miquel
Situada a la part nord, es va començar a construir la cara externa l'any 1519 sota la direcció del mestre major Gabriel Cabot (1518-1520). Se sap que encara s'estava fent el mur superior l'any 1542.

### Plaça dels Apòstols
És un espai emplaçat al bell mig del nucli històric sobre un gran terraplè a una alçada molt superior dels edificis del costat oest. Una escalinata estableix el lligam amb la Pujada de la Catedral. Disposa d'un disseny gairebé rectangular, amb dos nivells connectats per dos graons, el més elevat té un seient de pedra i una cisterna, única emergència del conjunt.
L'envolten els edificis de la Seu, el palau episcopal, la Casa de l'Ardiaca i la Pia Almoina. El gran terraplè està escantonat per adossar-hi una font. La plaça esdevé nua referència urbanística lligada, a través de les escales de la Pera, al centre viari de la Força. Malgrat que al segle xvi a Catalunya no es pot parlar d'actuacions urbanístiques en sentit estricte, la de Girona seria una rara excepció, bé que isolada i d'abast molt limitat.

## Interior

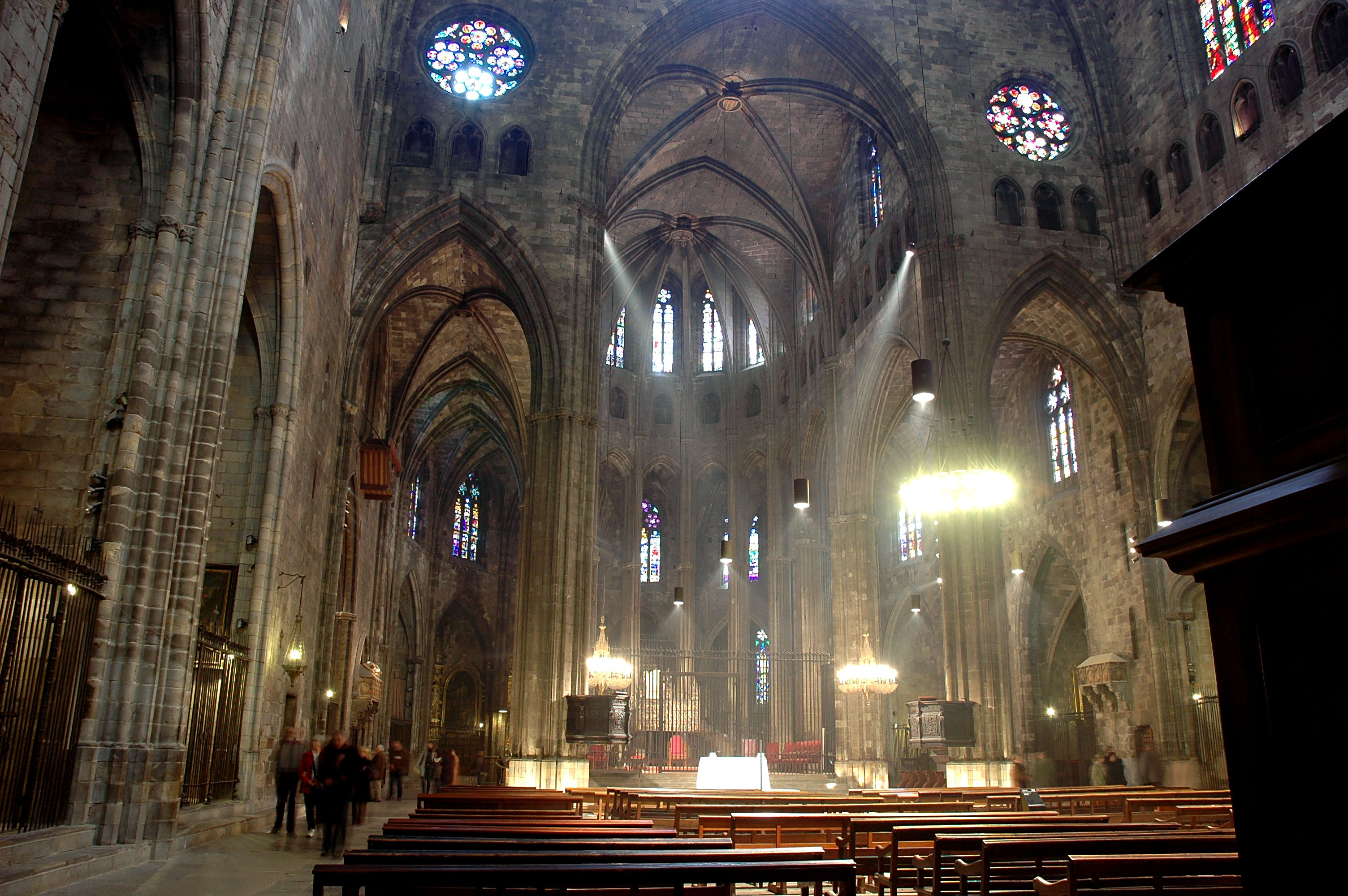
La nau mirant cap a la capçalera, a la dreta apareix l'orgue que ocupa el centre.

Consta d'una única nau de 22,8 m d'amplada x 34 m d'alçada i 50 m de longitud. Està dividida en quatre trams coberts per una volta de creueria recolzada en feixos de columnetes que s'adossen als murs. Al costat se situen capelles laterals, dos per tram, mentre a la part superior un trifori i finestrals amb traceries suposen l'única decoració. Les forces originades per la nau, de les més amples de l'arquitectura gòtica, estan recollides per senzills contraforts exempts que, com és corrent en el gòtic català, acullen capelles laterals a la part inferior (vuit al costat dret i set a l'esquerra). La transició entre la capçalera, concebuda per una església de tres naus, i el projecte de nau única es feu mitjançant un gran arc triomfal i dos petits laterals que comuniquen amb les naus del deambulatori. L'obra està construïda amb grans carreus de pedra.
La capçalera segueix el model de capçalera gòtica establert a la Seu de Barcelona, encara que amb unes dimensions menors. Té una forma de semipolígon de catorze costats inscrits en un cercle d'un diàmetre igual d'ample de la Seu. Tot i així, l'alçat s'inspira en obres franceses que solen col·locar els punts de partida de l'arc apuntat central a un nivell superior que els de les laterals. La girola té volta de creueria i disposa de nou capelles radials a les quals s'han d'afegir les dues situades a l'extrem el creuer. Aquest no es marca ni en planta ni en alçat. Exceptuant les variants en el nombre de columnetes adossades als pilars i el seu gruix segons llur funció estructural, hi ha uniformitat en els elements que formen la capçalera. Un passatge de senzills finestrals recorre la part superior del deambulatori a manera de trifori. El conjunt presenta una gran sobrietat i està construït amb carreus de pedra.

### Altar major

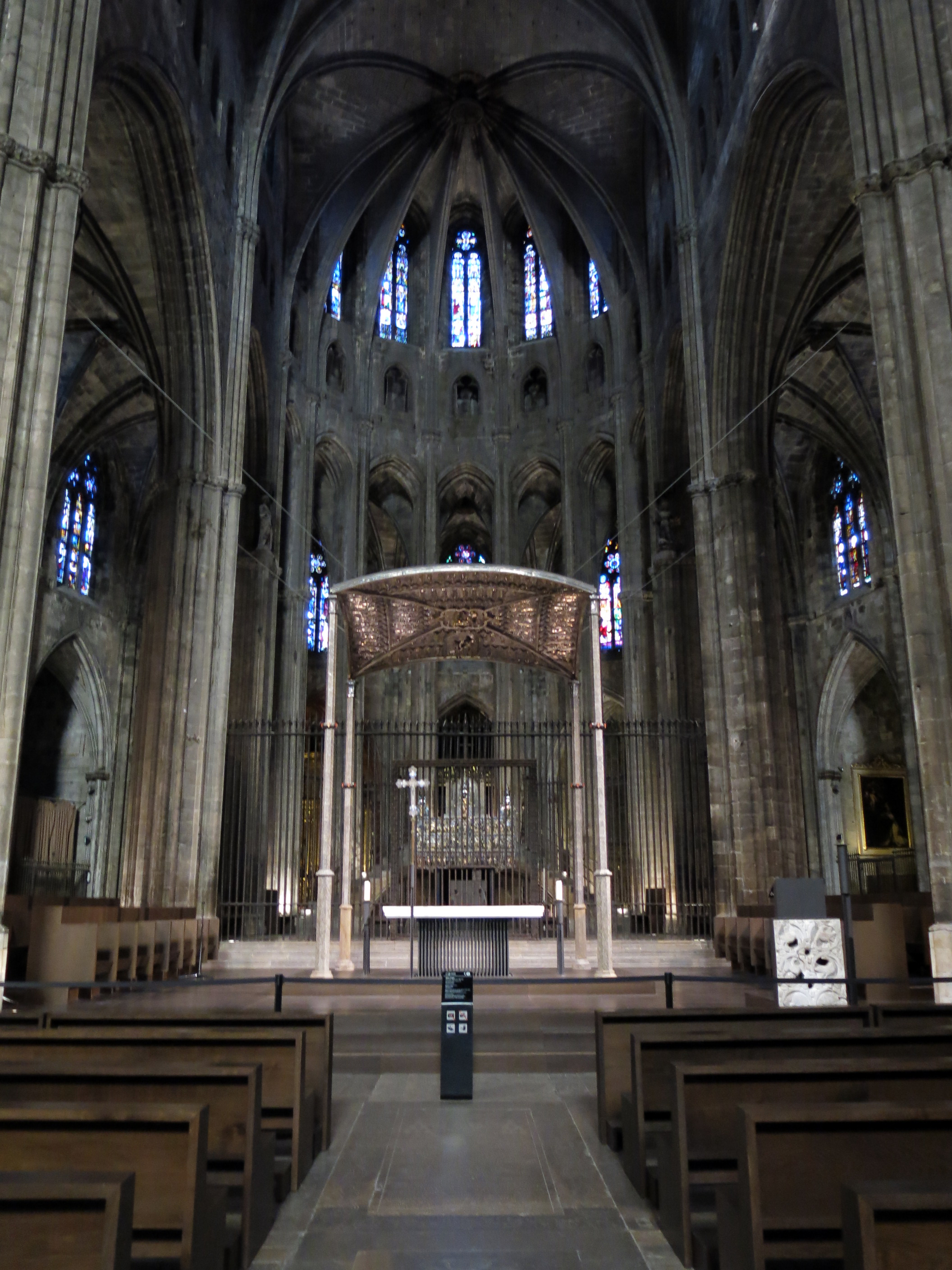
Presbiteri i altar major

Consta de l'ara romànica del segle xi de marbre blanc de grans dimensions, de forma rectangular i mida 205 cm de llarg per 130 cm d'ample i el seu gruix és d'aproximadament 15 cm. Amb la superfície llisa central és emmarcada per una motllura exterior força treballada amb ornamentació lobulada amb motius representant brots de diferents fulles.
Segons la historiografia és l'ara que durant l'època del bisbe Pere Roger, el 1038 va consagrar per primera vegada l'arquebisbe de Narbona Guifré i per segona vegada l'arquebisbe Sanç de Tarragona el 1347. Les inscripcions són més aviat escassos, ja que a partir del segle xi es perdé d'una mena progressiva la necessitat d'aquestes inscripcions. Una de les inscripcions és la signatura del bisbe Roger Petrus episcopus segurament de l'any 1038
Cal relacionar aquesta ara amb un conjunt d'obres que hi ha repartides per l'Occitània i per la Catalunya septentrional, més clarament pel nucli de Narbona, on es produïa aquest tipus d'ara i que es troba uns motius decoratius molt semblants als de Girona.

#### Retaule gòtic
Darrere de l'ara de l'altar hi ha un retaule gòtic, d'argent daurat i aplicacions d'esmalts i gemmes de múltiples colors. És rectangular format per tres frisos, amb una part central representant el Tetramorf i el Calvari. Cada fris està dividit en quatre escenes per banda del central que representen el cicle de la vida de Jesús des de l'Anunciació fins a la Resurrecció. A la cornisa superior hi ha les imatges de la Mare de Déu, sant Feliu i sant Narcís, sota uns pinacles.
És una peça d'estil gòtic amb ànima de fusta totalment recoberta amb planxes d'argent repussat i sobredaurat. Consta de tres cossos: central, coronament i bancal. El primer, dividit en dos pisos amb vuit escenes cadascun, desenvolupa un cicle cristològic des de l'anunciació fins a la Resurrecció. En el tabernacle central, que ocupa l'espai de dos relleus, es representa la Crucifixió i el Pantocràtor. Les imatges de la Verge amb el Nen, Sant Feliu i Sant Narcís, sota rics dossers, dormen el coronament. Al bancal hi ha una altra imatge de la Verge amb el Nen, acompanyada d'àngels, Sant Pere i Sant Pau, santes i màrtirs, i els bisbes Cruïlles als extrems.
Unes cuidades arquitectures, a base de pilastres rematades per petits pinacles i gablets trifoliats serveixen per separar i emmarcar les escenes. L'esperit ornamental resta palès per l'aplicació de nombroses gemmes i esmalts de diferents tonalitats. El tractament formal dels relleus superiors, amb figures de cànon curt i drapejats elementals, contrasta amb el del bancal, on es resol millor la composició i les anatomies són més estilitzades, apropant-nos a l'elegància de produccions parisenques.
El primer treball al retaule és del mestre Bartomeu l'any 1325, i el va succeir l'argenter valencià Pere Bernés, que al bancal de la part baixa va fer la inscripció: «Pere Berneç em feu». Segons un estudi recent, hi hauria un tercer autor sense identificar que va participà en la creació. El bisbe de Girona en aquell moment i primer president de la Generalitat de Catalunya, Berenguer de Cruïlles, apareix representat com a donant en un fragment del retaule al costat d'un àngel.

#### Baldaquí

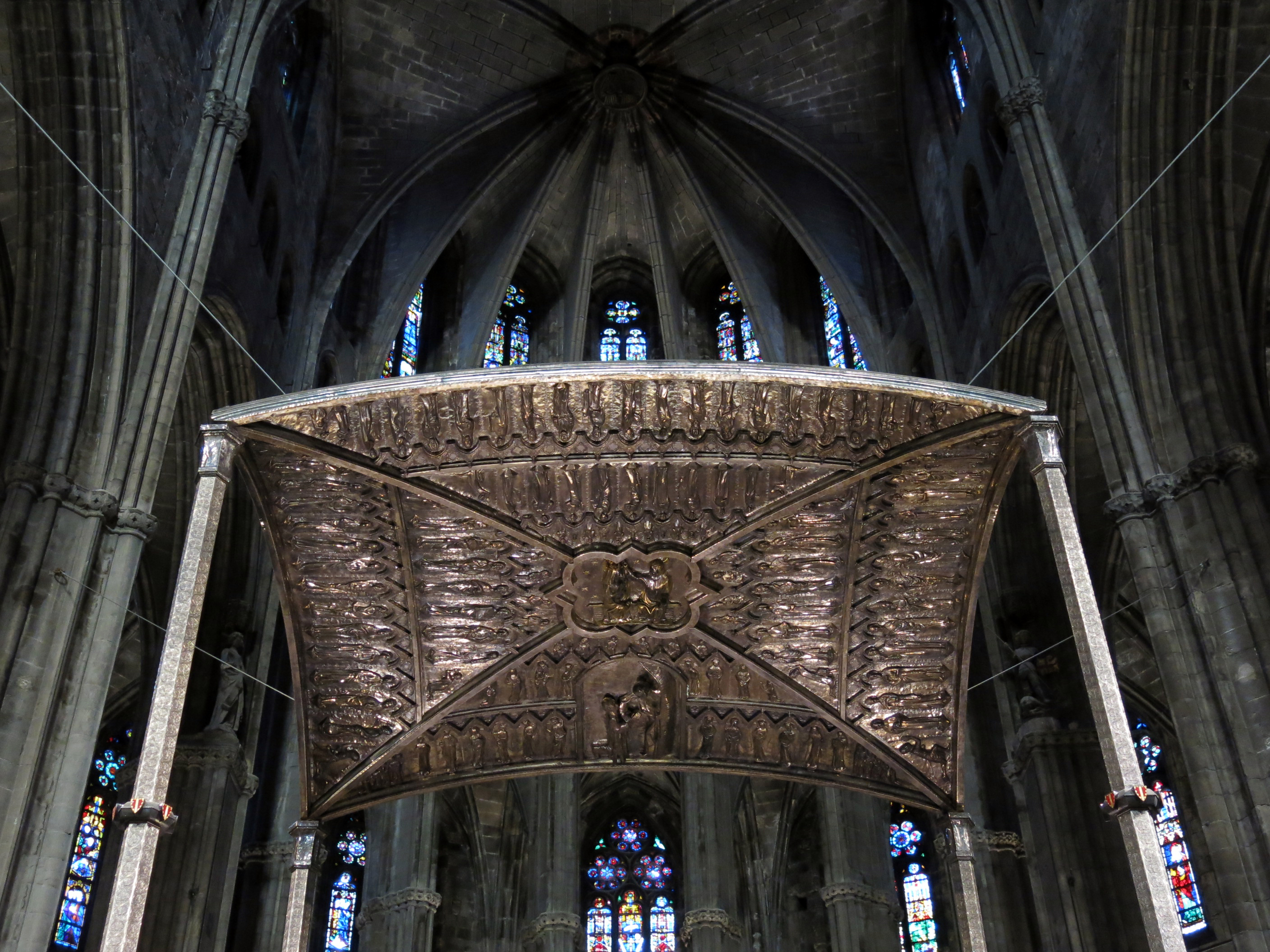
Detall del baldaquí d'argent

Es completa l'altar major, amb un baldaquí d'argent pagat per l'ardiaca de Besalú, Arnau Soler, té quatre columnes que ho sostenen i el sostre bombat en arcs rebaixats. Representa al centre la coronació de la Verge envoltada d'apòstols, àngels i profetes, a més de veure's en un medalló major, la imatge del donant (mort el 1326) a l'entrada del Paradís. La comtessa Ermessenda l'any 1038 va fer donació d'un frontal d'altar d'or que va ser fos a la Guerra del Francès.

#### Cadira episcopal romànica
Darrere de l'altar major, en un lloc enlairat damunt un tram d'escales, es troba la cadira episcopal romànica de marbre i dita «Cadira de Carlemany». És una obra del segle xi que procedeix de l'antic temple romànic. Té estructura massissa i forma cúbica i està feta de marbre dels Pirineus. Presenta a la part frontal que correspon als braços del seient, una ornamentació vegetal amb formes arrodonides i els símbols dels quatre evangelistes. Als laterals està decorada amb arcuacions de mig punt i unes columnetes. Al darrere del respatller de l'època gòtica es troba una figura d'un bisbe acompanyada d'acòlits sota uns arcs apuntats.
La part exterior del setial està ornada amb formes arquitectòniques i vegetals, que combinen amb els símbols dels quatre evangelistes -l'àngel, el lleó, l'àguila i el brau- a la part davantera dels braços. El 1347, quan va ser col·locat a l'indret del presbiteri gòtic que avui ocupa, va esculpir-se la part posterior del respatller, amb un conjunt de figures que representen un bisbe amb gremial -peça de tela originàriament destinada a les cerimònies d'ordenació sacerdotal-, acompanyat d'un clergue amb capa pluvial i un diaca que li sosté el bàcul, i dos acòlits amb cirials (M. Sureda, op. cit.).
Amb aquesta obra d'art es relaciona una altra llegenda en la qual apareix l'emperador franc. Diuen que quan una parella s'hi asseu junta, abans d'un any es casaran. Però si s'hi asseu un home sol, mai no es casarà. Per això aquesta és la cadira del Bisbe i antigament hi feien asseure els seminaristes. Així segur que podrien arribar a ésser capellans.

#### Cor
Es té notícia d'un cadirat gòtic fet al principi de la segona meitat del segle xiv amb la participació de l'artista Aloi de Montbrai. Fent la comparació i l'estudi estilístic de la cadira del bisbe i amb la resta del cadirat es descarta que el Mestre Aloi intervingués en una mica més que a la cadira del bisbe, a més hi ha un document de l'any 1352 on es nomena a Ferrer de Groins que "es compromet a acabar el cor de la catedral"
Aquest cor desapareix en ser substituït per un altre del segle xvi, segons l'historiador Oliver o segons Pere de Palol al segle xviii, tal com ho cita Lourdes Fonoyet. Francesc Rius diu: "A l'arxiu capitular de la catedral també em van mencionar els segles xvii o XVIII com a data probable de la construcció del nou cadirat".
Del cor del segle xiv, solament es conserva a la catedral la cadira episcopal i uns quants respatllers amb figures d'àngels músics tallats.
Quan es va desmuntar el darrer cor, també fou enderrocat el mur d'obra de tres cares que contenía el cadirat al mig de la nau. Va estar guardat uns anys a la catedral fins que a principi dels anys seixanta del segle xx, es va fer càrrec de trenta-quatre respatllers l'historiador i notari de La Garriga Josep Maurí i Serra, el qual va crear una Fundació-Museu a la seva casa particular per exposar-los amb altres peces de la seva extensa col·lecció. Només es conserva la part alta dels respatllers, peces de 70 x 64 cm., la majoria amb dos àngels músics.

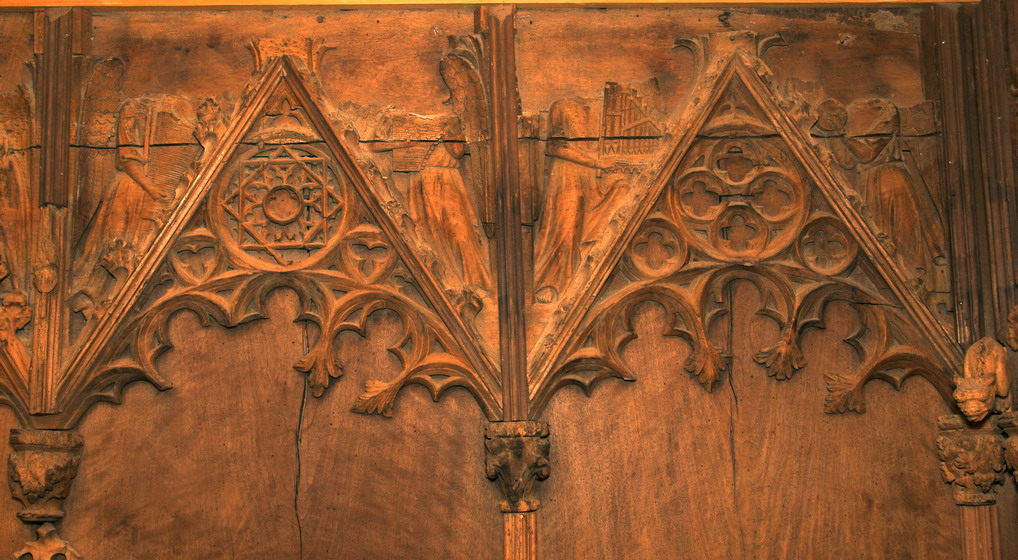
Dos respatllers junts.
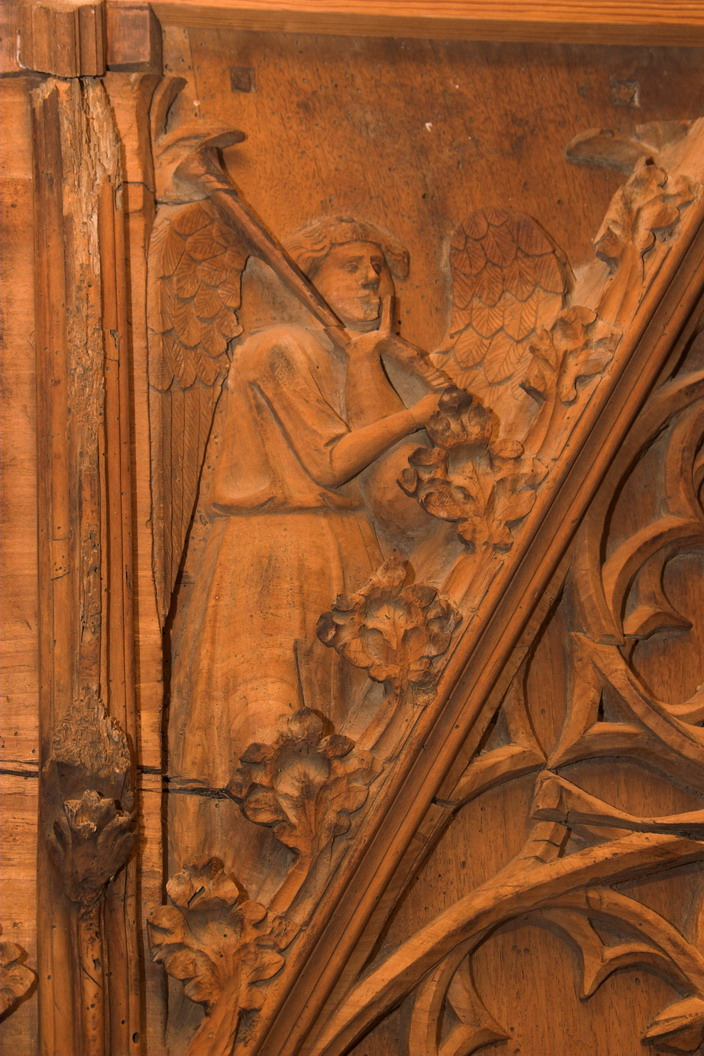
Àngel amb cornamusa.
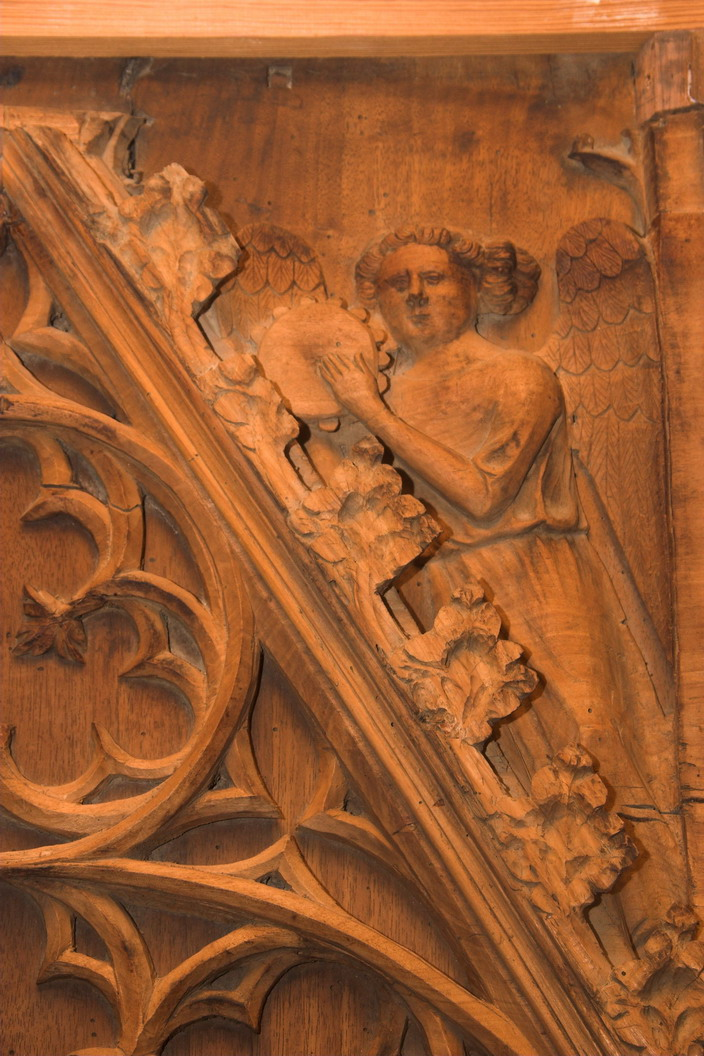
Àngel amb pandereta.
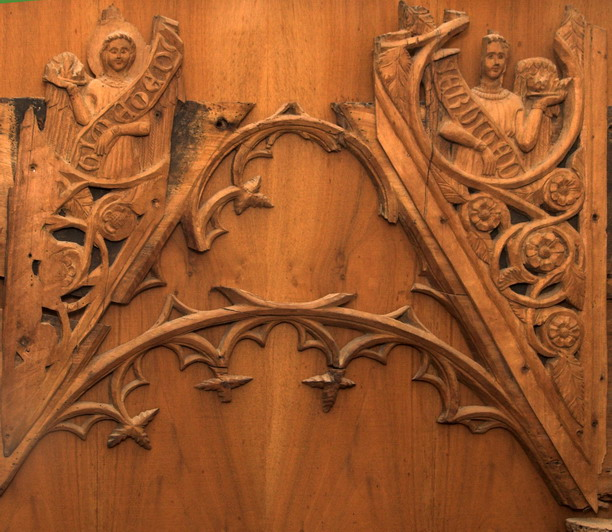
Altres figures

- Cadira episcopal gòtica.

Hi ha constància d'un contracte amb l'escultor Aloi de Montbrai, amb data 7 de juny de 1351 per a la fabricació de la càtedra episcopal. Té un aspecte profusament decorat, als laterals hi ha unes grans espirals, les de la part alta es troben representats àngels trompeters i a les baixes, al braç esquerre un acòlit s'agenolla davant la Mare de Déu i al braç dret és un bisbe el que s'agenolla davant de la figura de sant Carlemany, el culte del qual fou establert a Girona per Arnau de Montrodon. Al respatller hi ha l'escut dels Montrodon entre formes polilobulades. Al plafó lateral esquerre està representada una escena de l'Epifania.

#### Orgue

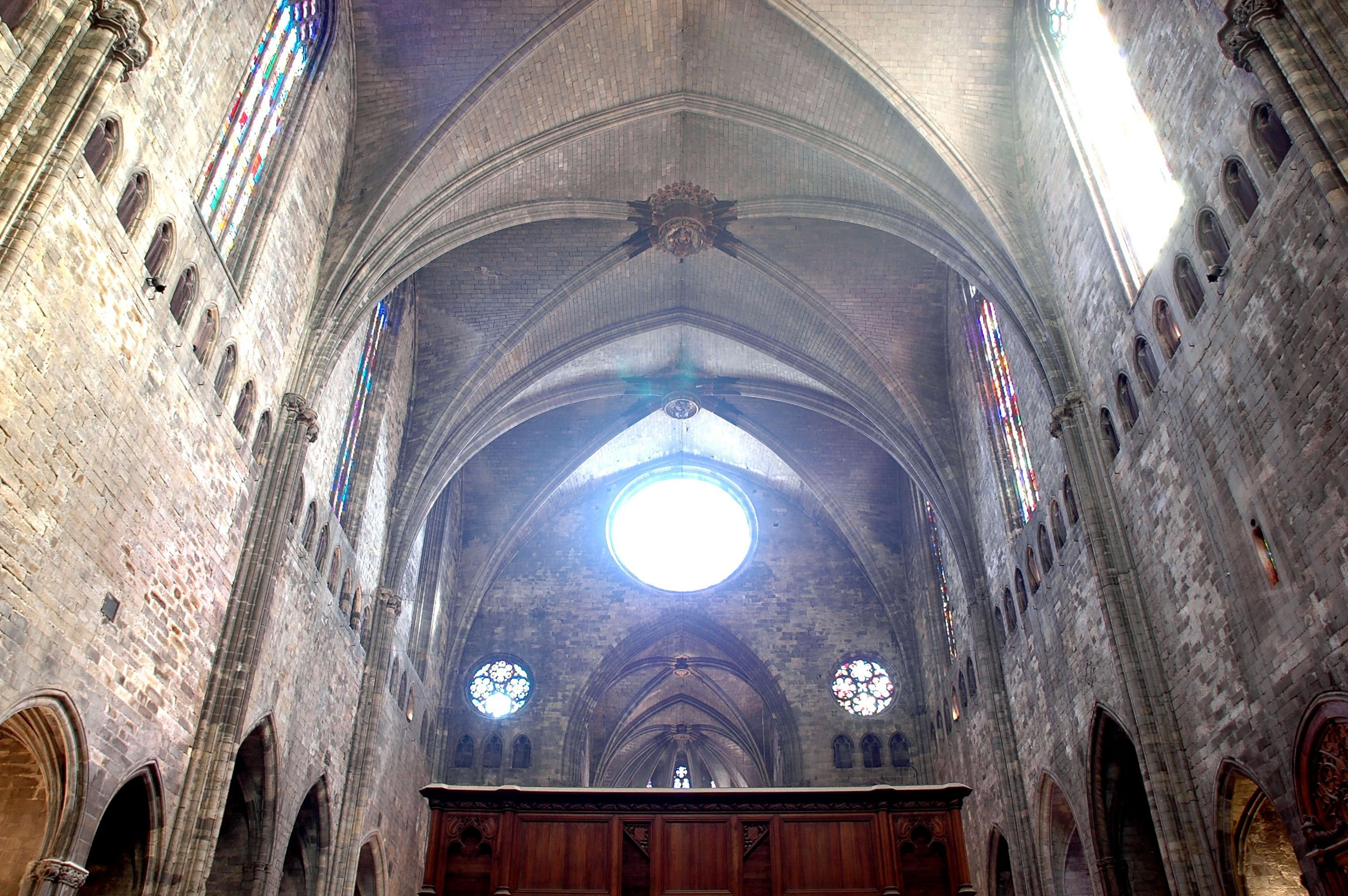
La nau des de darrere l'orgue que apareix al centre

L'orgue actual substituïx a l'orgue anterior a la Guerra Civil espanyola construït per Honorat Grinda i per l'escultor Antoni Viladevall entre els anys 1827 i 1830, que fou desmuntat per la comissió de patrimoni de la Generalitat. La seua col·locació era molt típica de les abadies angleses, ja que es trobava darrere dels setials presidencials del cor capitular.
Es comença a construir l'any 1941 sent el primer orgue reconstruït de les catedrals catalanes després de la guerra civil. L'any 1943 Salvador Aragonès dona per conclosa l'obra a falta d'uns petits detalls a causa del retard d'arribada de material des d'Alemanya, efecte de la Segona Guerra Mundial. La caixa és obra del fuster Serafí Sureda.
És un dels orgues romantico-simfònics més importants de Catalunya. Té la particularitat que la caixa expressiva afecta tots els teclats i el recitatiu compta amb una segona caixa expressiva (doble expressió). Com que tots els cossos sonors són dins la caixa expressiva principal l'orgue no té tubs a la façana encara que té l'espai per col·locar-hi dotze tubs sords (canonges).
Es tracta d'un orgue de tres teclats de cinquanta-sis notes i pedal de trenta notes. La distribució dels teclats és la següent:
- 1r teclat Gran Orgue de 16' (peus) amb tretze registres o jocs.
- 2n teclat positiu de 16' amb onze registres.
- 3r teclat recitatiu de 8' amb vuit registres i doble expressió.
- Pedal de 32' amb set registres la majoria efectius, és a dir utilitzen tubs d'altres registres d'altres teclats de l'orgue.
- Consta de trenta-un jocs reals i trenta-nou efectius (la Gran Corneta de V aprofita i fa sonar a la vegada tubs d'altres registres així com el pedal.)
- Compta amb setze combinacions prefixades de reunió de teclats, octaves, etc.

Com les ventalloles (vàlvules) que donen pas a l'aire als tubs són prou més voluminoses que les dels orgues clàssics compta amb dues màquines Barker en el primer i segon teclat, la força de l'organista obre una ventallola que fa que la força de l'aire accioni la resta del mecanisme de l'orgue, evitant un esforç major de l'organista per accionar les vàlvules.

### Vitralls

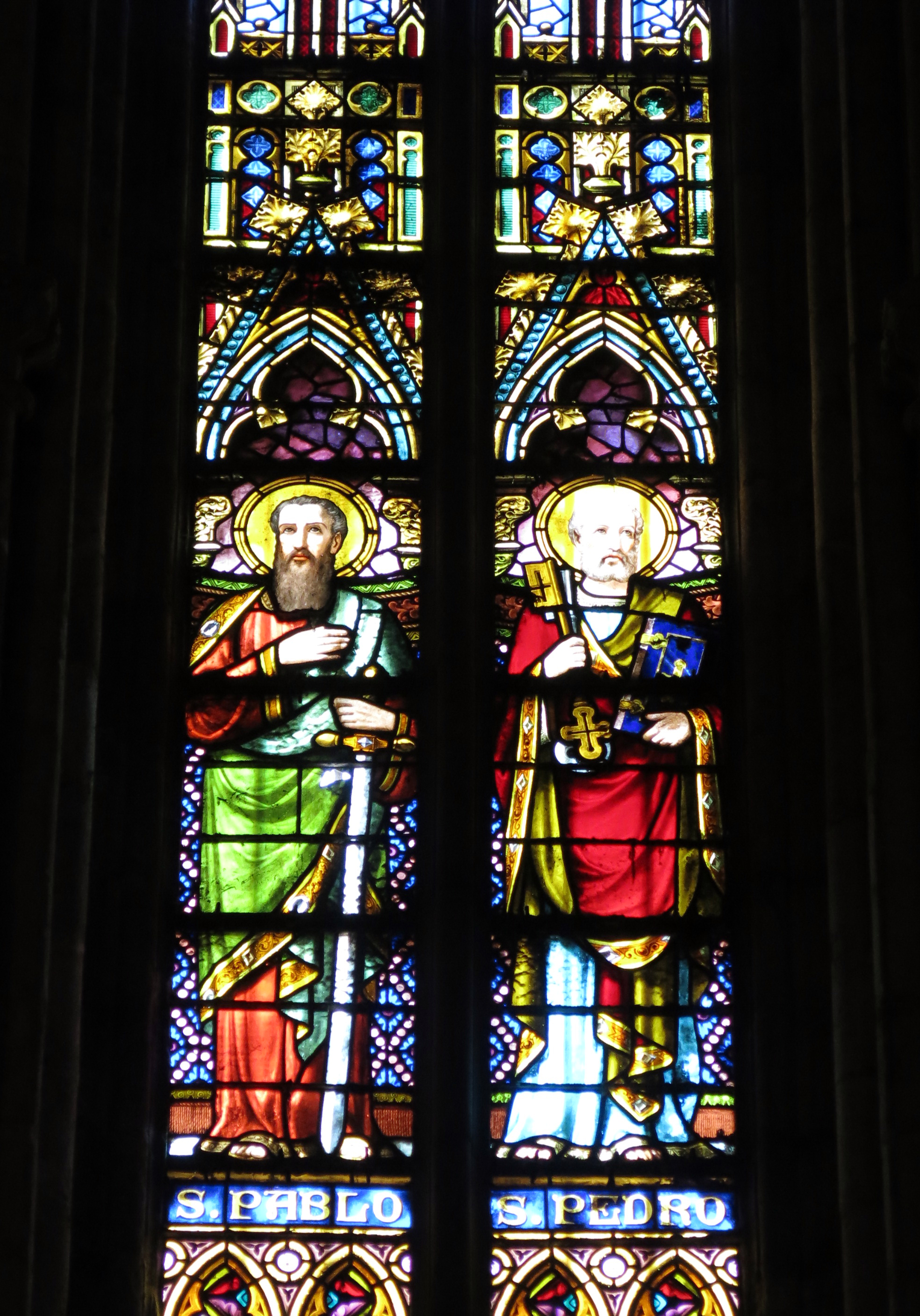
Detall del vitrall de Sant Pere i Sant Pau

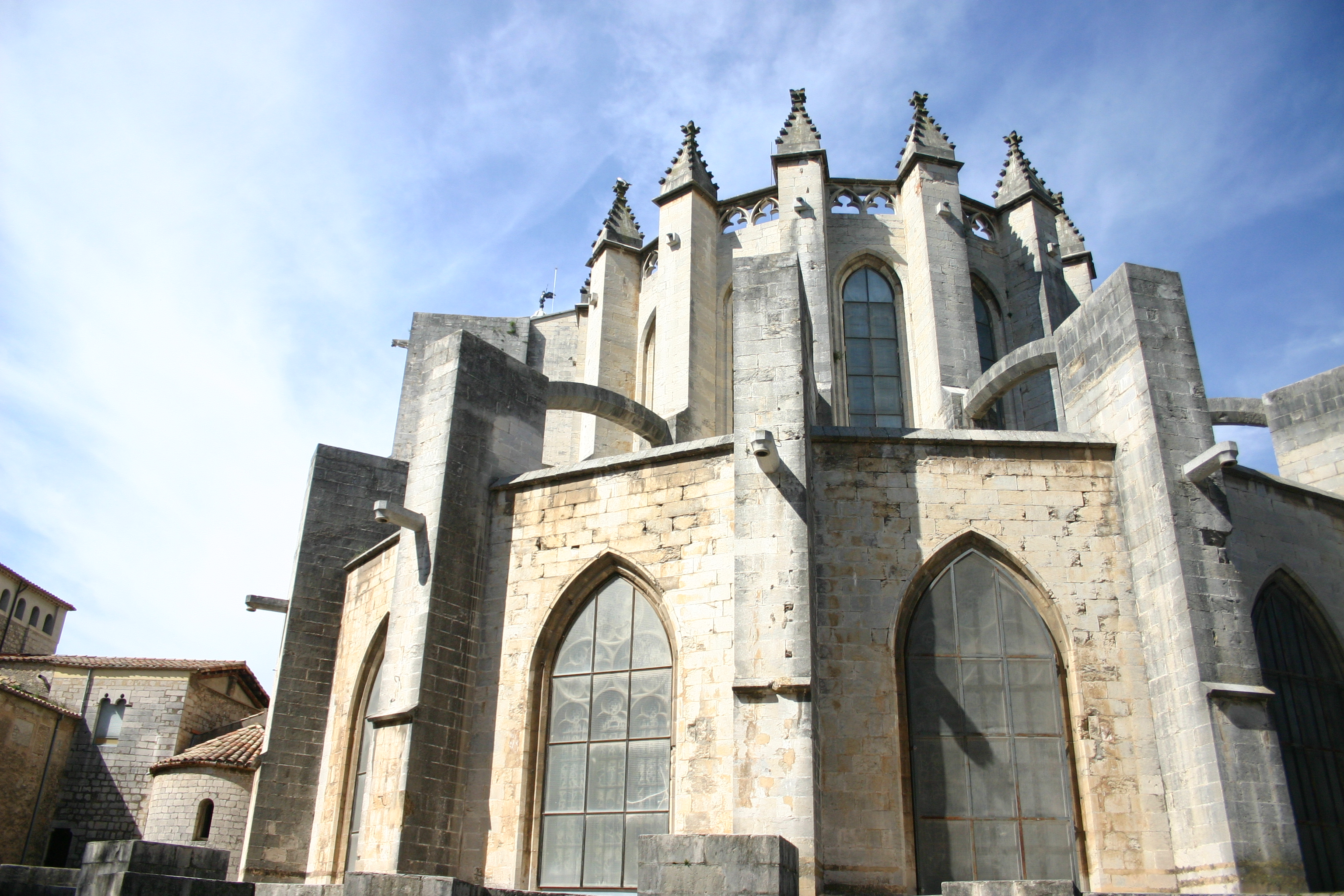
Vista exterior de l'absis amb els vitralls

La catedral de Girona conserva un dels conjunts de vitralls gòtics més notables del país. En primer lloc hi ha onze vitralls situats entorn de l'altar major amb escenes de la vida de la Verge. Dominen la policromia el blau i el groc argent, mentre que l'estil es manté dins la tradició del gòtic lineal amb elements d'origen italià. A la girola i les primeres capelles del costat sud de la nau única apareix un segon grup, amb escenes de la Passió, Profetes i Apòstols. Exhibeixen una gran finor de dibuix, sobretot pel que fa als elements arquitectònics. Els vitralls més ben documentats de la catedral són el de la representació dels Apòstols de l'any 1437, d'Antoni Tomàs, i el renaixentista de les Sibil·les, els Evangelistes i els Quatre Doctors de l'Església occidental de l'any 1520.
De la capella de Sant Iu es conserva una Mare de déu de tres quarts que devia formar part d'una Anunciació. En un quart grup s'inclou el vitrall dels Apòstols, primer gran finestral de la nau única. Pertany al gòtic internacional avançat, amb un notable realisme a les figures i un predomini de vermells en la gamma cromàtica. D'estil renaixentista, només destaca el segon gran finestral de la façana sud, on es representen les sibil·les, els Evangelistes i els quatre doctors de l'Església.
La major part dels vitralls medievals no es conserven. Estudis sobre els fragments han revelat que els més antics eren els del presbiteri, que es creu que foren obrats per un mateix mestre: el mestre del presbiteri. Entre els més destacats hi ha el que representa La Dormició de la Mare de Déu. És un dels que conserva millor el seu aspecte original, format per tres llancetes i una traceria superior en la qual es concentra l'ornamentació del vitrall. Les llancetes consten de tres plafons cadascuna: en el central es representa la Mare de Déu jacent acompanyada per Crist; als plafons laterals es representen les figures dels apòstols; als plafons superiors hi ha la figura de Crist coronant la seva Mare i dos àngels de genolls.
Guillem de Letumgard, de la diòcesi de Constança sembla l'autor dels vitralls de les primeres capelles del costat meridional de la nau. Se sap que es van encarregar al mallorquí Ramon Gilabert l'any 1375 els de les capelles de sant Iu i de santa Magdalena (actualment desaparegut).
Els vitralls de les rosasses del mur del presbiteri, que representen la lluita de sant Miquel contra el drac, van ser fets per Francesc Saladriga l'any 1704, com del mateix autor és la rosassa de la façana principal representant l'Assumpció, de l'any 1732. Ambdós treballs van ser restaurats l'any 2001.

### Capelles interiors
A la catedral es troben dinou capelles laterals a les quals s'ha d'afegir les nou del deambulatori, cobertes amb volta d'aresta. Com és natural als grans temples, les advocacions han anat variant al llarg del temps, així com l'estil dels seus altars i retaules. Aquestes són les capelles ordenades en sentit horari:
Construïdes al llarg de diversos segles i amb diferents estils, el nombre total de claus de volta a la Seu de Girona és de 78. Malgrat que la majoria estan col·locades aïlladament al presbiteri, la nau central, les capelles i les portes també formen conjunts amb una clau central envoltada d'altres menors (capelles de Sant Honorat i Sant Isidor). Són tallades en pedra i policromades. Ofereixen un notable interès per la presentació de models iconogràfics d'una gran quantitat de santes i màrtirs. Ells són els protagonistes de gairebé totes les claus que es troben a les capelles laterals, mentre que a la girola apareixen els apòstols. Les dues claus del presbiteri ostenten la Coronació de la Verge i un escut del regne catalano-aragonès. Les de la nau única. De majors dimensions que la resta degut al seu emplaçament, són ocupades per, la Verge i el nen (la primera, prop de la capçalera), el Pantocràtor amb l'esfera i el ceptre, Sant Pere vestit de pontificat i, per acabar, Sant Benet.

#### Capella de l'Assumpció o Inmaculada
L'obra d'aquesta capella va començar l'any 1589 i va ser acabada totalment el 1708.
Situat del costat de l'Evangeli, tot just entrat a la catedral, té el retaule de la Immaculada Concepció, contractat i sufragat pel canonge Cristòfol Rich a Pau Costa l'any 1714. Molt semblant al de l'Anunciació del mateix autor, la Immaculada es troba al centre del retaule amb àngels i núvols als peus. A la predel·la, les manifestacions a la cova de sant Francesc Xavier moribund. Les imatges de sant Feliu l'africà a la banda dreta i a la banda esquerra hi ha el dubte de si representa a sant Ramon de Penyafort o a sant Romà En l'àtic es troba la representació de sant Cristòfol patró del comitent del retaule.

#### Capella de Sant Honorat o Sant Pau
El sepulcre de Bernat de Pau, mort el 1457, està adossat al mur i fet d'alabastre. El marc arquitectònic consisteix en una delicada successió de pilars, pilarets i pinacles. El gran arc conopial que cobreix tot el conjunt està adornat amb xambranes on s'esculpiren les imatges de Crist i dels àngels del Judici Final. La composició es divideix en diversos registres: en el primer dos acòlits sostenen un llibre amb l'epitafi, mentre als costats una parella d'àngels sostenen l'escut mitrat del difunt. L'altre registre, sense alguna de les peces originals, presenta figures del bisbe i sants. Al tercer nivell descansa l'estàtua jacent de Bernat de Pau, amb un tractament minuciós i detallista dels vestiments pontificals i d'un realisme extraordinari en el rostre. Darrere d'estàtua, se situen els personatges que componen el dol, treballats amb un accent dramàtic comparable als ploraners del sepulcre del Bisbe Escales.
El conjunt es mou dins la tendència realisme flamenc, amb un notable grau de naturalisme i expressivitat que estan acompanyats d'una sorprenent riquesa descriptiva dels objectes i vestits. El sepulcre del bisbe Bernat de Pau (1436-1457) demostra preocupació per la sepultura i per aconseguir un emplaçament digne esperant el Judici. Així, el 6 de desembre de 1455 convocà el capítol, i davant del notari renuncià a certs drets sobre l'administració de la Seu, a canvi d'obtenir una llicència per tenir la sepultura a la capella del Sant Honorat que ell mateix havia fet construir.

#### Capella dels Sants Doctors
Construïda entre els anys 1452 i 1528, el retaule va ser obrat per l'escultor Joan Merla. És una obra de 1607 encarregada per l'ardiaca Miquel d'Agullana, que signà les capitulacions de la construcció el 1597, any de la seva mort. El seu germà i marmessor, l'ardiaca major de la Seu de Girona Jaume d'Agullana, continuarà l'encàrrec així com la reixa que tanca la capella, encarregada el 1605 als ferrers de Girona, Miquel i Pere Massanta. D'estil clàssic renaixentista, té una estructura de tres pisos i coronació triangular amb un relleu de sant Miquel dintre d'una fornícula. Als restants pisos estan disposats també en base de fornícules que contenen els relleus dels sants Doctors de l'Església en fusta policromada pel pintor i daurador Pere Martínez de Barcelona.

#### Capella del beat Dalmau Moner, abans de Santa Elisabet
Es va acabar aquesta capella cap a l'any 1490, als murs es veuen les teles amb la representació del beat dominic Dalmau Moner. El que hi crida més l'atenció és el sepulcre gòtic del bisbe Berenguer d'Anglesola, mort el 23 d'agost de 1408 a Perpinyà. El Sepulcre del cardenal Anglesola (capella del sepulcre d'Anglesola) és exempt i fet d'alabastre i descansa damunt d'una solera llisa. Als frontals de la caixa funerària hi ha personatges encaputxats, separats per pilars i pinacles exornats amb filloles, i coberts per dossers amb gran profusió d'ornaments; els requadres dels extrems són ocupats pels escuts del cardenal. Dels fronts transversals, només es conversa una talla que representa la lluita de Sant Miquel. L'art de l'escultor excel·leix en la imatge del jacent, tallada amb un detallisme gairebé propi d'un argenter. L'estàtua recolza el cap sobre un coixí on, entre decoració fitomòrfica, apareix la iconografia del pelicà, referent a la resurrecció. La mateixa decoració vegetal recorre la capa, on també hi ha figuracions d'animals. Oberta pel davant deixa veure l'alba, l'estola i el maniple; la pitrera és adornada amb quatre pinyes. El rostre pot considerar-se una de les peces mestres de la retratística catalana medieval. El conjunt s'inclou dins la producció gòtica amb clars referents al gòtic internacional flamenco-borgonyó. El sepulcre reflecteix tot el domini tècnic, el gust per la sumptuositat i la minuciositat decorativa propis d'aquest corrent. L'esculptura del sepulcre va ser encarregat a l'escultor Pere Oller l'any 1409 i acabat el 1411, que va ser quan es va procedir al trasllat del cos del bisbe. Fou treballat en alabastre, amb l'escultura jacent del bisbe amb vestidures i mitra episcopal, envolten el sepulcre unes figures de plorants separades per fines columnes i amb pinacles damunt.

#### Capella de Tots els Sants

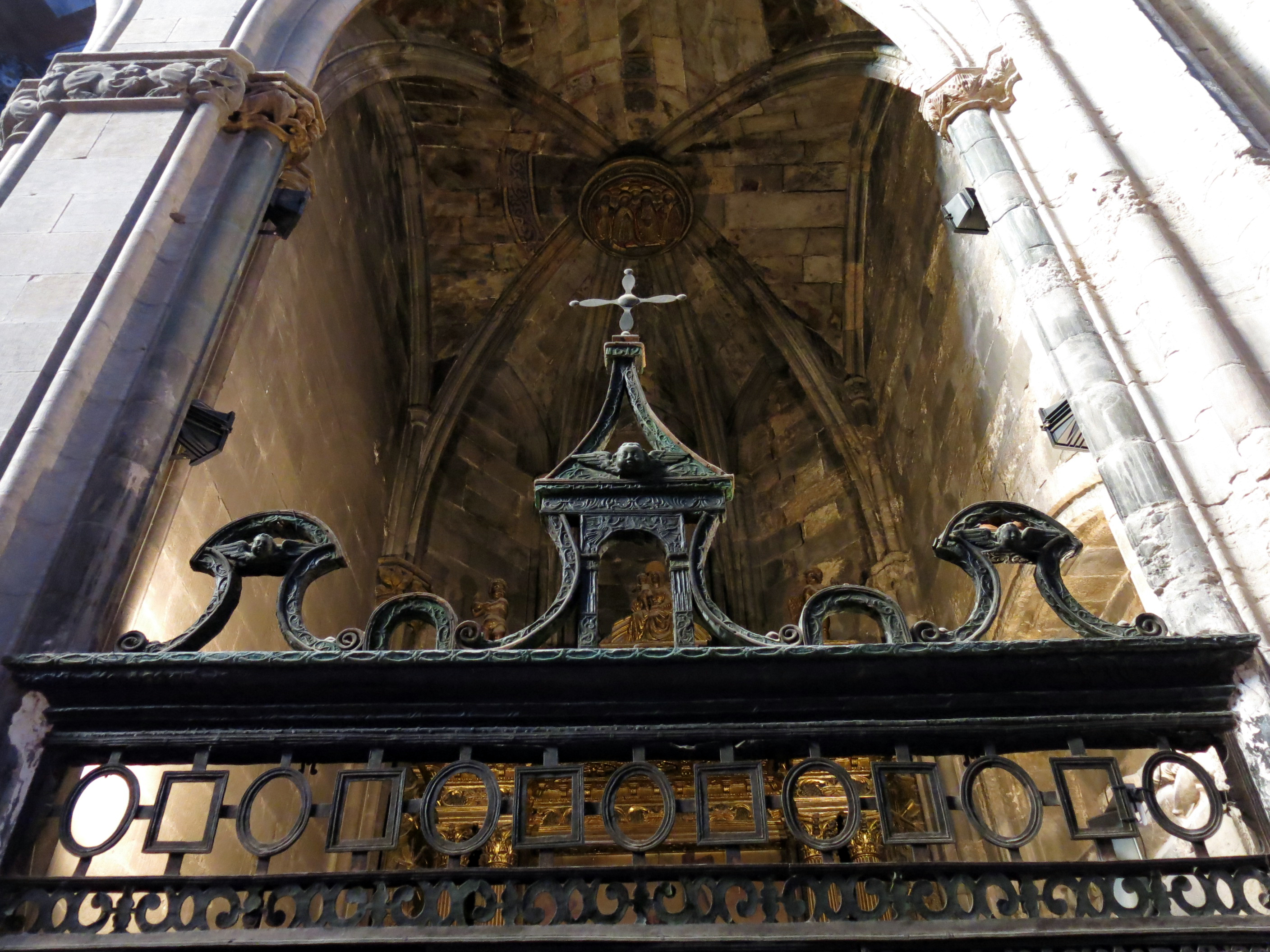
Reixa de la capella de Tots Sants

Fou construïda l'any 1369. Al mur dret hi ha el sepulcre del bisbe Bernat de Vilamarí, creacidel mestre d'obres i escultor de la catedral gòtica Jaume Faveran, situat dintre d'una fornícula amb la figura jacent del bisbe vestit amb túnica, mitra i bàcul pastoral. A la part central de la capella està situat un retaule de l'any 1644 amb una gran pintura de l'Ascensió del Senyor.
El Sepulcre de Bernat de Vilamarí presenta unes característiques molt semblants al del seu nebot i successor en el càrrec episcopal, Guillem de Vilamarí. La figura del jacent es troba arrecerada sota un arcosoli, i du els clàssics atributs corresponents a la seva dignitat eclesiàstica; bàcul, capa i mitra, en aquest cas incompleta. La major part de la sobrietat de l'obra és palesa per l'absència d'escuts als costats i d'animals als peus. L'autor practica un art que tendeix a la realitat, malgrat la senzillesa en el cisellat de la figura. Així, trets com el nas lleugerament corbat, i els pòmuls sortits, signifiquen un primer estadi vers la progressiva individualització que experimentarà l'escultura gòtica catalana.

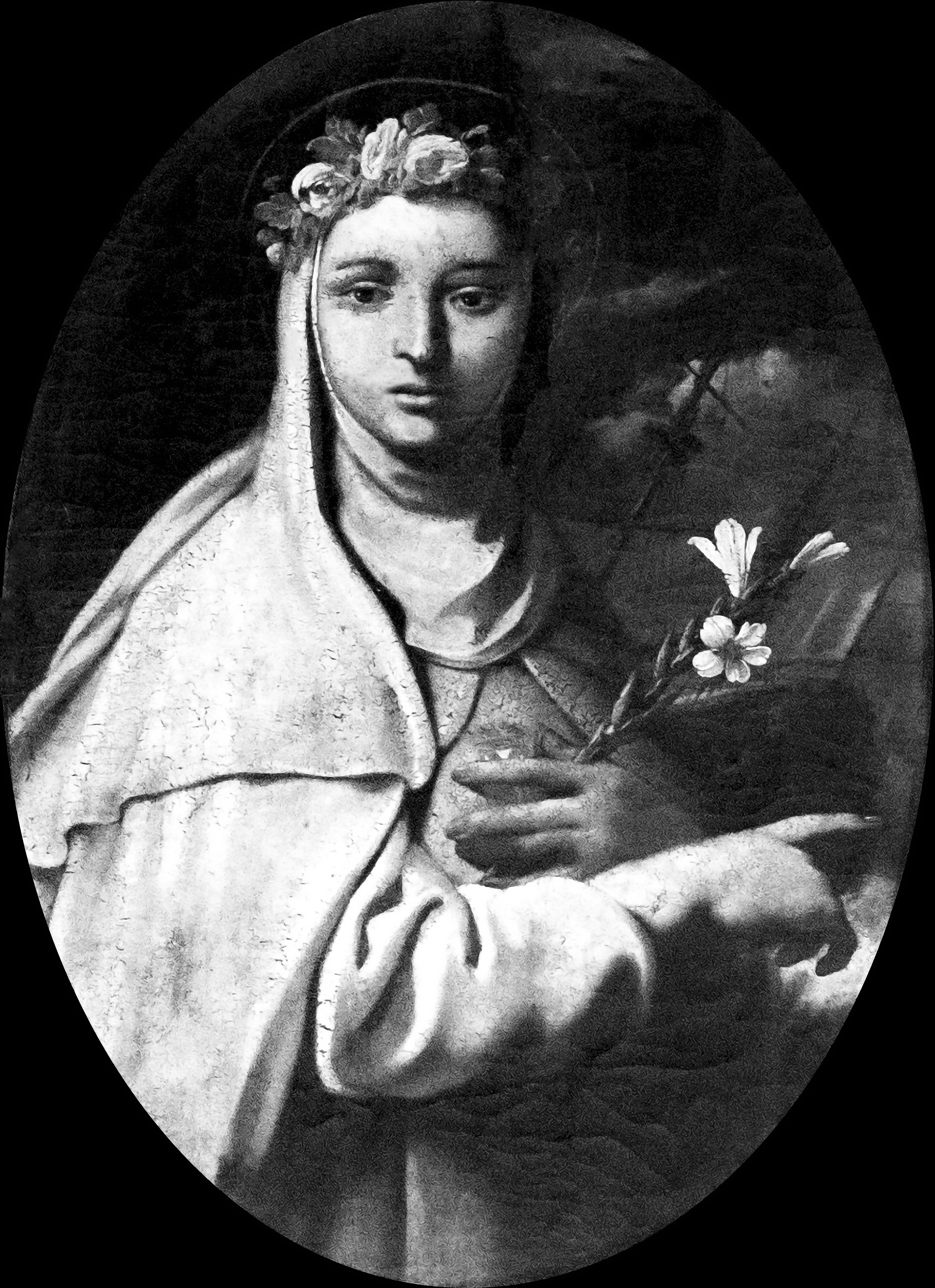
Antoni Viladomat, Santa Maria de Cervelló (1718-24)

Del sepulcre de Bernat de Vilamarí, es desconeix l'any en què l'obra fou contractada i executada. En tot cas, la probable atribució a Jaume Faveran fa pensar que devia data d'entre el 1321 i 1330; anys que marquen els límits de l'estança de l'artista francès a Girona. Coneixem aspectes destacats de la vida de Bernat de Vilamarí, gràcies a la inscripció que hi ha a la caixa sepulcral; fou bisbe des de 1291 fins a 1312. Va ser el primer prelat de Girona nomenat per la Santa Seu, i es distingí de forma especial per la defensa dels templers durant el Concili de Viena. Per aquest motiu, no és d'estranyar la petició de construir un sepulcre monumental per a un membre de l'aristocràcia eclesiàstica. Durant els primers decennis del segle xiv, l'escultura funerària catalana ja havia cristal·litzat uns models que pretenien exaltar la dignitat del comitent.

#### Capella dels Sants Iu i Honorat
Construïda entre els anys 1347 i 1376. Fet per l'escultor Joan Torras l'any 1709 per encàrrec i pagament del canonge Ignasi Bofill. Consta el retaule d'una gran tela a la part central amb la representació dels sants titulars (sant Iu i sant Honorat), una predel·la amb la imatge de la Magdalena penitent i a l'àtic l'Anunciació. A cada costat als murs de la capella estan les pintures de sant Ignasi de Loiola i de sant Antoni de Pàdua. Aquesta obra es va acabar l'any 1731, com consta a la taula de l'altar.

#### Capella de Sant Narcís

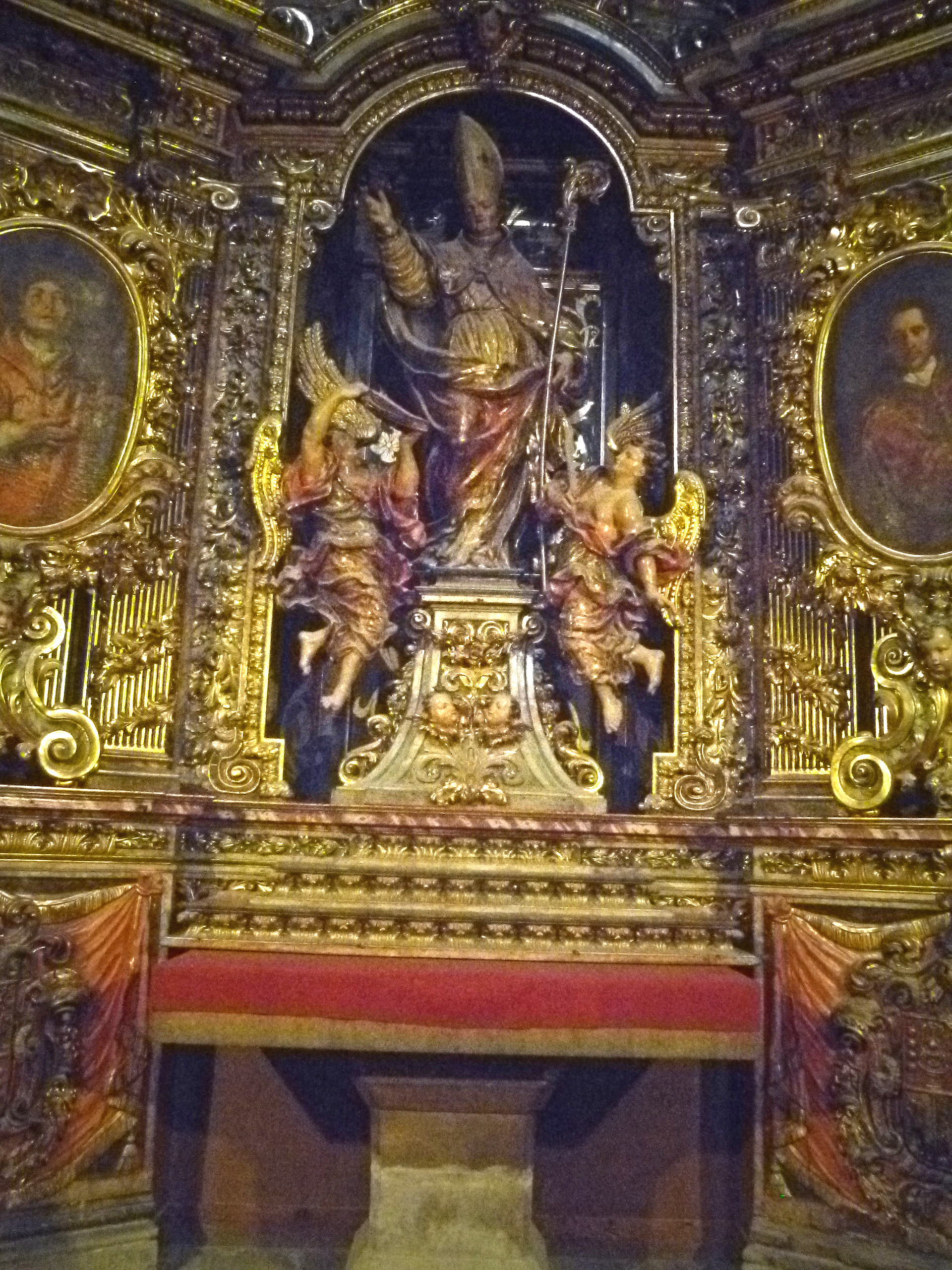
El retaule de sant Narcís

La capella va ser construïda l'any 1324 i es va consagrar sota l'advocació de sant Andreu. El retaule de sant Narcís va ser sufragat pel canonge Narcís Font i Llobregat i el seu germà Josep, tant la talla com el daurat. Es va encarregar a l'escultor Pau Costa l'any 1710, però es va començar l'obra el 1718 i es va acabar el 1727. Dins d'una gran fornícula es troba la imatge de sant Narcís amb els atributs de bisbe, amb dos àngels als costats, un duent un bàcul i l'altre un llibre, que són els elements representatius d'aquest sant. El retaule consta de parts tallades i altres de pintura dintre de marcs ovalats. En l'àtic es troba sant Andreu com antic titular de la capella, flanquejada per dos medallons amb santa Teresa i santa Maria de Cervelló. Als murs laterals de la capella hi ha dos grans quadres, el martiri de sant Narcís i el miracle de les mosques. Davant de l'altar i a terra es troba el sepulcre de pedra amb l'escut d'armes de la família Font.

#### Sepulcre de Ramon Berenguer II

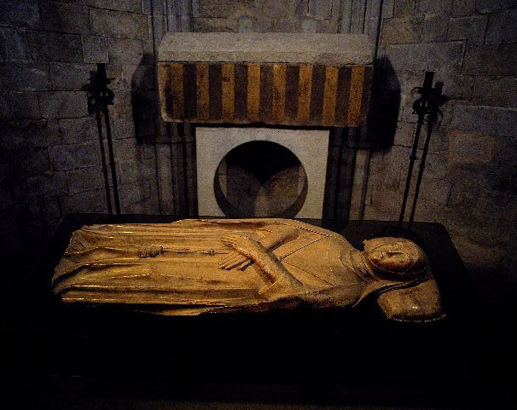
Sepulcre gòtic d'Ermessenda de Carcassona, amb una escultura obra de Guillem Morell. El seu sepulcre romànic, darrere, és un dels llocs més antics on es veuen els pals vermells sobre fons daurat de l'escut comtal de Barcelona.

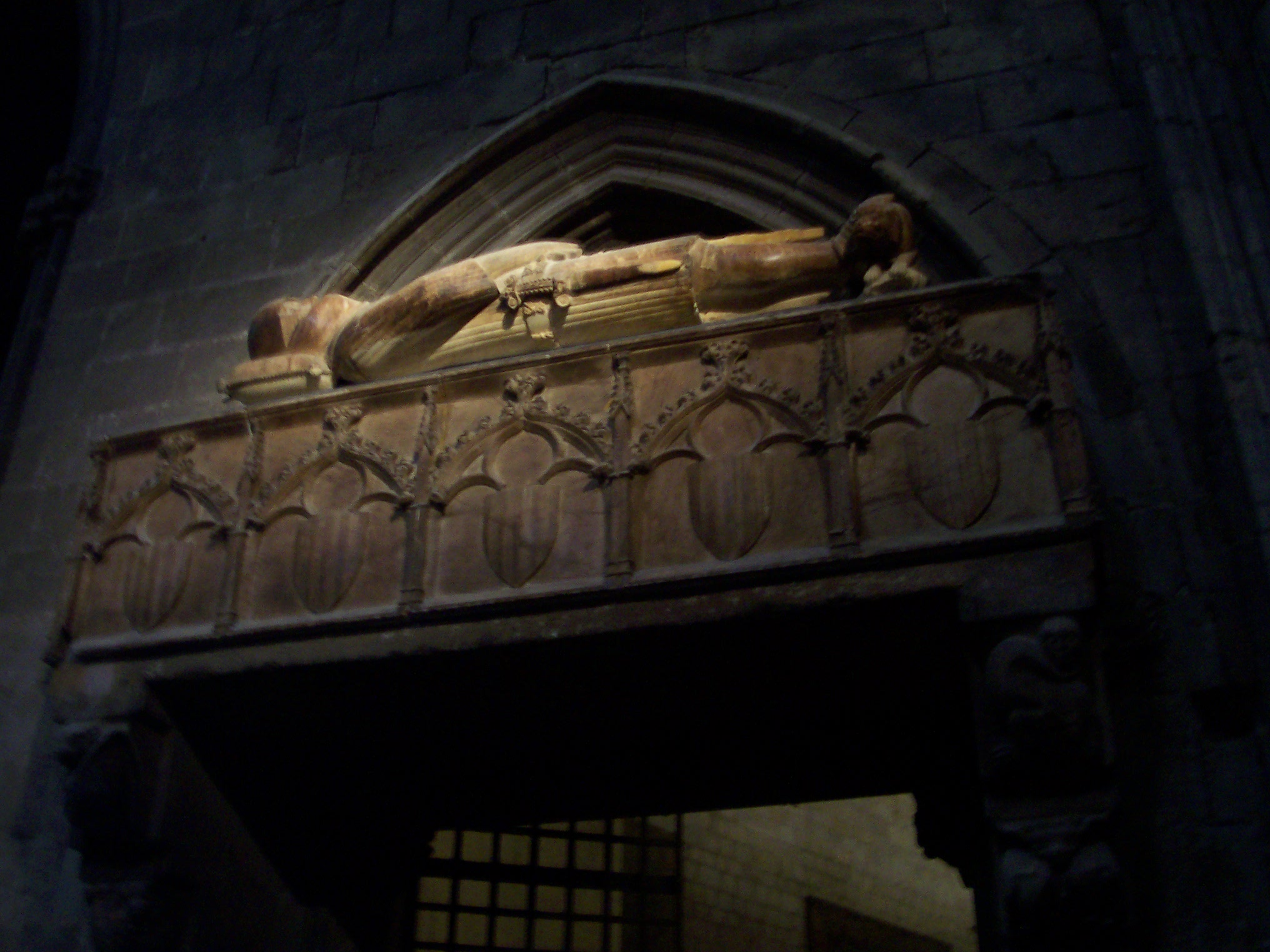
Sepulcre de Ramon Berenguer II

Entre les capelles de sant Narcís i els Quatre Màrtirs, damunt de l'entrada a la sagristia es troba el sarcòfag de Ramon Berenguer II Cap d'Estopes, que va ser assassinat l'any 1082 quan viatjava de Barcelona cap a Girona als boscos d'Hostalric. Els sepulcres de Ramón Berenguer –cap d'Estopes- i Ermesenda -muller de Ramon Borell- havien estat col·locats inicialment a la galilea de la Seu romànica (segle xi). L'any 1385 el rei Pere el Cerimoniós, en aquell moment a Figueres, ordena que fossin instal·lats a l'interior de la catedral, concretament entre els extrems del tram que precedeix al presbiteri, on encara avui es poden veure. El monarca encarregà a Guillem Morell la talla de dues imatges jacent d'ambdós personatges i les plaques de marbre que cobreixen la caixa, amb el desig de dignificar els rústecs sepulcres primitius. L'obra devia estar acabada el 5 de novembre del mateix any, data aproximada del trasllat de les dues despulles comtals al nou emplaçament. Enfront d'aquest sepulcre al costat d'evangeli de la nau, hi ha el de la seva besàvia la comtessa Ermessenda, de vegades confosa amb la seva esposa Mafalda de Pulla-Calàbria.

#### Capella dels Sants Màrtirs

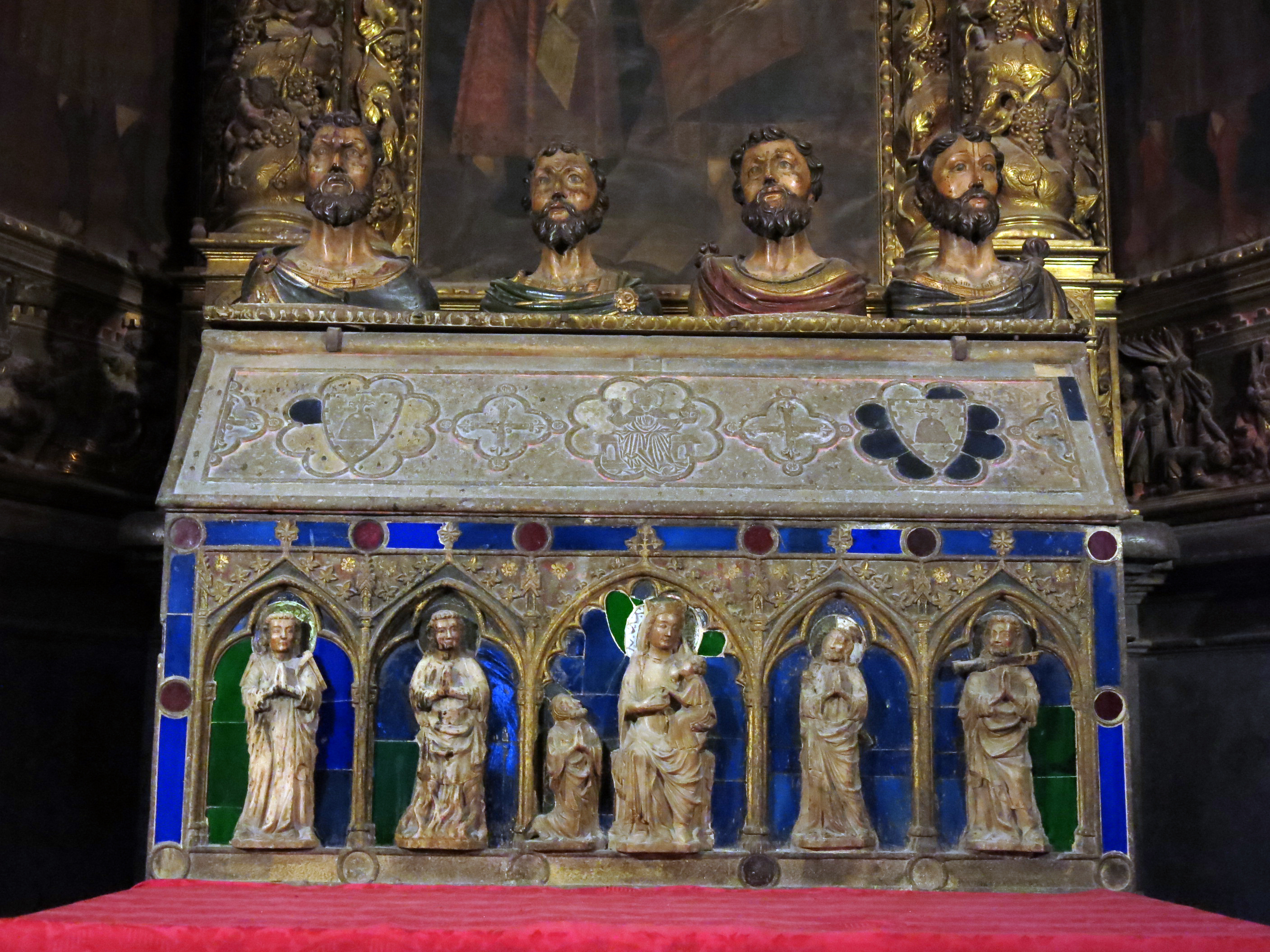
Arqueta de la capella dels Sants Màrtirs

Situada al deambulatori, va ser fundada pel bisbe Arnau de Mont-rodon i consagrada el 1338. Té un retaule barroc de l'any 1679, amb la representació en pintura dels Quatre Sants Màrtirs de Girona: Just, Paulí, Germà i Sici, que segons la llegenda van ser martiritzats en temps de la persecució de Dioclecià (284 - 305 dC), aquestes teles es troben emmarcades entre columnes. Sota elles es presenten en talla de fusta escenes dels seus martiris. Sobre l'altar hi ha una arqueta del segle xiv, dels Sants, feta en pedra de Girona i amb esmalts i relleus a la part frontal de la Verge de la Llet i els quatre màrtirs. Damunt d'aquest sarcòfag l'any 1659 es van col·locar quatre bustos de talla dels sants descrits. Possiblement també hi ha les relíquies d'altres màrtirs esmentats a les actes de la troballa d'aquestes, com ara Amèlia de Girona.
A l'esquerra del retaule hi ha el sepulcre del bisbe promotor Arnau de Mont-rodon, mort el 1345, amb la imatge jacent amb els atributs de la mitra i el bàcul i emmarcat per dos arcs ogivals, a la part frontal del sarcòfag es desenvolupa el seguici funerari en diverses escenes dividides per arquets gòtics. És de pedra i es troba adossat al mur sota un arcosoli format per una columna i dos arcs apuntant trilobulats. Tant aquestes arquitectures com les de la part frontal de la caixa presenten una abundant decoració vegetal i zoomòrfica.
Al mur dret es troba el sepulcre del seu nebot i també bisbe Bertran de Mont-rodon, mort el 1384, posat dintre d'un arcosoli i la figura jacent amb vestidures episcopals. Sobre l'arcosoli a la paret es mostra en pintura uns arcs ogivals a semblança dels de l'anterior sepulcre. Es troba arrecerat sota un senzill arcosoli que segueix els formalismes compositius d'aquests tipus de monuments. L'estàtua jacent, vestida de pontifical, du els atributs corresponents a la seva jerarquia. Recolza el cap sobre un coixí i els seus peus sobre dos gossos, símbols de l'amistat. En el mur de l'arcosoli hi destaca un relleu amb dos àngels psicopompes que s'enduen l'ànima del difunt cap al cel. Presenta una novetat incorporant escenes en la part frontal de la caixa. Aquí, les arcades de separació es recolzen sobre mènsules, desapareixent així la tradicional divisió vertical i donant lloc a un registre seguit. En ell hi trobem els acompanyants del dol, constituït per tres homes amb espases i tres dones que flanquegen l'escena central on un bisbe té l'actitud de beneir entre acòlits encaputxats. Hi ha un gran realisme en els rostres i actituds, afegit al tractament de les vestimentes, ens acosten a l'estil flamenco-borgonyó estès per Catalunya a partir del darrer decenni del segle xiv. L'estàtua jacent, coberta en un dosser, va abillada amb els atributs pontificals, i recolza el seu cap sobre un coixí decorat amb borles i trenes, mentre els peus ho fan sobre un lleó. El desenvolupament de les escenes de la part frontal, marca una transformació temàtica; distribuïdes en vuit espais sota arquets, presenten el tema dels ploramorts. Es tracta d'una evolució iconogràfica pròpia de la segona meitat del segle xiv que està acompanyada d'una habilitat excel·lent per cisellar les draperies o el rostre del difunt. L'obra té una tendència propera a les produccions de Jaume Cascalls i Pere Moragues, però també inclou trets dels corrents europeus del darrer quart de segle.

#### Capella dels Dolors o Sant Vicenç
Aquesta capella fou construïda a principi del segle xiv entre 1313 i 1319.
El 1717 es va proposar fer un retaule, però no fou daurat fins al 1736. Al cos central hi ha la imatge de la Pietat coronada amb dotze estrelles, a més es troba a la seva esquerra la representació de santa Eulàlia de Barcelona i a la dreta sant Vicenç de Paül. A les pintures dels quadres laterals s'hi troba sant Felip Neri celebrant missa i sant Vicenç de Paül predicant atribuïdes a Antoni Viladomat i Manalt o del seu taller.

#### Capella del Sant Sepulcre

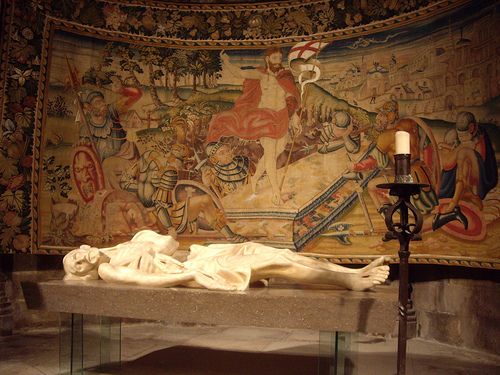
Crist jacent de Domènec Fita

Edificada entre els anys 1313 i 1321 sota l'advocació de santa Úrsula i també a les Onze Mil Verges. Al Museu d'Art de Girona es conserva l'antic retaule d'aquesta capella, creat el 1520 per Joan de Borgonya. Al mur del fons hi ha un tapís de la Resurrecció pertanyent a la col·lecció de Joan Ferrer que entre 1560 i 1565, va fer-ne un total de vuit per les capelles del deambulatori. Es pot veure sobre una llosa de pedra la imatge d'un Crist jacent feta realitat per l'escultor gironí Domènec Fita l'any 1959, autor també del vitrall de la mateixa capella amb el tema de la Resurrecció.

#### Capella del Corpus o del Sagrament, abans de Sant Martí i Sant Francesc
El retaule datat de l'any 1561 va ser esculpit per Antoni Coll, la policromia i daurat són de Nicolau Mates i les pintures de l'artista francès, resident a Olot, Pere de la Rocha o Perris. S'observen a la predel·la escenes de la Passió de Crist i a la part central del retaule el Sant Sopar.
El 2019 fou descobert rere el retaule el vitrall figuratiu més antic de Catalunya, datat del segle xiii, que hi havia romàs amagat des del 1562.

#### Capella de Santa Helena

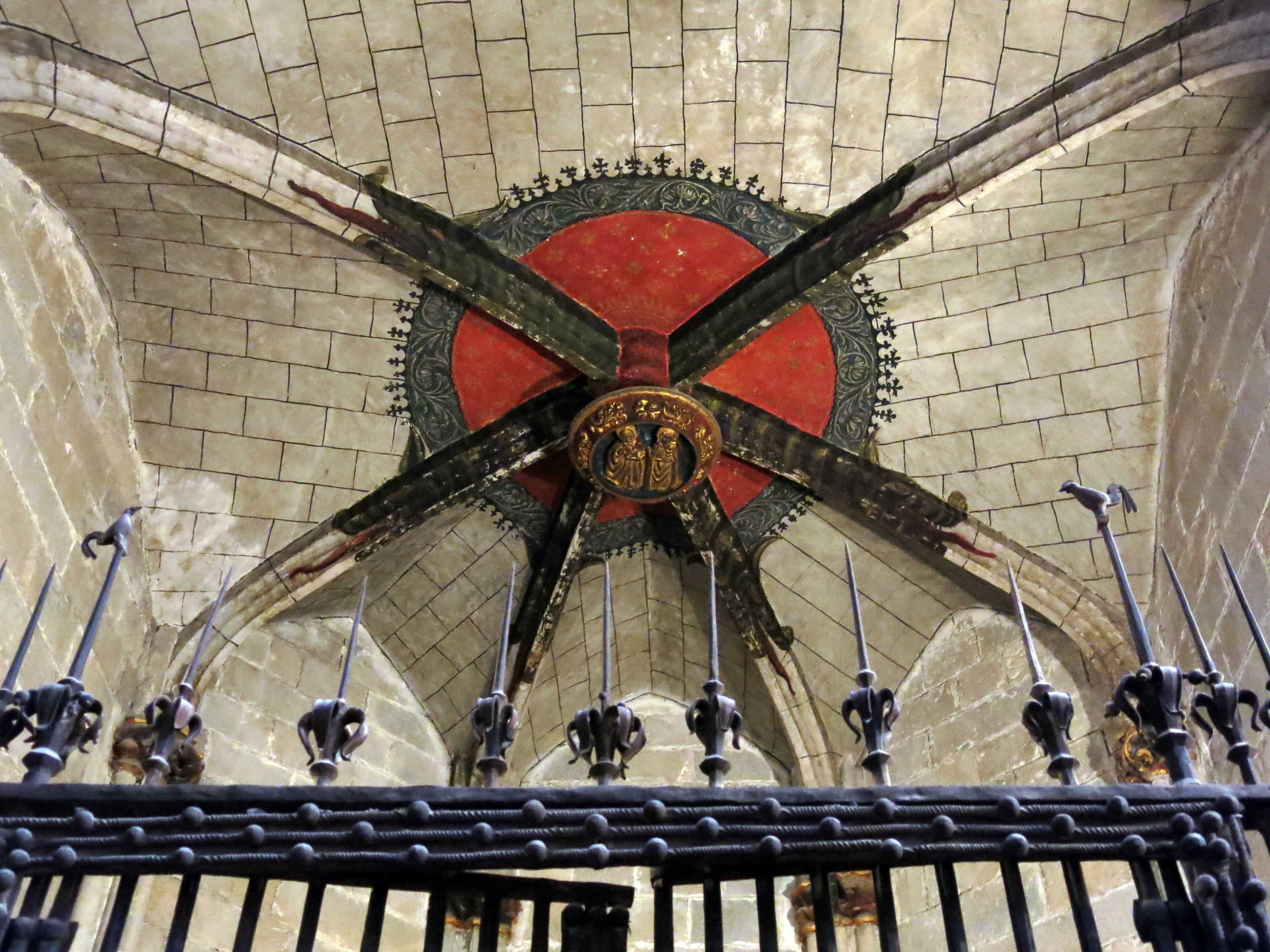
Clau de volta de la capella de Santa Helena

Construïda l'any 1329 i dedicada als sants Joan Baptista i Joan Evangelista. S'hi conserva el sepulcre original de la comtessa Ermessenda, morta a Girona l'1 de març de 1057. Esta sebollida en un arcosoli de l'antiga galilea als peus de la catedral romànica. L'any 1385 el rei Pere el Cerimoniós va ordenar el seu trasllat a l'actual capella, i es va encarregar la imatge jacent a l'escultor Guillem Morell, per cobrir el vell sarcòfag de pedra, on encara es conserva la policromia a la part frontal amb nou barres verticals vermelles sobre fons d'or. És la representació més antiga que es conserva del blasó de la bandera de Catalunya. L'escultura presenta unes faccions molt harmòniques i idealitzades amb les mans creuades sobre el cos i el cap reposant sobre un coixí.

#### Capella de Sant Miquel

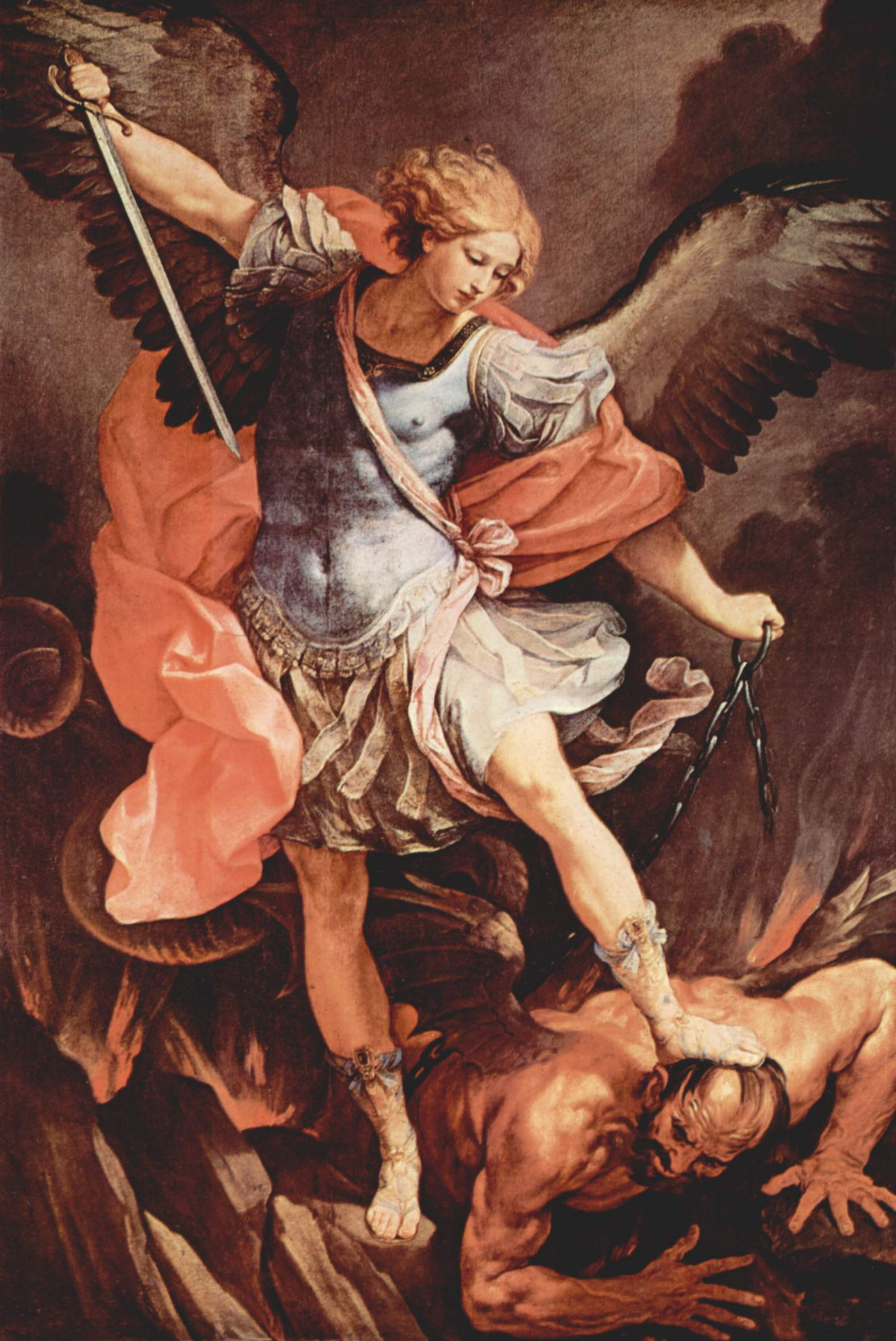
Pintura de Guido Reni, de la qual hi ha una còpia a la capella de sant Miquel

Construïda cap a 1358, conserva un retaule de l'escultor Pau Costa, creat entre 1715 i 1720, segons un llegat del canonge Miquel Català. Emmarcat per dues grans columnes estriades i tallades, es troba a la part central una còpia anònima d'un quadre del pintor italià Guido Reni, que representa sant Miquel Arcàngel, la pintura va ser portada personalment pel canonge des de Roma. Als murs de la capella es troben pintures representant l'Ascensió de Maria i la Resurrecció de Crist.

#### Capella del Baptisteri
Va ser construïda el 1470. S'hi troba una pila baptismal renaixentista, encarregada a l'escultor francès Guido de Belljoc, germà del mestre d'obres de la catedral Joan de Belljoc, l'any 1528, encara que fou acabada per l'escultor català Joan Roig. Efectuada en calcaria nummulítica de Girona, té un metre i mig de diàmetre i amb dotze costats on estan representats els apòstols, dintre d'unes fornícules entre columnetes corínties estriades. La peanya està ornada amb motius fitomòrfics.
La pica baptismal està situada sobre un gran peu circular, curt i robust, d'uns 1,5 metres de diàmetre. La forma dodecagonal permet esculpir-hi un apostolat en alt relleu dins de fornícules separades per columnes corínties estirades i fris de coronament. Una decoració fitomòrfica s'estén a través de tota la peanya i el cul de la tassa. El conjunt, tallat en pedra nummulítica, s'enfonsa a un nivell inferior del paviment, escalonat en cercles concèntrics per mantenir el vestigi de les piscines d'immersió amb l'atàvic simbolisme trinitari. És obra de diversos escultors que treballen formes renaixentistes evolucionades. La tipologia, en els seus trets elementals molt anterior, respon a un model estàndard que també s'observa a la pica baptismal de Sant Esteve de Granollers i d'altres obres del segle xvi.

#### Capella de Sant Isidor
A la clau de volta central es representa les imatges d'un eclesiàstic i un militar, els dos germans Dalmau de Raset, vicari i fundador de la capella i Bernat de Raset, militar, ambdós tenen a la capella el seu sepulcre. La tomba de l'ardiaca Dalmau mort el 1452, és d'estil gòtic flamenc, l'escultura jacent amb hàbit sosté un llibre a les mans i està emmarcat dintre d'un arc conopial amb un dosser amb calats, a banda i banda hi ha dues columnes rematades amb pinacles. A la part inferior a manera de fris es troben unes figures orant i llegint entre els quals hi ha el mateix Dalmau i dos àngels que sostenen l'escut del bisbe. Dalt de tot, trobem dos àngels que conduïxen la seva ànima al cel.
El Sepulcre de Dalmau Raset segueix, en proporcions més reduïdes, unes característiques tipològiques semblants a les que s'observen en el mausoleu de Bernat de Pau. Es troba adossat al mur, té una complexa ornamentació a l'arcosoli (pilastres, pilarets i un gran arc conopial) i en la disposició dels registres de tot el conjunt. En el primer registre, una gran inscripció està flanquejada per àngels que sostenen escuts i representacions del bisbe en diferents actituds; a dalt un grup de doctors encaputxats llegeixen les escriptures, sobre ells l'estàtua jacent de l'ardiaca manté els paràmetres iconogràfics habituals en l'escultura funerària gòtica. En un quart registre, un grup centrat pel bisbe i dos acòlits representa el dol pel difunt, que en un relleu immediatament superior, és conduït al cel mitjançant la intervenció de dos àngels psicopomps. Malgrat la qualitat de l'artista, indubtable coneixedor de les formes del realisme flamenc, s'hi veu una certa rigidesa i arcaisme de caràcter local en el tractament de les figures. El sepulcre de Dalmau Raset, consta en el seu testament que es destinà una partida perquè fos costejat, però no s'esmenta qui el feu realitat.

#### Capella de l'Anunciació

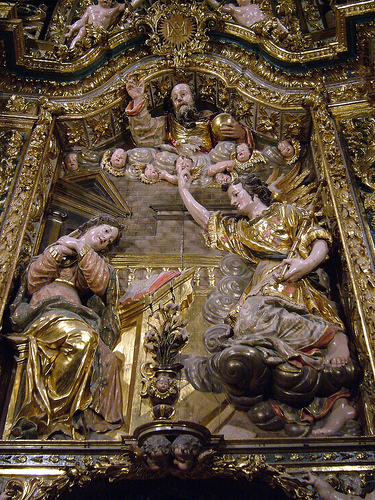
Detall del retaule de l'Anunciació de Pau Costa

Es troba a partir de la porta d'entrada al costat de l'Epístola. El retaule d'estil barroc, que va ser encarregat l'any 1710 pel canonge Jaume Codolar, a l'escultor Pau Costa, va ser acabat l'any 1725. S'aprecia al cos principal el tema de l'Anunciació amb l'arcàngel Gabriel i els sants Bonaventura i Francesc de Paula a banda i banda, amb una predel·la amb la representació de l'adoració dels pastors. A la part superior es troba sant Jaume a cavall i la representació de les virtuts teologals, la fe, al centre la caritat i l'esperança.

## Museu-Tresor de la Catedral
Prop de l'entrada principal, dins de la nau a banda esquerra s'accedeix a les sales del museu de la catedral, situades a les antigues dependències del monestir. A la col·lecció hi destaquen els següents elements:

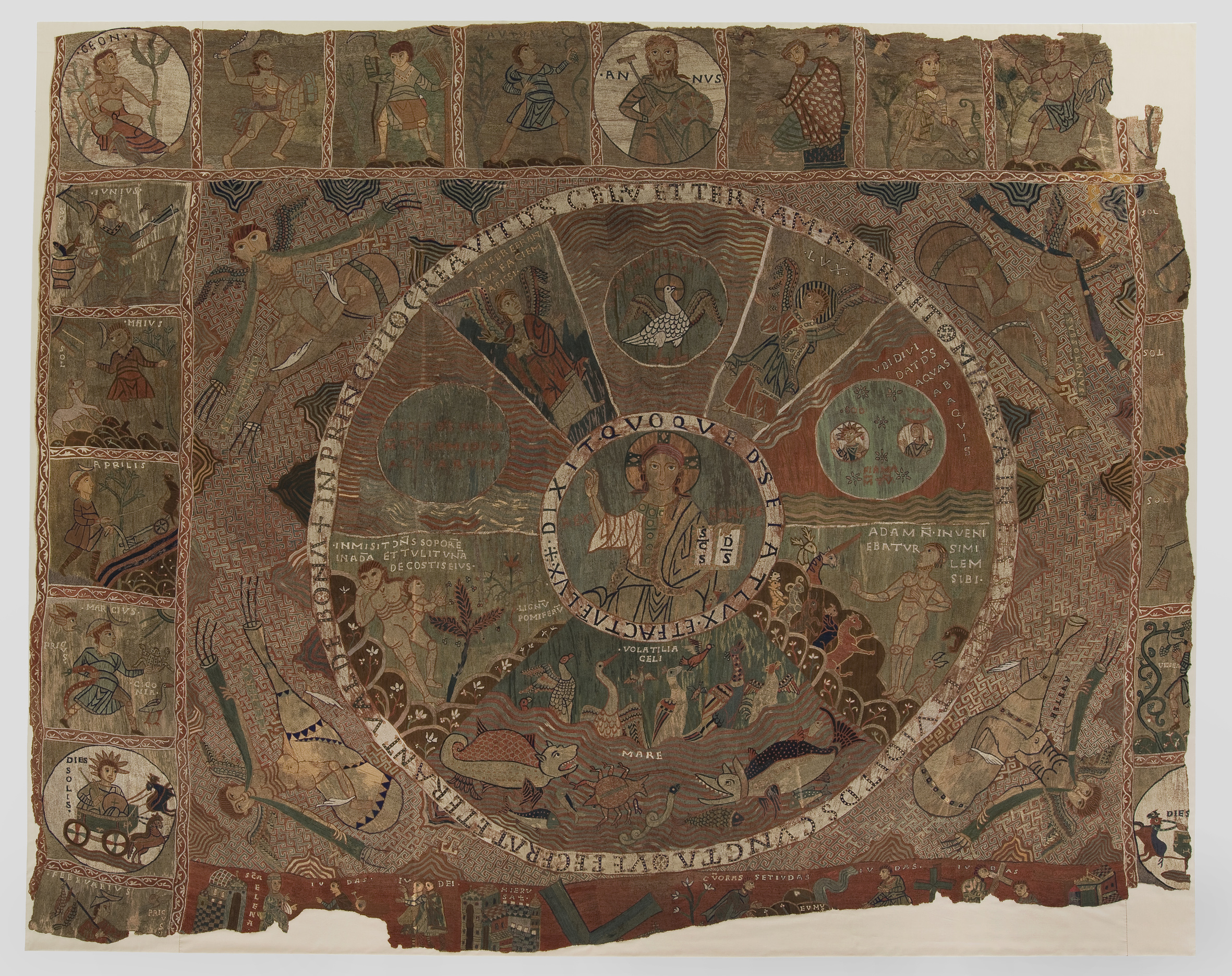
Tapís de la Creació

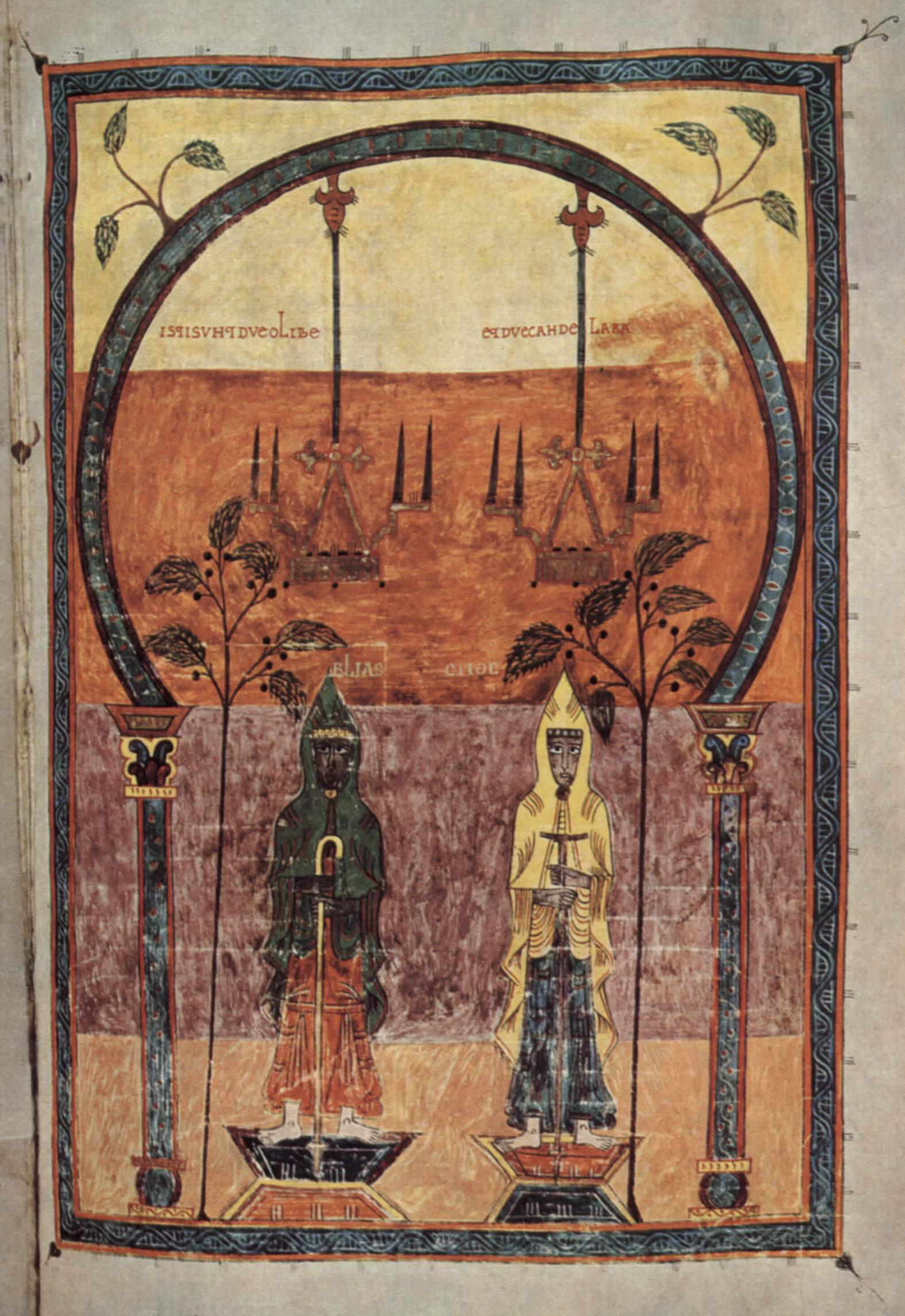
Pàgina del Beatus de Girona

- Tapís de la Creació. És una de les poques peces tèxtils brodades conservades de l'època romànica, teixit amb fils de llana de colors sobre tela de lli, té unes dimensions de 3,58 × 4,50 metres, encara que no està complet i tampoc no està definit el seu origen ni la data, es creu que és de la darreria del segle xi o principi del xii. El seu nom es deu a la temàtica de la part principal del tapís. Presidit a la part central per la representació del Pantocràtor, dintre d'una orla que està envoltada per una circumferència repartida en vuit parts desiguals que mostren passatges del Gènesi. A la part rectangular que l'emmarca a la franja superior, la imatge central representa l'any, als seus costats les estacions, seguint els mesos, el sol, i la lluna, els rius del Paradís, entre altres escenes. Als triangles abans de la circumferència es representen els quatre vents.
- Retaule de la Pietat de Jaume Cabrera.
- Beatus de Girona. Es tracta d'una còpia del segle x del comentari de l'Apocalipsi fet pel Beat de Liébana. Escrit en lletra visigòtica sobre pergamí, amb més de cent miniatures moltes de pàgina sencera, va ser escrit, segons consta a l'últim foli del còdex per presbiterat Sènior i miniaturat per En o Ende i pel presbiterat Emeteri.
- Escultura de Carlemany. Aquesta escultura d'alabastre policromada és de l'artista Jaume Cascalls i encara avui és motiu de polèmica. A partir del fet que el bisbe Arnau de Montrodon l'any 1345 va instituir el culte a sant Carlemany a la capella dels sants Màrtirs dins la catedral de Girona. Es creu que en realitat representa la imatge de Pere III el Cerimoniós.[cal citació]
- Arqueta d'Hixam II. D'argent daurat, és ornamentada amb motius vegetals amb semblança a l'art califal cordovès. Del segle x és una de les peces més antigues que conserva el museu, sense saber com va arribar a la catedral. Per unes inscripcions, se sap que va ser un regal del califa Al-Hakam II al seu fill Hixam II.[43]
- Retaule de Santa Magdalena. Antigament estava situat en una capella de la seu, és d'estil renaixentista i va ser pintat per Pere Mates al segle xvi, s'aprecia a la pintura una gran influència de Joan de Borgonya.
- Llitera de la Mare de Déu d'Agost. Situada a l'antiga capella de l'Esperança, va ser un encàrrec a Lluís Bonifaç i Massó (1730-1786), escultor de Valls, per al costum antic de col·locar una llitera amb una imatge de la Verge jacent al temple durant l'octava de l'Assumpció. D'una gran teatralitat, és d'estil barroc, va ser daurat per Bruno Rigalt de Barcelona, sembla un cadafal amb quatre àngels que sostenen una gran corona daurada amb damassos.[44]
- Dins aquesta capella es troba la tomba del bisbe Guillem Ramon Boïl i Mercader mort el 1532, en un arcosoli dintre del mur esquerre, amb columnes en ambdós costats i rematat per un frontó triangular el qual es troba el Pare Etern. El sarcòfag de marbre presenta la figura del bisbe jacent amb vestidura pontifical i mitra. Sobre el sepulcre hi ha l'escut d'armes del bisbe. El mausoleu de Guillem Ramon de Boïl, és fruit d'una remodelació d'un antic refectori canonical de la Seu. El bisbe de Boïl, demanà l'autorització per les obres l'any 1531, i el març de l'any següent ja s'havia construït l'altar.
- Retaule de Santa Helena. El retaule de santa Helena va estar col·locat a l'origen rere l'altar major, a causa de la seva importància dintre de la pintura catalana durant el renaixement del cinc-cents, es va traslladar al museu catedralici. Els seus autors van ser Antoni Norri i Pere Fernández.
- Creu de les perles. Peça destacable de l'orfebreria del segle xvi, d'argent daurat amb plaques esmaltades als extrems, al centre de la creu a l'anvers la imatge de Crist crucificat i al revers la imatge de devoció, la Mare de Déu de les Perles. Dissenyada per Pere Joan Palau i fabricada per Antoni Coll a partir l'any 1503.[45]
- Butlla del papa Formós. Butlla papal atorgada per Formós el 891/892 segons la qual els béns i drets concedits pels reis francs passaven a la Seu.
- Cobertes d'evangeliari. Es tracta de les cobertes anterior i posterior que enquadernaven un evangeliari de la biblioteca de la catedral, esculpides en fusta de boix i fetes a cavall dels segles xi i xii.

Es guarden d'altres peces, com creus processionals, reliquiaris, tapes d'argent repussada d'un evangeliari del segle xiv, una custòdia de Francesc Artau II de l'any 1430-1438.

## Curiositats i llegendes

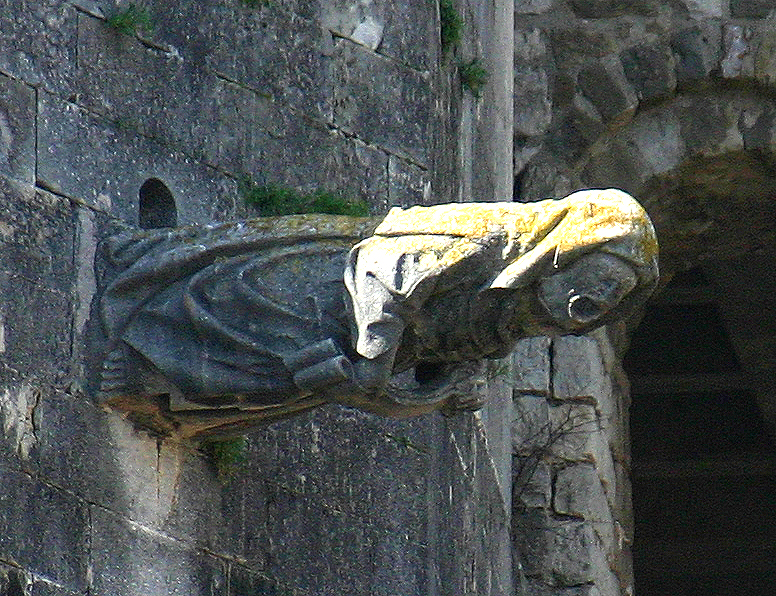
La Bruixa de Pedra.

### Bruixa de pedra
La Bruixa de pedra és una gàrgola per desallotjar aigua. Està situada al costat de la torre de Carlemany i és l'única gàrgola amb figura humana. Segons la llegenda existia una dona que es dedicava a les arts de la bruixeria. Per demostrar el seu odi a la religió tenia el costum de llençar pedres contra el temple. Així, un dia, per obra divina, es convertí en pedra i la van col·locar a la catedral perquè de la seva boca no sortissin més malediccions ni renecs, sinó aigua neta de pluja. Existeix una cançoneta popular que diu "Pedres tires, pedres tiraràs, de pedra et quedaràs..."

### Sant Carlemany

Signatura de Carlemany.

Tot i que se sap amb certesa que Carlemany mai va ser a Girona, es conten nombroses històries sobre ell. Mai va ser canonitzat per l'església, però per ordre de l'emperador alemany Frederic Barbarroja, l'antipapa Pasqual III sí que ho va fer l'any 1165. A la catedral de Girona i impulsat pel bisbe Arnau Montredó, l'any 1345 es va venerar a la capella dels sants Màrtirs una imatge dita de Sant Carlemany, quan a la realitat representava al rei Pere el Cerimoniós, arribant a aconseguir una gran devoció popular.

### Espasa de Carlemany
Hi ha múltiples llegendes de Carlemany, en una d'elles conten que un dia, Carlemany va pujar al cim del campanar romànic (la Torre de Carlemany) per contemplar la ciutat i des d'allí li va caure l'espasa al centre del claustre que estava nevat, encara que els seus soldats van estar buscant-la, no la van trobar, ja que amb la força de la caiguda s'havia clavat a terra. Conten que encara segueix enfonsant-se fins que arribi al centre de la Terra i la parteixi en dues, que serà quan sigui la fi del món.

### Falcó de pedra
Hi ha una imatge d'un falcó de pedra a les arquivoltes de la porta de sant Miquel de la catedral, que té una curiosa llegenda. En una cacera, Ramon Berenguer II Cap d'Estopes, va ser ferit de mort en presència del seu falcó. Van dur el seu cos a la catedral de Girona i durant la cerimònia religiosa el falcó no va parar de revoltar per sobre del seu germà bessó Berenguer Ramon II. Per desig del vescomte Ramon Folc I de Cardona es va formar un judici per acusar-lo de la mort del seu germà, sense que ningú més tingués l'atreviment d'acusar el comte, fins que obrint les finestres de la sala va entrar el falcó i es va posar sobre el cap de l'acusat arrabassant-li la corona. Tots van creure que era un senyal diví per fer justícia. A partir de llavors va ser apel·lat com el Fratricida, el qual després d'aquest judici va passar el comtat al fill de Cap d'Estopes, Ramon Berenguer III.